# Deutsche Demokratische Republik
Die Deutsche Demokratische Republik (DDR) war der östliche der beiden nach dem Zweiten Weltkrieg geschaffenen deutschen Staaten, der vom 7. Oktober 1949 bis zur Herstellung der Einheit Deutschlands am 3. Oktober 1990 bestand. Die DDR ging aus der Sowjetischen Besatzungszone (SBZ) hervor, die infolge der Besetzung und Teilung Deutschlands nach 1945 zustande gekommen war. Auf Betreiben der sowjetischen Militärregierung errichtete die Sozialistische Einheitspartei Deutschlands (SED) ein diktatorisches Regime, das sich als den „real existierenden Sozialismus“ bezeichnete und bis zur friedlichen Revolution im Herbst 1989 existierte. Während der vier Jahrzehnte ihres Bestehens blieben die DDR und ihre Staatsführung, wie die anderen realsozialistischen Ostblockländer, weitgehend von der Sowjetunion abhängig.
Offizielle Staatsideologie war der Marxismus-Leninismus. In der zeitgeschichtlichen Forschung wird das Herrschaftssystem in der DDR mal als realsozialistisch, mal als kommunistisch bezeichnet. Die Machthaber nannten die DDR einen „sozialistischen Staat der Arbeiter und Bauern“ und deutschen „Friedensstaat“ und nahmen für sich in Anspruch, die DDR habe die Wurzeln für Krieg und Faschismus beseitigt. Antifaschismus wurde zu einer Staatsdoktrin der DDR.
Die herrschenden politischen und wirtschaftlichen Verhältnisse stießen teils auf Ablehnung, doch nur selten auf aktiven Widerstand in der Bevölkerung. Unverkennbar war dieser aber in der Frühphase beim Volksaufstand des 17. Juni 1953, der von sowjetischen Truppen niedergeschlagen wurde. Deutliche Ablehnung signalisierte auch die den Staat in seiner Existenz bedrohende Abwanderungsbewegung, die durch den Bau der Berliner Mauer 1961 drastisch eingedämmt wurde. Das Ministerium für Staatssicherheit (kurz MfS oder umgangssprachlich „Stasi“) wurde ausgebaut zu einem die ganze Gesellschaft durchdringenden Organ der Überwachung und gezielten Zersetzung oppositioneller Aktivitäten und Gruppierungen. Das staatliche Erziehungs- und Bildungswesen war vom Kindergarten bis zur Universität auf die „Erziehung zur sozialistischen Persönlichkeit“ gemäß der Ideologie des Marxismus-Leninismus ausgerichtet. Dem SED-Führungsanspruch waren Blockparteien und Massenorganisationen in der DDR unterworfen, nicht nur bei den über eine Einheitsliste abgehaltenen Volkskammerwahlen, sondern auch durch ein ausgedehntes Kontrollsystem bei der Besetzung von Leitungspositionen aller Art im Rahmen der Kaderpolitik.
Das undemokratische politische System und wirtschaftliche Schwächen führten zu einer zunehmend regimekritischen Einstellung der Bevölkerung, besonders seit der ersten Konferenz über Sicherheit und Zusammenarbeit in Europa (1973). Mit dieser Konferenz wurden Anträge auf Ausreise möglich, gegen welche der Staat trotz vielfältiger Schikanen im weiteren Verlauf nicht ankam. In der Endphase intensivierte die Weigerung Erich Honeckers, den von Michail Gorbatschow in der Sowjetunion angestoßenen Reformprozess auch in der DDR wirksam werden zu lassen, sowohl das Ausreisebedürfnis als auch die Protestbereitschaft. Auch innerhalb der Machtstrukturen der DDR schwand der Rückhalt für das System, die 1989 offen ausbrechenden friedlichen Proteste vieler Bürger wurden nicht mehr niedergeschlagen. Diese Proteste und eine Ausreisewelle über Ungarn und die Tschechoslowakei waren wesentliche Bestandteile der Wende und friedlichen Revolution in der DDR, die zum unerwarteten Fall der Mauer am 9. November 1989 führte und letztendlich dem Ende der DDR und der deutschen Wiedervereinigung den Weg bereitete.

## Geografie

Die Bezirke der DDR (Grenzen und Bezeichnungen aus DDR-Sicht, 1989)

Das Staatsgebiet der Deutschen Demokratischen Republik bestand aus den heutigen deutschen Ländern Mecklenburg-Vorpommern, Brandenburg, Sachsen, Sachsen-Anhalt und Thüringen sowie dem Amt Neuhaus und Bleckede-Wendischthun in Niedersachsen; strittig war die Einbeziehung Ost-Berlins. Naturräumlich erstreckte sich die DDR durchschnittlich etwa 450 Kilometer in Nord-Süd-Richtung, die mittlere Ost-West-Ausdehnung betrug rund 250 Kilometer. Den nördlichsten Punkt der DDR markierte der nordwestlich von Kap Arkona gelegene Gellort auf der Insel Rügen, den südlichsten Punkt Schönberg am Kapellenberg (Vogtland). Der westlichste Punkt lag in der Nähe des Dorfes Reinhards in der Rhön, der östlichste in der Nähe von Zentendorf zwischen Rothenburg und Görlitz.
Im Norden bildete die Ostsee eine natürliche Grenze, wobei die Hoheitsgewässer der DDR teilweise an die der Bundesrepublik Deutschland, Dänemarks sowie der Volksrepublik Polen (von Nordwesten nach Nordosten gesehen) angrenzten. Zu Polen bestand im Osten die Oder-Neiße-Grenze und im Südosten die Grenze zur Tschechoslowakei. Im Westen und Südwesten der DDR verlief die innerdeutsche Grenze zur Bundesrepublik. In ihrer Mitte umschloss die DDR das Gebiet von West-Berlin.
Der Norden und die Mitte der DDR waren Teil der eiszeitlich geprägten Norddeutschen Tiefebene und nahmen drei Fünftel der gesamten Landesfläche ein. Dort wechseln sich wellige Grund- bzw. Endmoränenlandschaften wie der Nördliche und Südliche Landrücken mit ebenen Sanderflächen und Urstromtälern ab (Mecklenburgische Seenplatte, Märkische Seen). So finden sich in diesem Tiefland auch die meisten Seen der DDR, wozu mit der Müritz sowie dem Schweriner See und dem Plauer See auch die größten Binnengewässer zählen. Der Süden des Landes wird hingegen von den Mittelgebirgen eingenommen (Harz, Thüringer Wald, Rhön, Erzgebirge, Elbsandsteingebirge, Sächsische Schweiz, Lausitzer Bergland, Zittauer Gebirge), in denen von Norden her ausgeprägte Beckenlandschaften hineinragen (Leipziger Tieflandsbucht, Thüringer Becken). Die höchsten Erhebungen der DDR waren der Fichtelberg mit 1214,79 Metern, gefolgt vom Brocken (1141,2 m) und vom Auersberg (1019 m).
Elbe und Oder, durch verschiedene schiffbare Kanäle (Oder-Havel-Kanal, Oder-Spree-Kanal) miteinander verbunden, waren auf DDR-Gebiet die beiden größten Flussgebiete; sie hatten große Bedeutung für die Binnenschifffahrt. Die Elbe mit ihren zahlreichen direkten und indirekten Zuflüssen aus Saale, Havel, Mulde und Spree entwässerte den größten Teil des Territoriums der DDR in die Nordsee. Die Oder mit der Lausitzer Neiße als größtem Nebenfluss war das zweitgrößte Flussgebiet; sie entwässert ebenso wie Peene und Warnow in die Ostsee.
Zur DDR gehörten als flächenmäßig größte Inseln Rügen, Usedom, Poel und Hiddensee sowie die Halbinsel Fischland-Darß-Zingst.

## Bevölkerung

### Einwohner
Die DDR war ein Abwanderungsland. In der DDR und Ost-Berlin lebten 1950 ca. 18,388 Millionen Menschen. Im Endstadium des Staates 1990 waren es 16,028 Millionen Menschen. Die Abnahme hatte mehrere Gründe:
1. die permanente Flucht aus der Sowjetischen Besatzungszone und der DDR bzw. die Übersiedlung aus der SBZ/DDR nach Westdeutschland;
2. in den Anfangsjahren der Weiterzug von Heimatvertriebenen aus den ehemaligen Ostgebieten des Deutschen Reiches in die Westzonen und die Bundesrepublik, der sich unter anderem mit der Einstellung jeglicher Förderung für diesen Personenkreis in der DDR 1950 erklären lässt; die Bundesregierung sorgte dagegen mit dem Lastenausgleichsgesetz dafür, dass Vertriebene entschädigt wurden.[14]
3. die Verringerung der Geburtenrate, insbesondere durch die Einführung der schwangerschaftsverhütenden Pille und infolge der Legalisierung von Schwangerschaftsabbrüchen („Geburtenknick“, „Pillenknick“); dazu kam wie in anderen entwickelten Ländern auch der Trend weg von größeren Familien hin zu Familien mit ein bis zwei Kindern. Aufgrund der großzügigen Sozialpolitik in der Ära Honecker („Einheit von Wirtschafts- und Sozialpolitik“) nahm die Fertilität bis Ende der 1970er Jahre leicht zu, sank danach aber wieder ab. Der Sozial- und Gesellschaftshistoriker Hans-Ulrich Wehler sieht die geringe Geburtenrate begründet in der „Abneigung vieler, in diesem Staat Kinder großzuziehen“.[15]
4. der Anstieg der Sterberate durch Anpassung an eine normalisierte demografische Entwicklung, nachdem diese kriegsbedingt in den Anfangsjahren von SBZ und DDR gravierende Unterschiede in den jeweiligen Bevölkerungsgruppen aufgewiesen hatte. Die Suizidrate der DDR war die zweithöchste in Europa.[15]

Aufgrund internationaler Abkommen gab es zwei kleine, aber noch heute klar abgegrenzte ausländische Bevölkerungsgruppen, die vietnamesischen Vertragsarbeiter und die 15.000 Vertragsarbeiter aus Mosambik, auch Madgermanes genannt.
| \| Einwohner und Berufstätige der DDR[17] \| Einwohner und Berufstätige der DDR[17] \| Einwohner und Berufstätige der DDR[17] \| \| Jahr \| Einwohner (Mio.) \| Berufstätige (ohne Lehrlinge, Mio.) \| \| -------------------------------------- \| -------------------------------------- \| -------------------------------------- \| \| 1950 \| 18,388 \| 7,196 \| \| 1960 \| 17,188 \| 7,686 \| \| 1970 \| 17,068 \| 7,769 \| \| 1980 \| 16,740 \| 8,225 \| \| 1989 \| 16,434 \| 8,547 \| |                  |                                     |
| Einwohner und Berufstätige der DDR |                  |                                     |
| Jahr | Einwohner (Mio.) | Berufstätige (ohne Lehrlinge, Mio.) |
| 1950 | 18,388           | 7,196                               |
| 1960 | 17,188           | 7,686                               |
| 1970 | 17,068           | 7,769                               |
| 1980 | 16,740           | 8,225                               |
| 1989 | 16,434           | 8,547                               |

### Sprachen
Das Gebiet, auf dem sich die DDR befand, gehört zum deutschen Sprachraum. In einigen Kreisen der Bezirke Dresden und Cottbus waren auch die dort beheimateten westslawischen Sprachen Obersorbisch und Niedersorbisch staatlich anerkannt (→ Minderheitenschutz).
Die Benrather Linie teilt das Land von West nach Ost auf der Höhe der Bezirke Magdeburg, Potsdam und Frankfurt (Oder) beziehungsweise auf einer Linie zwischen Nordhausen und Frankfurt (Oder). Nördlich von ihr werden die ostniederdeutschen Dialekte Mecklenburgisch-Vorpommersch und Märkisch gesprochen. Sie sind Teile der Niederdeutschen Sprache (Plattdeutsch). An der Grenze zum Land Niedersachsen sind auch ostfälische bzw. braunschweig-lüneburgische Dialekte wie Elbostfälisch und Heideplatt verbreitet. Südlich der Benrather Linie, wo etwa 60 Prozent der DDR-Bevölkerung lebten, spricht man einen der ostmitteldeutschen Dialekte. Zu dieser Gruppe gehören der südmärkische Dialekt und die thüringisch-obersächsische Dialektgruppe. Das Gebiet südlich des Rennsteigs im Bezirk Suhl gehört zum ostfränkischen Sprachraum. Im Süden des Vogtlandes (Kreis Oelsnitz und Kreis Klingenthal) wird der oberdeutsche Dialekt Nordbairisch gesprochen, daneben sind die oberdeutschen Dialekte Vogtländisch und weiter östlich Erzgebirgisch verbreitet. Im Gebiet um Görlitz, das bis 1945 zur Provinz Niederschlesien gehört hatte, hat sich der schlesische Dialekt erhalten. Dagegen ist im angrenzenden Gebiet der sächsischen Oberlausitz (hauptsächlich zwischen Bautzen-Löbau-Zittau) der Oberlausitzer Dialekt nach wie vor verbreitet.

### Religionen und Religionsersatz

#### Staatskult
Um die heranwachsenden Generationen zu „sozialistischen Persönlichkeiten zu formen“ und von den Kirchen zu entfremden, begann die SED in den 1950er Jahren einen Kulturkampf gegen die christlichen Kirchen und führte ab 1954 das Ritual der sozialistischen Jugendweihe ein. An dieser quasi-religiösen Ersatzhandlung, als Gegenveranstaltung zu Konfirmation und Firmung, verbunden mit dem Gelöbnis, der DDR zu dienen, nahmen ab den 1970er Jahren annähernd 99 % aller 14-Jährigen teil.
Daneben entstanden als Religionsersatz analog zu den entsprechenden christlichen Riten Individualfeiern, wie die Sozialistische Namensweihe (als Ersatz für die Taufe), die Sozialistische Eheschließung und Bestattung. 1957 gab Ulbricht der Jugendweihe einen staatlichen Charakter und machte sie mit diversen Druckmitteln de facto zu einer Zwangsveranstaltung. Während mehrere Versuche zur Einführung einer sozialistischen Arbeiterweihe missglückten, entwickelte sich ein ausgeprägter Staatskult, mit sozialistischen Festtagen, einen auf die Generalsekretäre der SED, Ulbricht und Honecker, ausgerichteten Personenkult und einer Ritualisierung des Militärischen, trotz der offiziellen politisch-ideologischen Stellungnahme „gegen den Militarismus“.
Konkret erwies sich der Staatskult an Paraden und Feierlichkeiten zum Tag der Arbeit und am Gründungsjubiläum der DDR als Höhepunkte von über das Jahr verstreuten Fest- und Gedenktagen rund um verschiedene Berufsgruppen wie z. B. Tag des Lehrers, Tag des Bauarbeiters, Tag des Bergmanns usw. sowie von Jahrestagen politisch oder ideologisch geprägter Ereignisse. Seiner antifaschistischen Doktrin entsprechend feierte die DDR die Niederlage Deutschlands im Zweiten Weltkrieg mit dem Tag der Befreiung und dem Tag des Sieges, ebenfalls mit militärischen Paraden. 1958 verkündete Walter Ulbricht in formaler Anlehnung an die Zehn Gebote der Bibel die Zehn Gebote der sozialistischen Moral und Ethik. Bereits zuvor wurden auch „Zehn Gebote“ an die Jungpioniere und die Thälmann-Pioniere gerichtet. Als Ersatz für seelsorgerische Angebote der Kirchen gründete die SED 1988 den von der Stasi kontrollierten Freidenkerverband.

#### Christliche Religion
In der DDR gab es verschiedene Religionsgemeinschaften. Die größten waren die christlichen Kirchen. Neben den seit 1969 im Bund der Evangelischen Kirchen in der DDR zusammengeschlossenen acht evangelischen Landeskirchen und der römisch-katholischen Kirche gab es folgende Freikirchen: den Bund Evangelisch-Freikirchlicher Gemeinden in der DDR, den Bund Freier evangelischer Gemeinden, die Evangelisch-methodistische Kirche, die Herrnhuter Brüdergemeine, die Kirche Jesu Christi der Heiligen der Letzten Tage (Mormonen), die Gemeinschaft der Siebenten-Tags-Adventisten, die Mennoniten-Gemeinde und die Quäker. Hinzu kamen die Evangelisch-Lutherische Freikirche, die Evangelisch-lutherische (altlutherische) Kirche und der Kirchenbund Evangelisch-Reformierter Gemeinden in der DDR.
1950 gehörten etwa 85 Prozent der DDR-Bürger einer evangelischen und etwa 10 Prozent der katholischen Kirche an. Bis 1989 ging der Anteil der Kirchenmitglieder an der Gesamtbevölkerung deutlich zurück: noch 25 Prozent der Bevölkerung waren Protestanten und 5 Prozent Katholiken. Der Anteil der Konfessionslosen an der Gesamtbevölkerung stieg von ungefähr 6 auf etwa 70 Prozent 1989. Während der Großteil der DDR protestantisch geprägte Gebiete waren, gab es auch einige traditionell katholische Gegenden: in Thüringen das Eichsfeld, die Rhön um Geisa, die traditionell bikonfessionelle Stadt Erfurt sowie das obersorbische Kernsiedlungsgebiet im Raum Kamenz/Bautzen.
„Volle Glaubens- und Gewissensfreiheit“ war in Artikel 41 Absatz 1 der Verfassung der DDR 1949 zwar festgeschrieben. In der Verfassungswirklichkeit versuchten SED-Funktionäre und -Beauftragte die ungestörte Religionsausübung jedoch zu beschränken, den Einfluss der Kirchen zurückzudrängen und vor allem junge Menschen kirchlichem Einfluss zu entziehen. Das im Artikel 42 der DDR-Verfassung bestimmte Diskriminierungsverbot gegenüber Christen wurde durch viele einfach-gesetzliche Bestimmungen, die ein atheistisches Bekenntnis vorschrieben, untergraben. Ihre schärfste Form hatte die antikirchliche Politik der DDR Anfang der 1950er Jahre. Sie gipfelte 1953 in der Kriminalisierung der „Jungen Gemeinden“. Dies führte zu Relegierungen in Schulen und Universitäten, auch zu Verhaftungen, die im Juni 1953 jedoch wieder zurückgenommen wurden. Auch danach blieb für bekennende Christen die Möglichkeit, zu studieren bzw. eine staatliche Laufbahn einzuschlagen, erschwert. Bis zum Ende der DDR gab es Schulpflichtige, denen der Übergang zur EOS wegen fehlender Jugendweihe verwehrt wurde.

#### Juden in der DDR
Es gab einige jüdische Gemeinden, deren Mitgliederzahl ständig schrumpfte. Juden in der DDR konnten aber ohne offenen Antisemitismus in Sicherheit leben. Andererseits lehnte die DDR jede Entschädigung für Holocaust-Überlebende ab, da sie sich zwar als Nachfolgestaat, nicht aber als Rechtsnachfolger des Deutschen Reiches sah. Wie alle Ostblockstaaten bezog die DDR Stellung gegen den „zionistischen Imperialismus“ des Staates Israel. In den 1980er Jahren kümmerte die SED sich stärker um das jüdische Erbe und lud auch jüdische Organisationen ein.

#### Weitere Religionen
Daneben gab es vereinzelt ab den 1980er Jahren buddhistische, hinduistische und muslimische Gruppen. Der Umgang mit paranormalen Vorstellungen und Praktiken in der DDR wurde von 2013 bis 2016 in einem wissenssoziologischen DFG-Projekt untersucht. Solche Vorstellungen standen unter starken Vorbehalten, insbesondere im Vergleich mit der Sowjetunion. Die anthroposophische Bewegung wurde in der DDR vor allem im Umfeld der Christengemeinschaft weitergeführt. Eine besondere kirchenpolitische Rolle im SED-Staat hatte die esoterische Johannische Kirche.
Obwohl die Zahl religiös gebundener Menschen erheblich abnahm, blieben die Kirchen ein eigenständiger gesellschaftlicher Faktor. Ab 1989/90 fanden sich insbesondere in den evangelischen Kirchen als halböffentlichen Versammlungsräumen viele Menschen ein, teilweise ohne selbst religiös zu sein, die zu Trägern der friedlichen Revolution in der DDR wurden.

## Geschichte
Die vier Jahrzehnte zwischen der Gründung der DDR im Oktober 1949 und dem rapiden Machtzerfall der SED seit dem Oktober 1989 bilden den Hauptstrang der DDR-Geschichte. Vorausgegangen war die von den Hauptsiegermächten des Zweiten Weltkriegs beschlossene und vollzogene Aufteilung Deutschlands in Besatzungszonen. Von 1945 bis zur Staatsgründung 1949 war die Sowjetische Besatzungszone der Sowjetischen Militäradministration in Deutschland (SMAD) unterstellt, die mit einer Bodenreform und der Zwangsvereinigung von SPD und KPD zur SED bereits wichtige Weichen gestellt hatte. Auf die Grenzöffnung im November 1989 folgten die Anbahnung des Beitritts der DDR zur Bundesrepublik Deutschland und die damit einhergehende vertragliche Ausgestaltung zwischen den beiden deutschen Staaten sowie im Verhältnis zu den Siegermächten.

### Gründung der DDR und Aufbau des Sozialismus (1949–1961)

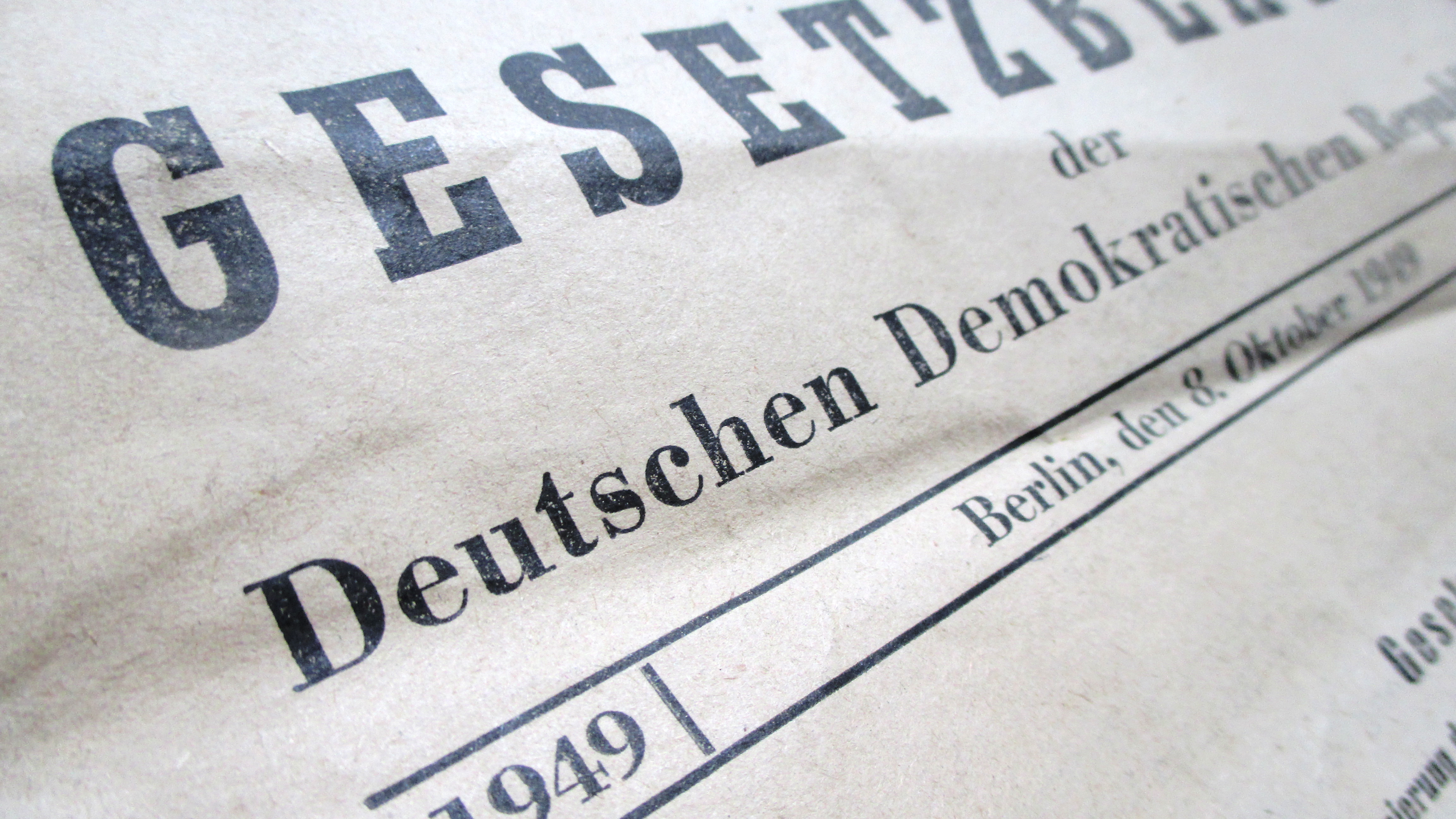
Erstes Gesetzblatt der DDR vom 8. Oktober 1949 über die Konstituierung der Provisorischen Volkskammer der Deutschen Demokratischen Republik am 7. Oktober 1949

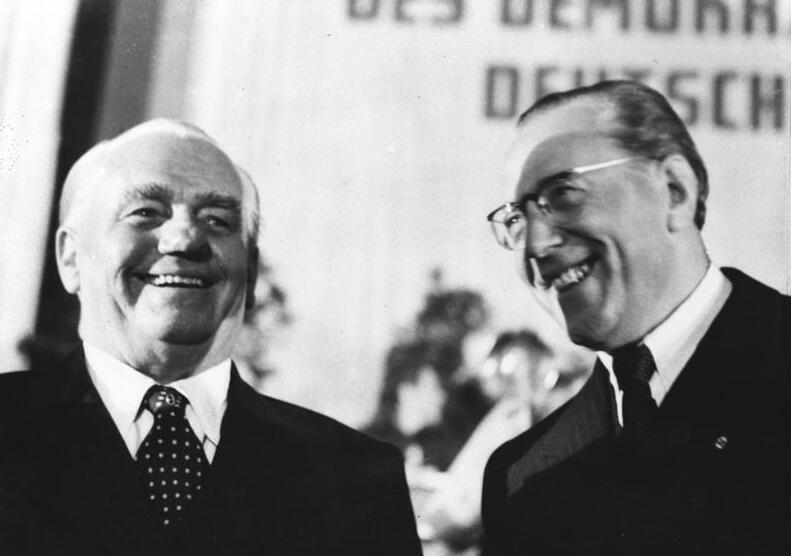
Wilhelm Pieck (li.) und Ministerpräsident Otto Grotewohl bei der Wahl Piecks zum Staatspräsidenten der DDR im Gebäude der DWK (seit 1992 Detlev-Rohwedder-Haus). Aufnahme vom 11. Oktober 1949

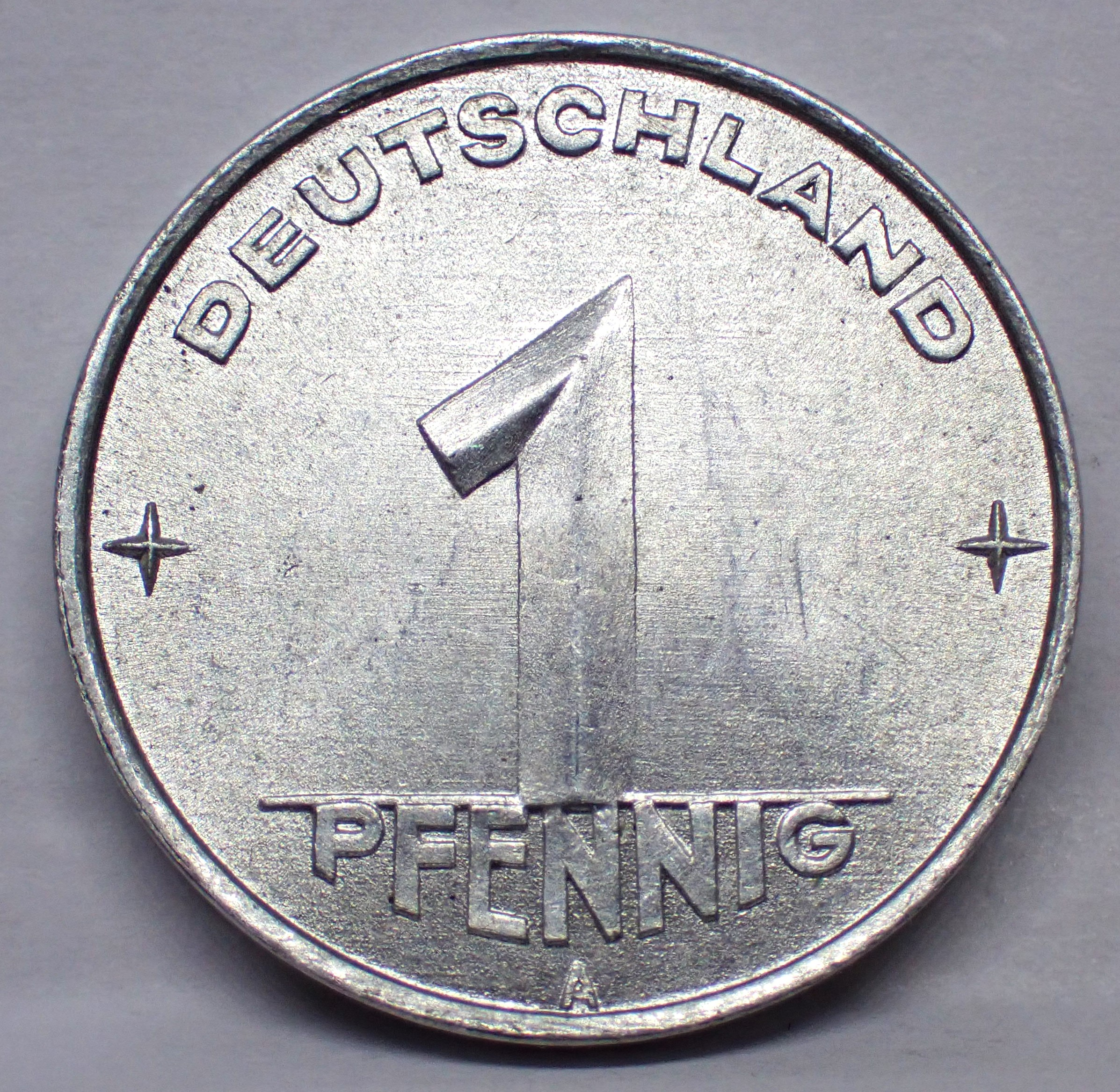
Pfennigmünze der DDR aus Aluminium, zwischen 1952 und 1953 in Berlin geprägt, AKS 15

Die Deutsche Demokratische Republik wurde am 7. Oktober 1949 (Tag der Republik) gegründet – wenige Monate nach der Gründung der Bundesrepublik Deutschland. An diesem Tag wurde die Verfassung der Deutschen Demokratischen Republik in Kraft gesetzt, die bereits seit Oktober 1948 vorlag. Der Zweite Deutsche Volksrat konstituierte sich als provisorische Volkskammer und beauftragte Otto Grotewohl als Ministerpräsidenten mit der Bildung einer Regierung. Sein Kollege im Vorsitz der SED, Wilhelm Pieck, wurde am 11. Oktober zum Präsidenten der DDR gewählt.
Die DDR wurde als realsozialistische Volksdemokratie bezeichnet. Die politische Herrschaft wurde von der SED ausgeübt und erstreckte sich auf alle Bereiche des gesellschaftlichen Lebens. Daneben bestanden „bürgerliche“ Parteien wie die LDPD und die CDU, die sich der SED aber unterordnen mussten. CDU, DBD, LDPD und NDPD waren als Blockparteien zusammen mit der SED in die (offiziell am 7. Januar 1950 konstituierte) Nationale Front eingebunden und nicht gesondert wählbar. Der Ministerrat bildete formell die Regierung der DDR, war aber faktisch dem Politbüro des ZK der SED – dem eigentlichen Machtzentrum – untergeordnet. Walter Ulbricht war Mitglied des Politbüros, zudem seit 1950 Generalsekretär des Zentralkomitees der SED. Doch auch nachdem die sowjetische Regierung am 25. März 1954 erklärt hatte, dass „die Sowjetunion […] mit der Deutschen Demokratischen Republik die gleichen Beziehungen […] wie mit anderen souveränen Staaten“ aufnehmen wolle, blieb die so gewährte Souveränität eingeschränkt: Hans-Ulrich Wehler bezeichnet die DDR daher als eine „Satrapie im westlichen Vorfeld des sowjetischen Imperiums“.

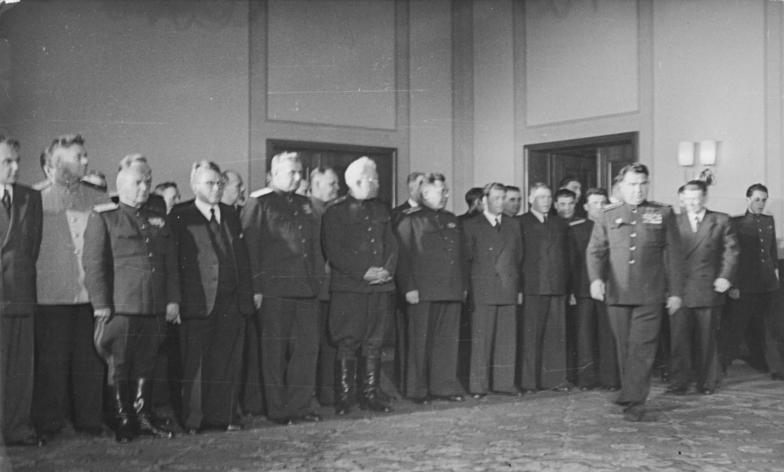
Armeegeneral Tschuikow empfängt als Chef der Sowjetischen Kontrollkommission die Mitglieder der Regierung der Deutschen Demokratischen Republik. Aufnahme vom 11. November 1949

Die ersten Wahlen zur Volkskammer wurden auf den 15. Oktober 1950 festgelegt und dann auf der Grundlage einer Einheitsliste abgehalten. Dieser Termin, über ein Jahr nach Inkrafttreten der Verfassung, widerstrebte den bürgerlichen Politikern in CDU und LDPD ebenso wie der Wahlmodus. Indessen erhielten ihre Vertreter hohe Posten in der neuen Regierung: Der LDPD-Vorsitzende Hans Loch wurde Finanzminister, der CDU-Vorsitzende Otto Nuschke stellvertretender Regierungschef, sein Parteifreund Georg Dertinger Außenminister. In seine Amtszeit fielen zwei der wichtigsten außenpolitischen Entscheidungen der DDR: am 6. Juli 1950 das Görlitzer Abkommen mit der Volksrepublik Polen, in dem die DDR die Oder-Neiße-Linie als „Staatsgrenze zwischen Deutschland und Polen“ anerkannte, und am 29. September 1950 der Beitritt zum Rat für gegenseitige Wirtschaftshilfe (RGW/COMECON).
Von Beginn an wurden wahre oder vermeintliche Gegner des SED-Regimes der Repression stalinistischer Prägung unterworfen. In den Jahren 1950–1953 wurden etwa 1000 Personen von der Staatssicherheit bzw. deren Vorläuferorganisation verhaftet, unter Verletzung der DDR-Verfassung an die Sowjetunion ausgeliefert und in Moskau exekutiert.
Die DDR erhob wie die Bundesrepublik den Anspruch, für ganz Deutschland zu sprechen, was sich auch auf den bis 1953 geprägten Münzen der DDR zeigte, die auf der Wertseite oben die Umschrift "DEUTSCHLAND" und erst später die Umschrift "DEUTSCHE DEMOKRATISCHE REPUBLIK" trugen. Man betonte anfänglich auch auf östlicher Seite demokratische Verfassungsmerkmale und lotete Möglichkeiten einer ost-westdeutschen Verständigung aus. Sie scheiterten allerdings wegen beiderseitigen Beharrens auf bestimmten miteinander unverträglichen Grundbedingungen ebenso wie Stalins Vorschlag eines vereinigten, neutralen und demokratischen Deutschlands im März 1952, da die Westmächte wiederum freie gesamtdeutsche Wahlen zur Vorbedingung machten.
Daraufhin gab Josef Stalin im Juli 1952 der SED-Führung um Ulbricht freie Hand für einen forcierten Aufbau des Sozialismus. Auf wirtschaftlichem Gebiet kam es nun verstärkt zur Verstaatlichung von Industriebetrieben, in der Landwirtschaft wurde die Kollektivierung nach dem Muster der LPG zum Leitbild erhoben. Propagandistisch begleitet wurden die Neuerungen von dem Langzeitmotto: „Von der Sowjetunion lernen heißt siegen lernen.“ Damit einher ging eine verstärkte ideologische Repression, die sich gegen alle Widersacher und speziell gegen die Kirchen richtete. An der bereits im Mai 1952 durch eine mehrere Kilometer tiefe Sperrzone abgeriegelten innerdeutschen Grenze wurden Tausende fluchtverdächtige oder regimekritische Bewohner der grenznahen Gebiete zwangsumgesiedelt. Die schrittweise Übernahme des stalinistisch geprägten sowjetischen Gesellschaftsmodells, ohne Meinungsfreiheit, mangelnder Mitbestimmung der Arbeiter und einer materiell privilegierten Funktionärsschicht, die die wichtigen Staats- und Verwaltungsstellen besetzte, ging mit einem von der SED forcierten Personenkult um den unfehlbaren Führer Stalin einher, dem als großer „Lehrer der deutschen Arbeiterbewegung und beste[m] Freund des deutschen Volkes“ gehuldigt wurde.
Der nach Stalins Tod im März 1953 von der neuen sowjetischen Führung verordnete Kurswechsel, der eine Aussetzung des Sozialisierungs- und verschärften ideologischen Repressionskurses vorsah, wurde zwar von der SED befolgt, jedoch ohne Rücknahme der erhöhten Arbeitsnormen. Die sich gegen diese Erhöhung richtenden Demonstrationen im östlichen Teil Berlins weiteten sich zum landesweiten Aufstand vom 17. Juni 1953 aus. Die sowjetische Kontrollkommission verhängte den Ausnahmezustand und ließ den Aufstand von sowjetischen Truppen niederschlagen. Diese agierten zumeist maßvoll und zogen bereits am 18. Juni wieder ab. Sie wurden von Einheiten der Kasernierten Volkspolizei ersetzt. Im Zusammenhang mit der Niederschlagung des Aufstands kamen über 50 Personen ums Leben.
Durch Finanzhilfen der Sowjetunion, die zudem auf weitere Reparationen der DDR verzichtete und die verbliebenen sowjetischen Aktiengesellschaften in der DDR in volkseigene Betriebe umwandelte, kam es zu einer Entspannung der Versorgungslage und zu einer Restabilisierung des SED-Regimes unter der intern zwischenzeitlich stark umstrittenen Führung Ulbrichts. Die Entstalinisierung, die Nikita Chruschtschow auf dem XX. Parteitag der KPdSU eingeleitet hatte, wurde von der SED-Führung nur zögernd mitgemacht: In der DDR habe es weder Personenkult noch Massenrepressionen gegeben, weswegen man auch nicht viel zu ändern habe. Sie trug aber zu einem Tauwetter bei, in dem Studenten und Intellektuelle der Partei auf eine weitergehende Liberalisierung bis hin zu einer Wiedervereinigung Deutschlands hofften. Die Niederschlagung des ungarischen Volksaufstandes im November 1956 durch sowjetische Truppen, die mehrere tausend Tote forderte und mehr als 2000 Todesurteile nach sich zog, löste in der DDR eine neue Repressionswelle aus. Die Zeit für einen zweiten Anlauf zum „Aufbau des Sozialismus“ hielt die SED 1959 für gekommen, indem sie mit allen Mitteln mehr oder minder starker Nötigung bewirkte, dass im ersten Quartal 1960 durch „freiwillige“ Beitritte knapp 40 Prozent der landwirtschaftlichen Fläche in den Besitz landwirtschaftlicher Produktionsgenossenschaften gelangten und dass im Jahr darauf fast 90 Prozent der landwirtschaftlichen Produktion in sozialistischen Kollektiven erzeugt wurden. Neuerlich stieg dadurch die Zahl der Flüchtlinge stark an; allein 47.433 Menschen verließen die DDR noch in den beiden ersten Augustwochen 1961. Als Chruschtschow im Oktober 1961 den Terror des Stalin-Regimes verurteilte, distanzierte sich Ulbricht vom Personenkult um Stalin und den unter dessen Führung begangenen Verbrechen, worauf die DDR-Führung die Entstalinisierung in der UdSSR billigte.

### Zwischen Mauerbau und Entspannungspolitik (1961–1971)

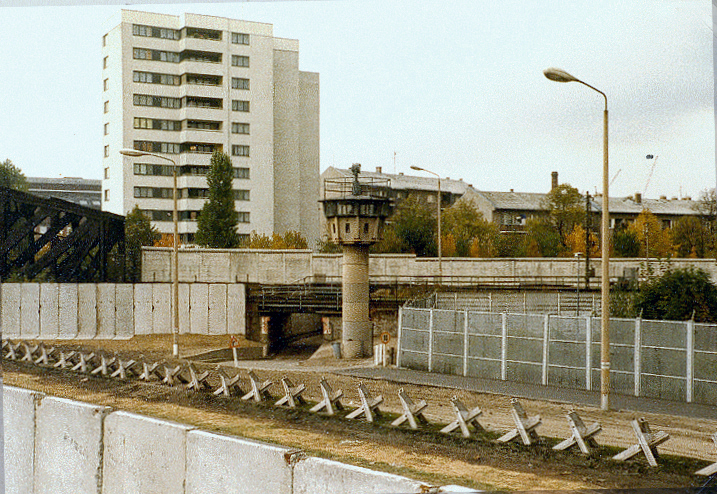
Berliner Mauer

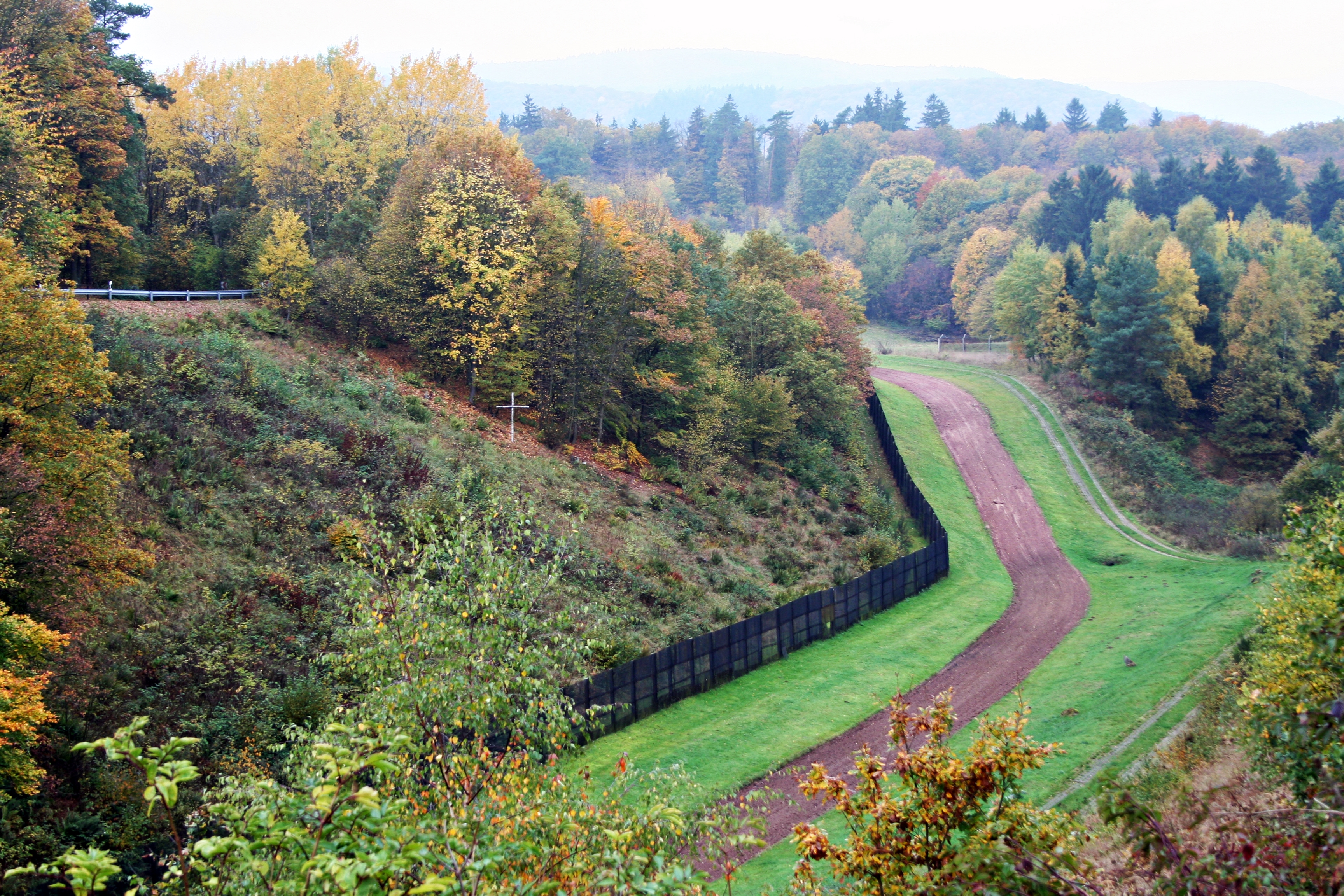
Frühere innerdeutsche Grenze zwischen Hessen (links) und Thüringen (rechts), Foto aus dem Jahr 2008

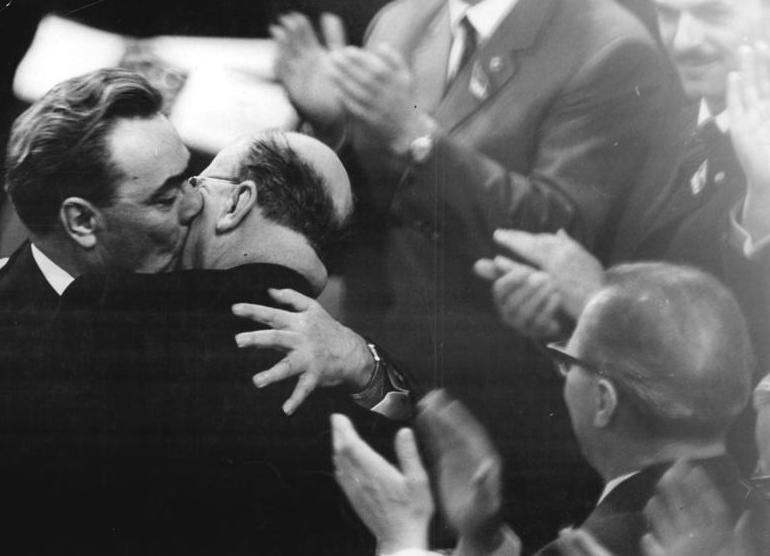
Inniger sozialistischer Bruderkuss zwischen Walter Ulbricht und Leonid Breschnew (li.)

Die massenhafte Abwanderung bedrohte die DDR existenziell, zumal überdurchschnittlich viele junge und gut ausgebildete Menschen den Staat verließen. Mit Rückendeckung der sowjetischen Führung begannen in der Nacht vom 12. auf den 13. August 1961 Volksarmisten, Volkspolizisten und Angehörige der Kampfgruppen der Arbeiterklasse der DDR, die Grenze rings um West-Berlin mit Stacheldraht und bewaffneten Kräften abzusperren. Daraus entstand die Berliner Mauer, die zum Symbol der Teilung Deutschlands und Europas wurde. Im Weiteren wurde auch die innerdeutsche Grenze durch Minensperren, Selbstschussanlagen und gezielt schießende Grenzsoldaten immer umfassender gesichert. Bei dem Versuch, dieses von der DDR-Propaganda als „antifaschistischer Schutzwall“ bezeichnete Sperrsystem zu überwinden, wurden mehrere hundert Flüchtlinge an der innerdeutschen Grenze getötet. Diese und andere in der DDR verübten Menschenrechtsverletzungen wurden von der im November 1961 eingerichteten Zentralen Erfassungsstelle der Landesjustizverwaltungen im westdeutschen Salzgitter dokumentiert.
Bereits zwei Monate nach dem Beginn der Grenzvermauerung erhielt die SED-Führung inmitten einer Repressionswelle gegenüber den nun an der Flucht gehinderten Regimegegnern im Oktober 1961 neue Signale aus Moskau, wo KPdSU-Generalsekretär Chruschtschow eine zweite Welle der Entstalinisierung einleitete. In Ost-Berlin reagierte man mit der Umbenennung von nach Stalin benannten Straßen, Plätzen und Einrichtungen und mit einer Absage an den Personenkult. Dies verhinderte jedoch nicht, dass Ulbricht zu seinem 70. Geburtstag 1963 wegen seiner „Einfachheit, Geradheit, Schlichtheit, Offenheit, Ehrlichkeit, Sauberkeit“ gefeiert und als „Staatsmann neuen Typus“ propagiert wurde, den der „Adel der Menschlichkeit“ auszeichne. An die Stelle rein repressiver Maßnahmen gegen latent oppositionelle Teile der Bevölkerung traten nun verstärkt ideologische Überzeugungsarbeit und eine auf Hebung des Lebensstandards orientierte Wirtschaftspolitik. Durch Einsatz am Arbeitsplatz suchten die Menschen, denen die Fluchtmöglichkeit nun genommen war, ihren Lebensstandard und ihre Aufstiegschancen nach Möglichkeit zu erhöhen. „Diese Haltung wirkte sich positiv auf die wirtschaftliche Entwicklung aus, die dadurch möglich werdenden materiellen Verbesserungen wiederum bauten oppositionelle Stimmungen ab, so dass sich die Beziehungen zwischen der Führung und der Bevölkerung allmählich versachlichten.“
Gegenüber den Jugendlichen gab die SED-Führung bestimmte Formen der Gängelung auf, insbesondere hinsichtlich der Importe westlicher Tanzformen. So hieß es in einem Politbürobeschluss 1963: „Niemandem fällt ein, der Jugend vorzuschreiben, sie solle ihre Gefühle und Stimmungen beim Tanzen nur im Walzer- oder Tangorhythmus ausdrücken. Welchen Takt die Jugend wählt, ist ihr überlassen: Hauptsache, sie bleibt taktvoll!“ So legte sich nun auch der FDJ-Vorsitzende als öffentlicher Aktivist für den bis dahin verpönten Modetanz „Twist“ ins Zeug, um dem „muffigen“ Image der FDJ aufzuhelfen. Beim dritten und letzten Deutschlandtreffen der Jugend im Mai 1964 waren neben einer halben Million DDR-Jugendlicher auch 25.000 Teilnehmer aus der Bundesrepublik und West-Berlin vertreten. Ein Jugendprogramm des Berliner Rundfunks ging rund um die Uhr auf Sendung, fand großen Anklang und bekam als DT64 einen festen Sendeplatz.

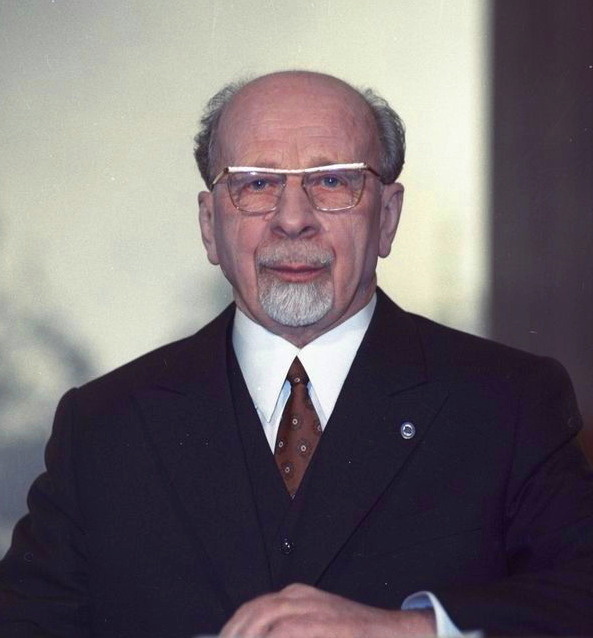
Walter Ulbricht (1970)

Allerdings war diese Öffnungsperiode 1965 bald nach dem Sturz Chruschtschows am 14. Oktober 1964 und Jugendkrawallen in Leipzig am 31. Oktober 1965 schnell vorbei. Da hieß es, das „Rowdytum“ einzudämmen und mit der Presse gegen „Gammler“, „Langhaarige“, „Verwahrloste“ und „Herumlungernde“ vorzugehen. Nun unterstützte die FDJ-Führung sogar Aktionen, bei denen Schülern von ihren Klassenkameraden die Haare abgeschnitten wurden. Honecker wetterte gegen die Beatmusik bei DT64 und gegen die „zynischen Verse“ des Liedermachers Wolf Biermann, gegen den ein Auftrittsverbot verhängt wurde.
Die mit dem Prager Frühling 1968 trotz des neuerlichen Klimas der Repression auch in der DDR-Bevölkerung entstandenen Hoffnungen auf einen mit mehr Freiheiten verbundenen Reformsozialismus wurden jäh zunichtegemacht, als Teile der Vereinten Streitkräfte des Warschauer Vertrages unter sowjetischer Führung das tschechoslowakische Reformmodell von KPČ-Parteichef Alexander Dubček mit militärischen Mitteln niederwarfen. Die in vielen Städten der DDR hauptsächlich von jungen Leuten in Kleingruppen dagegen gerichteten Proteste wurden von den Sicherheitsorganen im Keim erstickt. Das MfS konstatierte in diesem Zusammenhang bis zum November 1968 über 2000 „feindliche Handlungen“.
Die nach wie vor ausschlaggebende Bedeutung der von Moskau ausgehenden Kursvorgaben für die Staatsführung der DDR zeigte sich erneut in dem 1970 ausbrechenden Machtkampf um die Parteiführung zwischen Ulbricht und Honecker. Dabei präsentierte Honecker sich als der den sowjetischen Vorgaben bezüglich der deutsch-deutschen Annäherungspolitik enger verbundene DDR-Politiker und fand im SED-Politbüro Unterstützung für seine Kritik der wirtschaftspolitischen Strategie Ulbrichts, die auf Unterstützung von Zukunftsindustrien sowie von Forschung und Industrie gerichtet war, während Honecker Planrückstände und verminderte Produktionsziffern im konsumnahen Bereich beklagte. Erst Breschnews Mitwirken nach einigem Zögern und beobachtendem Abwarten führte schließlich im April 1971 zu Ulbrichts Rücktritt.

### Von neuem Aufbruch zur Stagnation (1971–1981)

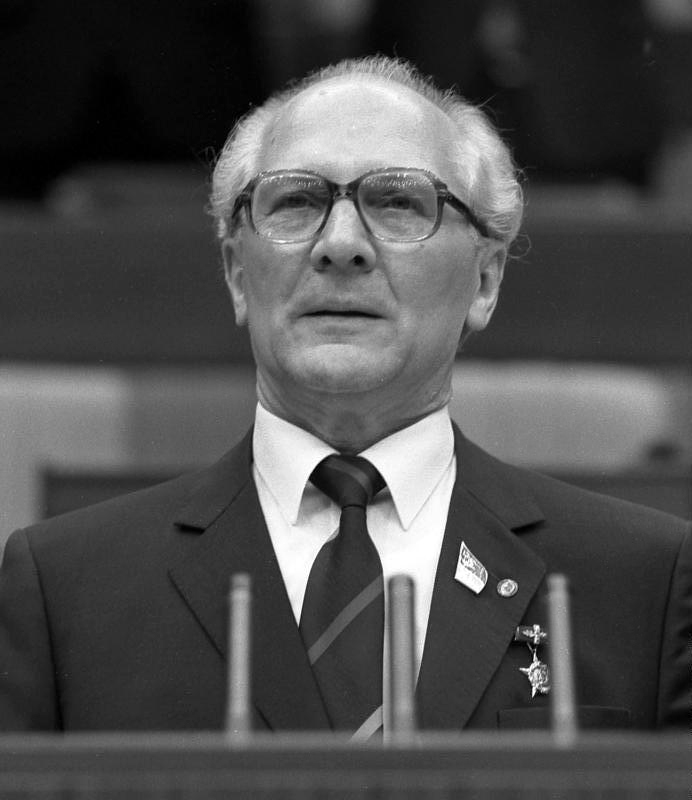
Erich Honecker

Nach dem Rücktritt von allen Ämtern bis auf das des Staatsratsvorsitzenden „aus gesundheitlichen Gründen“ und seiner Kaltstellung durch Honecker starb Ulbricht am 1. August 1973. Honecker hatte bereits beim SED-Parteitag im Juni 1971 eine Kursänderung vorgegeben und die „weitere Erhöhung des materiellen und kulturellen Lebensniveaus des Volkes“ der Partei als „Hauptaufgabe“ gestellt. Die Werktätigen sollten in der „entwickelten sozialistischen Gesellschaft“ nun mehr teilhaben an den Früchten ihrer Arbeit. Zur Kernlosung wurde die „Einheit von Wirtschafts- und Sozialpolitik“. Einen Schwerpunkt legte man dabei auf den Wohnungsbau und die Bereitstellung angemessenen Wohnraums; bis 1990 sollte dieses soziale Problem gelöst sein. Die Mehrbeschäftigung von Frauen im Arbeitsprozess wurde durch Maßnahmen wie Arbeitszeitverkürzung und Verlängerung des Mutterschaftsurlaubs sowie durch die starke Ausweitung der Kinderbetreuungseinrichtungen (Kinderkrippe, Kindergarten) gefördert. Die Konzentration auf die Konsumgüterproduktion führte zu für DDR-Verhältnisse beachtlichen Ergebnissen bei der Ausstattung der Haushalte etwa mit Kühlschränken und Fernsehern und weckte Hoffnungen auf weiter zunehmenden Wohlstand, auch wenn bis 1976 die Anhebung der Mindestlöhne über 400 Mark und der Mindestrenten über 230 Mark nicht hinauskam. Allerdings war die Ankurbelung von Wirtschaft und Konsum nur möglich durch eine erhöhte Verschuldung im westlichen Ausland.
Auch in der Kulturpolitik setzte Honecker im Dezember 1971 neue Akzente, die zunächst als Liberalisierung gedeutet und in diesem Sinne auch genutzt wurden, während sich spätestens nach der Mitte der 1970er Jahre eine restriktive Lesart durchsetzte:

„Wenn man von der festen Position des Sozialismus ausgeht, kann es meines Erachtens auf dem Gebiet von Kunst und Literatur keine Tabus geben. Das betrifft sowohl die Fragen der inhaltlichen Gestaltung als auch des Stils – kurz gesagt: die Fragen dessen, was man die künstlerische Meisterschaft nennt.“

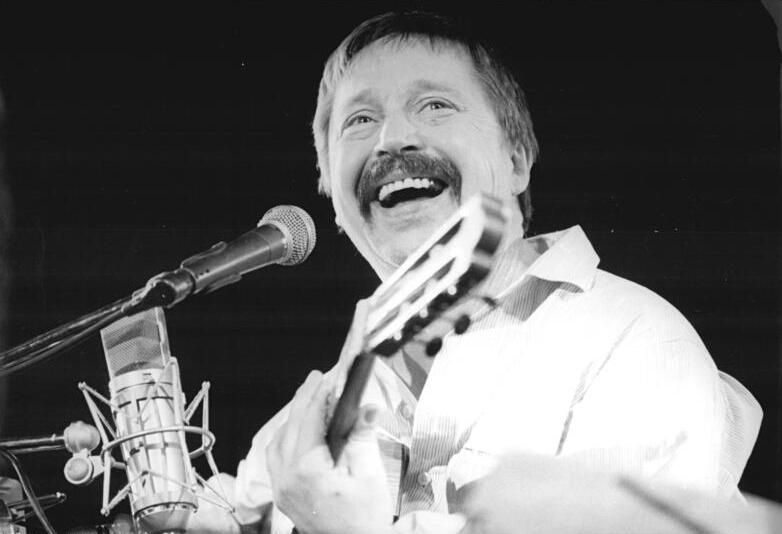
Wolf Biermann am 1. Dezember 1989 in Leipzig

Eine DDR-spezifische Rehabilitation erfuhr nun auch der Musikgeschmack der jüngeren Jahrgänge. Auf einer Tanzmusikkonferenz im April 1972 hieß es: „Wir verzichten nicht auf Jazz, Beat, Folklore, nur weil die imperialistische Massenkultur sie zur Manipulierung der ästhetischen Urteilsfähigkeit im Interesse der Profitmaximierung missbraucht.“ Mit der Bemerkung, dass „bei uns jeder nach Belieben“ die westlichen Medien ein- und ausschalten könne, stellte Honecker 1973 den Kampf gegen den Empfang westdeutscher Radio- und TV-Sender in der DDR ebenso ein wie die Vorbehalte gegen lange Haare, kurze Röcke und Blue Jeans, die „Niethosen“, die man vordem als Symbol westlicher Dekadenz gegeißelt hatte.
In der Außen- und Deutschlandpolitik befolgte man die von Honecker bereits im Machtkampf mit Ulbricht verfochtene Linie einer engen Bindung an die Sowjetunion und beschwor die „feste Verankerung in der sozialistischen Staatengemeinschaft“. Die Beziehungen der DDR zur Sowjetunion stellten sich nach offizieller Lesart 1974 in einem Reifegrad dar, „daß es praktisch kein entscheidendes Gebiet des täglichen Lebens gibt, in dem sich nicht die Freundschaft zur Sowjetunion widerspiegelt.“
Im Zuge der Neuen Ostpolitik von Bundeskanzler Willy Brandt kam es, beginnend mit dem Erfurter Gipfeltreffen 1970, zu Verständigungsbemühungen zwischen der DDR und der Bundesrepublik Deutschland. Ein für die DDR devisenträchtiges Transitabkommen gewährleistete die vereinfachte Durchreise durch die DDR und verbesserte die Verkehrswegesituation von und nach West-Berlin. Mit dem Grundlagenvertrag vom 21. Dezember 1972, der u. a. die beiderseitige Einrichtung Ständiger Vertretungen in Bonn und Ost-Berlin regelte, wurde die Existenz beider deutscher Staaten auf der Grundlage eines friedlichen Nebeneinanders wechselseitig anerkannt. Daraufhin wurden 1973 beide deutsche Staaten Mitglieder der UNO.

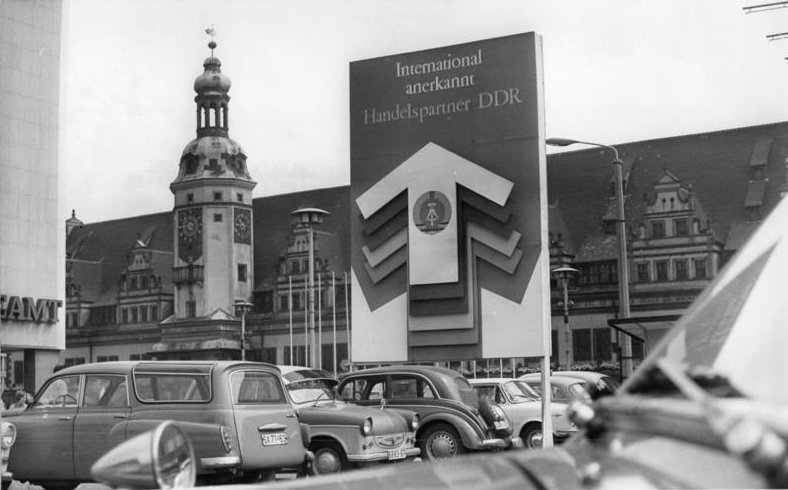
International anerkannt
Handelspartner DDR
– Propagandaplakat in Leipzig, 1970

Mit der Unterzeichnung der KSZE-Schlussakte 1975 gewann die DDR-Staatsführung zwar außenpolitisch weiteres Renommee, bekam es innenpolitisch aber mit menschenrechtlich begründeten Forderungen zu tun, die sich auf die international neu eingegangenen Verpflichtungen stützten. Bürger, die nach Ablehnung eines Ausreiseantrags in einer Petition an den Generalsekretär der Vereinten Nationen und an die Regierungen der KSZE-Signatarstaaten den DDR-Verantwortlichen Freiheitsberaubung vorwarfen, wurden im Oktober 1976 inhaftiert und wegen „staatsfeindlicher Hetze“ verurteilt, ein Jahr später in die Bundesrepublik abgeschoben. Die westdeutsche Bundesregierung wandte für den Häftlingsfreikauf in den Jahren 1964 bis 1989 für 33.753 politische Häftlinge aus DDR-Gefängnissen insgesamt 3,4 Milliarden Deutsche Mark auf – der Historiker Stefan Wolle sieht hier Parallelen mit dem Soldatenhandel unter Landgraf Friedrich II. von Hessen-Kassel während des Absolutismus. Honecker suchte im Politbüro das Entstehen einer auf diese Weise motivierten Ausreisebewegung energisch zu unterbinden. Die Ersten SED-Sekretäre der Bezirksleitungen wurden bezüglich des weiteren Vorgehens folgendermaßen instruiert:

„In letzter Zeit versuchen revanchistische Kreise in der BRD krampfhaft, eine sogenannte Bürgerrechtsbewegung in der Deutschen Demokratischen Republik zu organisieren […] Es ist erforderlich, diesen Kreisen die entsprechende Abfuhr zu erteilen. Das erfordert auch, dass unsere zuständigen Organe alle Anträge ablehnen, die unter Berufung auf die Schlussakte von Helsinki oder andere Begründungen den Antrag auf Entlassung aus unserer Staatsbürgerschaft und Ausreise in die BRD stellen.“

Honecker erteilte Weisung, dass alle derartigen Antragsteller aus ihren Arbeitsverhältnissen zu entlassen seien, und sorgte für deren Kriminalisierung im Rahmen einer Strafrechtsänderung vom April 1977.
Ebenfalls im Herbst 1976 beendete die Ausbürgerung des Liedermachers Wolf Biermann die ansatzweise kulturpolitische Öffnung, mit der die Ära Honecker begonnen hatte. Biermanns Konzert in Köln, bei dem er sich ebenso drastisch-kritisch zu den DDR-Funktionären wie kommunistisch-loyal zur DDR selbst gestellt hatte, lieferte den letzten Vorwand für die ohnehin bereits länger beabsichtigte Entfernung Biermanns aus der DDR. Unvorhergesehen für die SED-Oberen kamen allerdings die von bekannten Schriftstellern der DDR initiierten und eine breite Resonanz auch über ihre eigenen künstlerischen Kreise hinaus erzeugenden Proteste gegen diese Ausbürgerungsmaßnahme. Von den zwölf Erstunterzeichnern der Protestnote vom 17. November 1976 nahmen nur mehr zwei am achten Schriftstellerkongress im Mai 1978 teil. Die anderen bekamen keine Zulassung oder verzichteten von sich aus.
Hinsichtlich außenpolitischer Gegebenheiten komplizierte sich die Lage für die DDR-Staatsführung in der zweiten Hälfte der 1970er Jahre durch das Aufkommen des vom sowjetischen Modell sich absetzenden Eurokommunismus in Westeuropa, durch die Gründung der Menschenrechtsgruppe Charta 77 in der Tschechoslowakei sowie am Übergang zu den 1980er Jahren durch den sowjetischen Einmarsch in Afghanistan und durch die aus Proteststreiks in Polen im Sommer 1980 unter großem Zulauf sich formierende unabhängige Gewerkschaft Solidarność.

### Niedergang und Wende (1981–1990)
Die zweite Ölkrise 1979/80 hatte für die Volkswirtschaft der DDR dramatische Folgen, die den beschleunigten wirtschaftlichen Niedergang einleiteten. Die selbst in wirtschaftlichen Schwierigkeiten steckende sowjetische Führung kürzte der DDR die jährlichen Rohöllieferungen zu Vorzugskonditionen von 19 auf 17 Millionen Tonnen. Mehrfach intervenierte Honecker dagegen und stellte Breschnew vor die Frage „ob es zwei Millionen Tonnen Erdöl wert sind, die DDR zu destabilisieren und das Vertrauen unserer Menschen in die Partei- und Staatsführung zu erschüttern“. Die DDR hatte sich unterdessen darauf spezialisiert, Teile ihres sowjetischen Rohölkontingents unter Nutzung der Erdölraffinerien in Schwedt, Böhlen, Lützkendorf und Leuna (Leunawerke) weiterzuverarbeiten und mit gutem Gewinn sowie gegen westliche Devisen auf dem westeuropäischen Markt zu verkaufen. Da Honeckers Proteste nicht verfingen, sondern mit der Aufforderung beantwortet wurden, die Schwierigkeiten der UdSSR solidarisch mitzutragen, weil sonst deren Stellung in der Welt mit „Folgen für die ganze sozialistische Gemeinschaft“ gefährdet wäre, geriet das finanzwirtschaftliche System der DDR in ein „Knäuel von Sorgen und Ausweglosigkeit“ (so der Vorsitzende der Staatlichen Plankommission Gerhard Schürer).

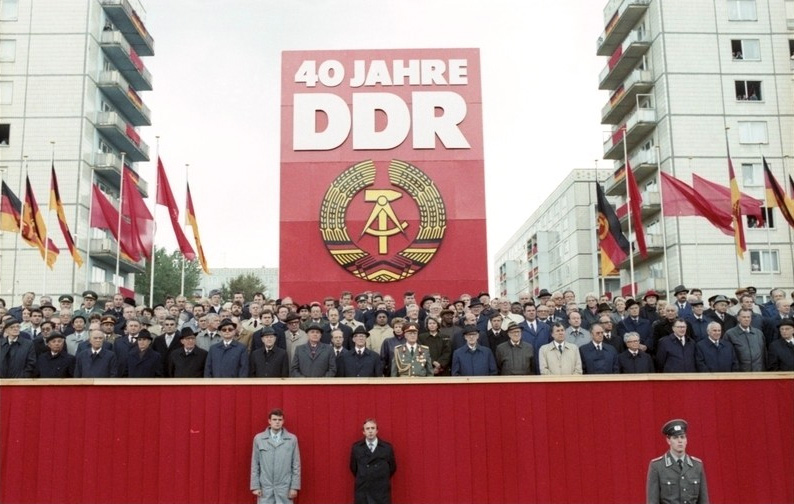
Die Ehrenparade der Nationalen Volksarmee zum 40. Jahrestag der DDR am 7. Oktober 1989 wurde von Massenprotesten begleitet.

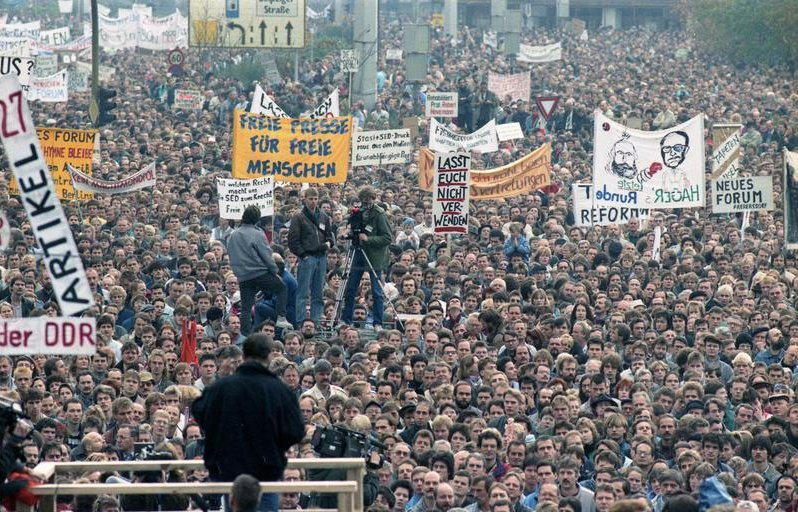
Die Alexanderplatz-Demonstration in Ost-Berlin am 4. November 1989

Im Jahr 1982 drohte der DDR die Zahlungsunfähigkeit. Davor bewahrt wurde sie maßgeblich durch zwei westdeutsche Milliardenkredite 1983 und 1984, eingefädelt von dem für Devisenbeschaffung zuständigen Leiter des Bereichs Kommerzielle Koordinierung und zugleich Stasi-Offizier im besonderen Einsatz (OibE) Alexander Schalck-Golodkowski, der den bayerischen Ministerpräsidenten Franz Josef Strauß als Fürsprecher gewinnen konnte, indem u. a. eine Entschärfung des DDR-Grenzregimes zugesagt wurde. Zuvor hatte das Kabinett Schmidt III (1980–1982) erwogen, der DDR über eine „Strohbank“ in Zürich drei bis fünf Milliarden DM zu leihen. Die Versorgung der Bevölkerung mit hochwertigen Konsumgütern ließ sich damit aber nicht zufriedenstellend lösen. Farbfernsehgeräte, Kühlschränke mit Gefrierfach und Waschvollautomaten von annähernd westlichem Standard mussten nicht nur vergleichsweise teuer, sondern auch mit langen Wartezeiten bezahlt werden: „Dauerte die Lieferzeit eines Waschvollautomaten bis zu drei Jahre; blieb der Trabant mit mindestens einem Jahrzehnt Wartezeit der ungekrönte Spitzenreiter.“
Auf sowjetischer Seite lösten die deutsch-deutschen Sonderabmachungen aber auch Misstrauen gegenüber der DDR-Führung aus. Auch deshalb kam der Besuch Honeckers in der Bundesrepublik, der als Krönung der internationalen Anerkennung der DDR verbucht wurde, erst 1987 zustande. Da hatte Michail Gorbatschow in der Sowjetunion mit Glasnost und Perestroika bereits einen Reformkurs eingeschlagen und ließ befreundeten Parteien und Regierungen in den Ostblockstaaten nunmehr freie Hand für die innere Entwicklung. Damit verschoben sich für die SED-Oberen, die in der sowjetischen Führung immer den Garanten der DDR und der eigenen Macht zu sehen gewohnt waren, die außenpolitischen Grundkoordinaten. Gorbatschows Modell zu folgen, lehnten sie strikt ab, verhängten nun sogar über sowjetische Medien eine Zensur und propagierten einen „Sozialismus in den Farben der DDR“. Während eine Reihe von Ostblockstaaten ihre Ausreisepolitik nach dem Amtsantritt Gorbatschows lockerte, blieb die DDR bei ihren Restriktionen, womit sie sich auf der KSZE-Folgekonferenz 1988, als es um die Anerkennung der Menschenrechte ging, auch im sozialistischen Lager isolierte.
Damit stießen die SED-Oberen in der DDR-Bevölkerung bis hinein in die eigenen SED-Reihen auf Unverständnis und zunehmenden Widerstand. Organisierte Formen des Protestes waren bis dahin hauptsächlich in einer seit den frühen 1980er Jahren entstandenen Friedensbewegung zu finden. Sie bestand aus lokal agierenden Kleingruppen, von denen sich manche auch für ökologische und Dritte-Welt-Belange engagierten und zum Teil unter kirchlichem Schutz und Zuspruch entwickelten. Die Unzufriedenheit mit dem SED-Regime nahm im Laufe des Jahres 1989 immer deutlichere Formen an, insbesondere beim Protest gegen die Ergebnisfälschungen der Kommunalwahlen im Mai, und mündete in eine vielfältig motivierte Bürgerrechtsbewegung. Zusätzliche gravierende Probleme bereitete der DDR-Staatsführung die einsetzende Massenflucht von DDR-Bürgern über Ungarn, das im Frühjahr 1989 seine Grenzsicherungen zu Österreich abgebaut hatte, die Flucht beim Paneuropa-Picknick ermöglichte und ab dem 11. September 1989 auch DDR-Bürgern offiziell die Ausreise nach Österreich erlaubte. Die Proteste der reformorientierten Bürgerrechtsbewegung kamen in den während des Herbstes regelmäßig stattfindenden Montagsdemonstrationen zum Ausdruck. Während bei den Jubelfeiern in Ost-Berlin zum 40. Gründungstag der DDR am 7. Oktober die Demonstranten von den Sicherheitskräften noch abgedrängt und drangsaliert wurden, kam es durch die Massendemonstration nur zwei Tage später in Leipzig zum wegweisenden Durchbruch für die friedliche Revolution in der DDR: Auch der Rücktritt Honeckers am 18. Oktober und seine Ersetzung durch Egon Krenz sowie das Angebot der neuen SED-Führung zum Dialog mit der Bevölkerung hielten den Machtverfall der Staatspartei nicht auf. Die Mitteilung über erleichterte Reisemöglichkeiten der DDR-Bürger in den westlichen Teil Deutschlands durch Günter Schabowski auf einer Pressekonferenz führte zum Ansturm auf die Berliner Mauer und zu deren Öffnung in der Nacht des 9. November 1989. 1989 verließen ca. 344.000 Menschen die DDR in Richtung Bundesrepublik.
Die neue Regierung unter Hans Modrow, bisheriger 1. Sekretär der Bezirksleitung der SED Dresden, wurde von den oppositionellen Kräften am Runden Tisch kontrolliert, die auch die Auflösung des Stasi-Apparats vorantrieben, während die Losung bei den fortgesetzten Montagsdemonstrationen wechselte: Hatte man mit „Wir sind das Volk!“ bis dahin die Staatsmacht herausgefordert, so zielte die Parole „Wir sind ein Volk!“ nun auf die deutsche Einheit.
Mit dem Sieg der Allianz für Deutschland bei der Volkskammerwahl am 18. März 1990 wurden die Weichen in diese Richtung gestellt (siehe Hauptartikel Deutsche Wiedervereinigung). Eine große Koalition unter dem ersten frei gewählten DDR-Ministerpräsidenten Lothar de Maizière verfolgte, von der Regierung Kohl/Genscher darin energisch gefördert, das Ziel des Beitritts der DDR zur Bundesrepublik nach Artikel 23 des Grundgesetzes a.F. Nach Inkrafttreten einer Währungs-, Wirtschafts- und Sozialunion zum 1. Juli 1990, der Ratifizierung des Einigungsvertrags sowie – als außenpolitischer Voraussetzung – dem Abschluss des Zwei-plus-Vier-Vertrags mit den vormaligen Siegermächten des Zweiten Weltkriegs ging die DDR am 3. Oktober 1990 in der Bundesrepublik Deutschland auf.

## Politik

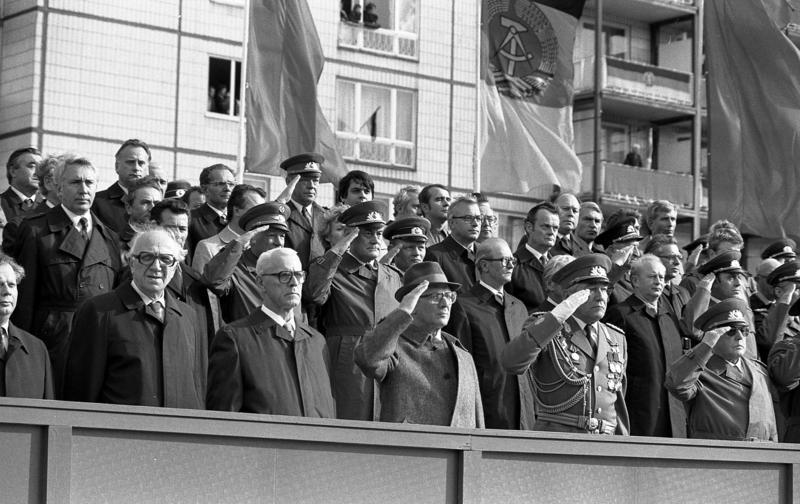
Ehrentribüne zur Abnahme der Truppenparade der NVA zum 32. Jahrestag der DDR, 1981. Von links: Horst Sindermann, Willi Stoph, Erich Honecker, Heinz Hoffmann, Erich Mielke

### Verfassung

Schaubild für die „sozialistische“ Verfassung von 1968/74

Die markanten Änderungen, die an der ursprünglichen Verfassung der DDR vorgenommen wurden, spiegeln die Entwicklung und die jeweiligen politischen Leitlinien der SED-Führung, bei der die eigentliche Macht im Staate lag. Denn sowohl der Staatsaufbau als auch die Organisation der Parteien und Massenorganisationen waren dem Prinzip des „Demokratischen Zentralismus'“ unterworfen.
In Artikel 1 Abs. 1 der Verfassung der DDR von 1949 stand: „Deutschland ist eine unteilbare Republik; sie baut sich auf den deutschen Ländern auf.“ Seit 1968 hieß es stattdessen mit Betonung des sozialistischen Charakters und der SED-Führungsrolle:

„Die Deutsche Demokratische Republik ist ein sozialistischer Staat deutscher Nation. Sie ist die politische Organisation der Werktätigen in Stadt und Land, die gemeinsam unter Führung der Arbeiterklasse und ihrer marxistisch-leninistischen Partei den Sozialismus verwirklichen.“

Mit der nochmaligen Änderung 1974 (nach Grundlagenvertrag und Aufnahme beider deutscher Staaten in die Vereinten Nationen) entfiel die Anbindung an die deutsche Nation:

„Die Deutsche Demokratische Republik ist ein sozialistischer Staat der Arbeiter und Bauern. Sie ist die politische Organisation der Werktätigen in Stadt und Land unter Führung der Arbeiterklasse und ihrer marxistisch-leninistischen Partei.“

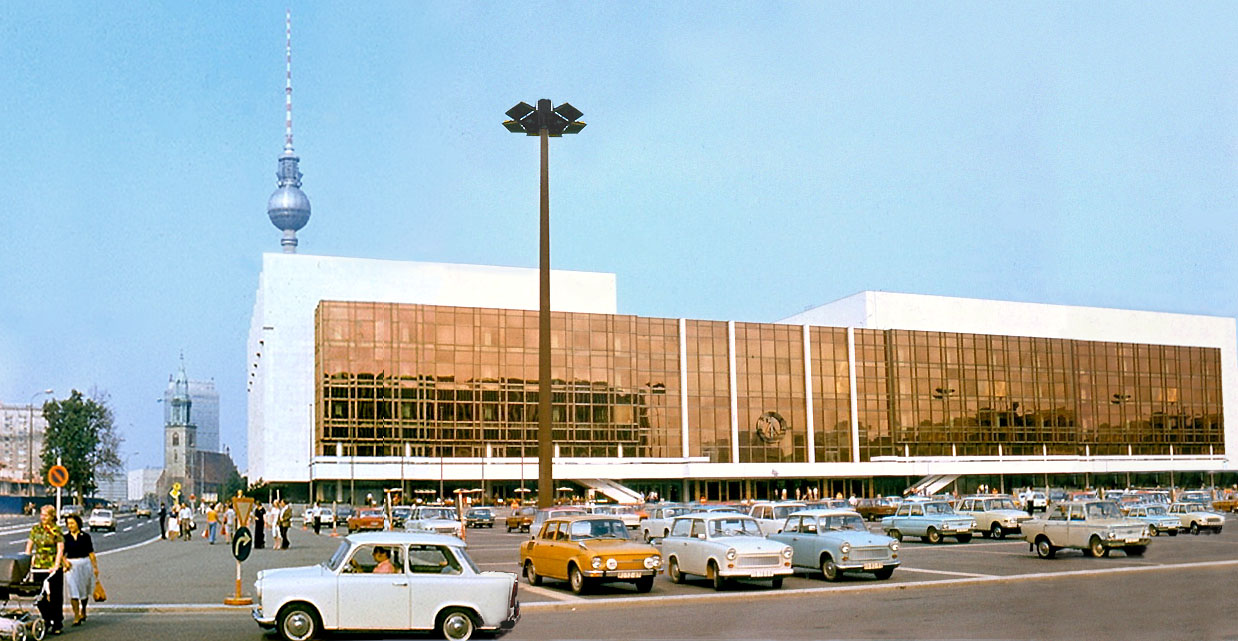
Palast der Republik, Sitz der Volkskammer

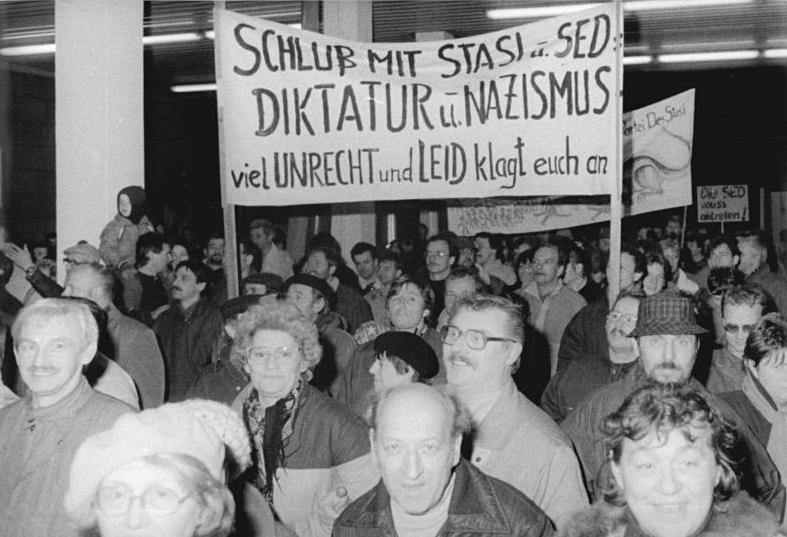
Stürmung der Stasi-Zentrale im Januar 1990

Der Ministerrat als Regierung der DDR war laut Verfassung das höchste exekutive Organ des Staates und wurde von der Volkskammer gewählt. Die Minister kamen aus den verschiedenen Parteien der Nationalen Front, hatten in der Praxis aber weniger Einfluss als die im Zentralkomitee der SED vertretenen, dem jeweiligen Ministerium zugehörigen Sekretäre und Abteilungsleiter.
Tatsächliches Machtzentrum war das Politbüro, in dem der Generalsekretär des Zentralkomitees der SED den Vorsitz hatte. Die auf dieser höchsten Ebene fallenden Entscheidungen wurden nach Art des demokratischen Zentralismus für die untergeordneten Ebenen verbindlich. Dazu trugen Kaderpolitik und „Nomenklatura“ ebenso bei wie der immer ausgedehntere Überwachungsapparat des Ministeriums für Staatssicherheit. Druckerzeugnisse, Hörfunk und Fernsehen, Literatur und Kunst unterlagen der Zensur, politisch Andersdenkende waren Repressionen ausgesetzt und wurden nicht selten kriminalisiert.
Der Staatsrat der DDR war – nach dem Tod des ersten und einzigen Präsidenten Wilhelm Pieck im September 1960 – als kollektives Präsidialgremium das Staatsoberhaupt der DDR. Erster Staatsratsvorsitzender wurde Walter Ulbricht. Den Staatsratsvorsitzenden stellte bis zur Wende immer die SED.

### Wahlen und Legitimation des Regimes
Bei allen Wahlen, die in der DDR vor 1990 stattfanden, fanden die Wahlberechtigten nur eine Einheitsliste mit Kandidaten der Parteien und Massenorganisationen vor, die in der Nationalen Front zusammengebunden waren. Die Möglichkeit zur Wahl einzelner Personen oder Parteien bestand nicht. Für die auf eine reine Bestätigungsfunktion der Herrschenden angelegten Wahlen wurden die Wahlberechtigten aufwändig mobilisiert und in den Kollektiven, denen sie angehörten, mit einigem Nachdruck zur Teilnahme motiviert bzw. genötigt. So setzte das Ministerium für Staatssicherheit etwa „Schlepperdienste“ ein, „die durch Aufsuchen der Wähler, die ihre Stimme noch nicht abgegeben hatten, die Wahlbeteiligung steigern sollten“. Diese Maßnahmen gab es bis 1989.
Der individuelle Wahlvorgang selbst wurde üblicherweise ohne jeden Aufwand und nicht geheim durchgeführt: Die meisten Wähler verzichteten – unter aufmerksamer Beobachtung stehend – darauf, die im hinteren Teil des Wahllokals aufgestellten Wahlkabinen zu benutzen, sondern falteten lediglich ihren Zettel mit der Einheitsliste und warfen ihn ungelesen in die Urne. Dieser Vorgang wurde im Volksmund „falten gehen“ genannt. Schon bei der ersten Volkskammerwahl 1950 kam es durch umfangreiche Wahlfälschungen zu dem dann, in dieser Größenordnung bereits von sowjetischen Abstimmungen bekannten, üblich gewordenen Bild: 98 Prozent Wahlbeteiligung und 99,7 Prozent Zustimmung.
Diese Art der Einheitswahlen lassen keinen Schluss darauf zu, ein wie großer Prozentsatz der Bevölkerung dem SED-Regime zustimmte oder ihm ablehnend gegenüberstand. Um diese Frage zu beantworten, sind die Historiker auf Schätzungen angewiesen. Stefan Wolle weist auf die gleichbleibend hohe Wahlbeteiligung von 99 % hin, auf die die SED zur Legitimation immer wieder verwies. Da niemand wegen Wahlverweigerung gerichtliche Verfolgung zu befürchten hatte und die staatliche Propaganda von niemandem ernst genommen worden sei, nimmt Wolle an, dass die Bürger der DDR „teils widerwillig, teils zustimmend und zu einem erheblichen Teil gleichgültig“ den Kandidaten der Nationalen Front ihre Stimme gaben. Zur Erklärung führt er „ein im Menschen offenbar tiefverwurzeltes Streben nach Einklang mit den Herrschenden, eine Freude an der Unterwerfung und der kollektiven Demütigung von Außenseitern“ an.
Laut dem Historiker Arnd Bauerkämper stieß das parteioffizielle Versprechen sozialer Gleichheit in weiten Kreisen auf Resonanz. Die reale soziale Ungleichheit in der DDR und insbesondere die Privilegien der Nomenklatura, wie die als luxuriös beschriebene Waldsiedlung Wandlitz hätten zu einer Legitimitätslücke und dadurch maßgeblich zum Untergang des Regimes 1989 geführt.
Der Historiker Ilko-Sascha Kowalczuk betont, dass kein Regime allein auf Repression gründen kann. Dass der realexistierende Sozialismus in der DDR tatsächlich auch auf Zustimmung stieß, habe an drei Versprechen des Regimes gelegen: dass von deutschem Boden nie wieder Krieg ausgehen dürfe, dass Faschismus bzw. Nationalsozialismus sich nie wiederholen dürfe, und dem Versprechen sozialer Gerechtigkeit. Die DDR gerierte sich daher als antifaschistischer Friedensstaat, in dem „jeder nach seinen Möglichkeiten“ leben und arbeiten dürfe. Tatsächlich begann sich in den 1960er Jahren ein gewisser Wohlstand auszubreiten. Die 1971 von Honecker durchgesetzte Einheit von Wirtschafts- und Sozialpolitik diente demselben Zweck. In den Worten Hans-Ulrich Wehlers:

„Um den Preis der Gehorsamsbereitschaft, der Systemloyalität, des Verzichts auf aktive Einflußnahme und Konfliktbereitschaft wurde eine autoritär-paternalistische Fürsorge im Stil der propagierten anachronistischen ‚Geborgenheit‘ eingeführt.“

Der Antifaschismus wurde zur Staatsdoktrin der DDR. Dabei verstand man Faschismus im Gefolge der Dimitroff-These als eine Form bourgeoiser Herrschaft, als Instrument der Kapitalistenklasse, mit dem eine drohende proletarische Revolution abgewendet werden solle. Der kommunistische Widerstand gegen den Nationalsozialismus wurde so zum Gründungsmythos der DDR. Dies erlaubte dem SED-Regime, sich als das „bessere Deutschland“ darzustellen, weil in der Bundesrepublik, ihrem demokratischen Anschein zum Trotz, immer noch dieselben Kräfte bestimmend seien, die 1933 den Faschismus in Deutschland an die Macht gebracht hätten. Zum einen waren tatsächlich viele ehemalige Nationalsozialisten oder treue Diener des NS-Regimes in Westdeutschland in hohe Positionen aufgerückt: Als Musterbeispiel führte die DDR immer wieder Hans Globke an, den Chef des Bundeskanzleramts unter Konrad Adenauer. Globke hatte sich in der NS-Zeit führend an der Kommentierung der Nürnberger Rassegesetze beteiligt. Zum anderen sah man im Kapitalismus, wie er in der Bundesrepublik herrschte, die Wurzel des Faschismus, der deshalb dort jederzeit wieder möglich sei. Diese Vorstellungen prägten auch den offiziellen Sprachgebrauch. Das eigene politische System wurde als „antifaschistische Struktur“ bezeichnet, der Aufstand vom 17. Juni 1953 ging als „faschistischer Putschversuch“ in die parteioffizielle Geschichtsschreibung ein und die Berliner Mauer wurde als „antifaschistischer Schutzwall“ bezeichnet. Der Historiker Bernd Faulenbach spitzte den gegen die Bundesrepublik gerichtete Antifaschismus der DDR in der Formulierung zu: „Hitler war gleichsam ein Westdeutscher geworden.“
Der amerikanische Historiker Andrew I. Port dagegen glaubt, dass die DDR über keine Legitimität im Sinne der Herrschaftssoziologie Max Webers verfügte. Dass sie dennoch und trotz der verbreiteten Unzufriedenheit über ihre zahlreichen Unzulänglichkeiten nicht früher zusammenbrach, führt er auf eine verbreitete „unwillige Loyalität“ zurück. Viele verhielten sich defensiv, machten mit, soweit es unumgänglich war und Vorteile versprach. Die zahlreichen Interessengegensätze zwischen den sozialen Gruppen und Individuen der DDR hätten die Herausbildung einer breiten Oppositionsbewegung bis 1989 verhindert.

### Staatssymbole

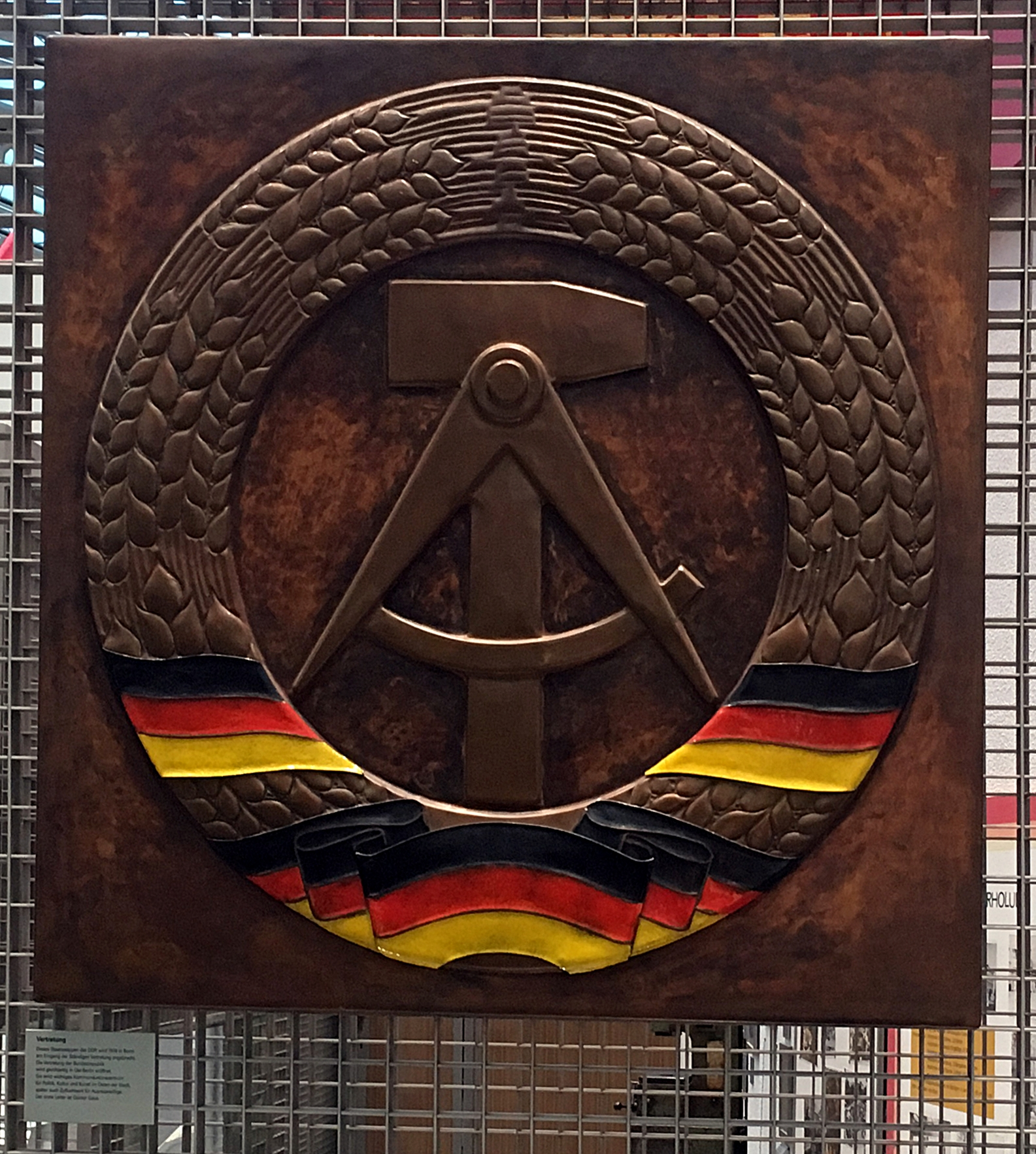
DDR-Staatswappen, ehemals Bestandteil der Fassade der StäV in Bonn

| - Provisorisches Staatswappen der DDR (12. Januar 1950 bis 28. Mai 1953) - Provisorisches Staatswappen der DDR (28. Mai 1953 bis 26. September 1955) - Staatswappen der DDR (26. September 1955 bis 2. Oktober 1990) |

Die Flagge der Deutschen Demokratischen Republik bestand aus drei waagerechten Streifen in den traditionellen deutsch-demokratischen Farben Schwarz-Rot-Gold mit dem Staatswappen der DDR in der Mitte, bestehend aus Hammer und Zirkel, umgeben von einem Ährenkranz als Symbol des Bündnisses von Arbeitern, Bauern und Intelligenz. Erste Entwürfe des Wappens von Fritz Behrendt enthielten nur Hammer und Ährenkranz, als Ausdruck des Arbeiter-und-Bauern-Staates. Die endgültige Version beruhte hauptsächlich auf der Arbeit von Heinz Behling.
Mit Gesetz vom 26. September 1955 wurde das Staatswappen mit Hammer, Zirkel und Ährenkranz bestimmt, als Staatsflagge weiterhin Schwarz-Rot-Gold. Mit Gesetz vom 1. Oktober 1959 wurde das Wappen in die Staatsflagge eingefügt. Das öffentliche Vorzeigen dieser Flagge wurde bis Ende der 1960er Jahre in der Bundesrepublik Deutschland und West-Berlin als ein Verstoß gegen Verfassung und öffentliche Ordnung angesehen und durch polizeiliche Maßnahmen verhindert (vgl. die Erklärung der Innenminister von Bund und Ländern, Oktober 1959). Erst 1969 verfügte die Bundesregierung, „dass die Polizei nirgendwo mehr gegen die Verwendung von Flagge und Wappen der DDR einschreiten sollte.“
Auf Antrag der DSU beschloss die erste frei gewählte Volkskammer der DDR am 31. Mai 1990, dass das DDR-Staatswappen innerhalb einer Woche in und an öffentlichen Gebäuden entfernt werden sollte. Dennoch fand es bis zum offiziellen Ende der Republik beispielsweise auf Dokumenten weiter vielfältige Verwendung.
Der Text Auferstanden aus Ruinen der Nationalhymne der DDR stammt von Johannes R. Becher, die Melodie von Hanns Eisler. Von Anfang der 1970er Jahre bis Ende 1989 wurde der Text der Hymne aufgrund der Passage „Deutschland einig Vaterland“ aber nicht mehr gesungen und die Melodie der Hymne stattdessen instrumental vorgetragen.

### Rechtssystem
Wie die machtpolitischen Strukturen überhaupt war auch das Rechtssystem der DDR von dem in der Verfassung niedergelegten Führungsanspruch der SED geprägt. Eine auf die Unabhängigkeit der Gerichte gestützte Gewaltenteilung existierte nicht; ebenso fehlte es an anderen rechtsstaatlichen Standards. So waren Rechtsanwälte in politisch motivierten Verfahren bei der Wahrnehmung der Interessen ihrer Mandanten willkürlichen Beschränkungen unterworfen: Akteneinsicht wurde nur teilweise gewährt, Mandantengespräche waren mitunter gar nicht oder nur in überwachter Form zugelassen.
Maßgeblich für die Rechtsprechung waren vor allem das Strafgesetzbuch und die Strafprozessordnung der DDR. Im Bereich des Strafrechts kriminalisierte die DDR-Justiz zum Teil auf Basis vager und unbestimmter Tatbestände wie „staatsfeindliche Hetze“, „öffentliche Herabwürdigung“, „Beeinträchtigung staatlicher und gesellschaftlicher Tätigkeit“, „Rowdytum“, „asoziales Verhalten“ oder „ungesetzliche Verbindungsaufnahme“ politisch unerwünschtes Verhalten. Derart unscharf formulierte Tatbestände entsprachen nicht dem rechtsstaatlichen Bestimmtheitsgrundsatz. Hinzu kam eine extensive und kaum vorhersehbare Auslegung solcher Tatbestände. Besonders in den ersten Jahren der DDR wurden vielfach wegen „Boykotthetze“ äußerst harte Strafen für objektiv harmlose Handlungen verhängt. Gerichte und die Staatsanwaltschaft der DDR waren in politisch bedeutsamen Verfahren aufgrund konkreter Vorgaben von Seiten der SED mitunter faktisch gezwungen, entgegen der Rechtslage zu handeln.
Die erste Verfassung aus dem Jahre 1949 enthielt noch demokratische und rechtsstaatliche Prinzipien wie Gewaltenteilung, bestimmte Grundrechte wie das Recht auf freie Meinungsäußerung oder die Versammlungsfreiheit, Rechtsstaatlichkeit, Pressefreiheit sowie Unabhängigkeit der Gerichte und der Rechtspflege. Einzelne Elemente blieben auch in den späteren Verfassungen der DDR erhalten, wurden aber tatsächlich nicht oder nur stark eingeschränkt gewährt. Die geringe Bindungswirkung der Verfassung und die mangelnde Unabhängigkeit der Judikative zeigten sich u. a. in Geheimverfahren wie den Waldheimer Prozessen. Neben ihrem Einfluss auf die Gerichte nutzte die SED interne Parteiverfahren (u. a. Paul Merker) zur Sanktionierung von Mitgliedern. Dafür war die Zentrale Parteikontrollkommission zuständig.
Da keine effektive Verwaltungsgerichtsbarkeit existierte, waren Grundrechte nicht einklagbar – einen Rechtsschutz gegen das Handeln der staatlichen Organe (so wurden die staatlichen Behörden genannt) gab es nicht. Stattdessen hatten Bürger, die mit deren Maßnahmen oder Entscheidungen nicht einverstanden waren, seit 1975 die gesetzlich verbriefte Möglichkeit, Eingaben an Verwaltungen, beispielsweise den Rat der Stadt, an Parteigliederungen, die Volkskammer oder auch den Staatsrat zu richten. Einen Rechtsanspruch auf Erfüllung ihres Anliegens besaßen die Petenten nicht. Solche Eingaben konnten auch an Betriebe und andere Einrichtungen gerichtet werden. Als gerechtfertigt angesehenen Eingaben wurde gegebenenfalls entsprochen, allerdings willkürlich und in für den Bürger oft nicht nachvollziehbarer Weise. Der Obrigkeit unliebsame Eingaben, vor allem in Bezug auf Ausreiseanträge, konnten zu Repressionen gegen die Antragsteller führen. Jährlich gingen schätzungsweise eine halbe bis eine Million solcher Eingaben bei Staat und Partei ein. Ilko-Sascha Kowalczuk sieht im Eingabewesen der DDR eine obrigkeitsstaatliche Tradition, der Historiker Martin Sabrow vergleicht es mit dem aufgeklärten Absolutismus Friedrichs II.
Das Planungsrecht war Ausfluss der parteikontrollierten Planwirtschaft, die Austragung von Konflikten verschiedener Gebietskörperschaften und Behörden, wie etwa bei Infrastrukturprojekten, im Umweltschutz und Denkmalrecht nicht vorgesehen beziehungsweise ungeregelt.
International eingegangene Verpflichtungen der DDR, z. B. die im Rahmen der KSZE anerkannte Achtung der Menschenrechte und Grundfreiheiten, verschafften Oppositionellen und Dissidenten formalrechtlich mehr Bewegungsspielraum. Das galt ähnlich für die 1968 in die DDR-Verfassung aufgenommene Freiheit des religiösen Bekenntnisses.
Die Regelungen des Bürgerlichen Gesetzbuches waren in der DDR zunächst übernommen worden. Die Volljährigkeit war allerdings bereits 1950 auf 18 Jahre herabgesetzt worden (in der Bundesrepublik erfolgte dies erst 1975), abgeschafft wurde die obligatorische Amtsvormundschaft für uneheliche Kinder zugunsten der vollen elterlichen Gewalt der Mutter. 1966 wurde das Familienrecht in ein eigenständiges Gesetz, das Familiengesetzbuch ausgelagert und die Unterscheidung zwischen unehelichen und ehelichen Kindern abgeschafft. Das (verbleibende) Bürgerliche Gesetzbuch wurde 1976 durch das Zivilgesetzbuch der Deutschen Demokratischen Republik ersetzt. Eigentums-, Patent- und Erbrecht waren eng begrenzt, das Vertragsrecht war der Planwirtschaft verpflichtet. Wie in allen realsozialistischen Staaten bildete sich in der DDR ein gesellschafts- und fachübergreifendes Arbeitsrecht im Sinne eines Rechts auf Arbeit heraus. Dies entsprach dem Selbstverständnis der in den Traditionen der Arbeiterbewegung verankerten SED, wonach die Vermarktung der Arbeitskraft auf einem freien Arbeitsmarkt als Ausbeutung abgelehnt wurde.

### Parteien und Massenorganisationen

DDR-Briefmarke zum 20-jährigen Bestehen der SED

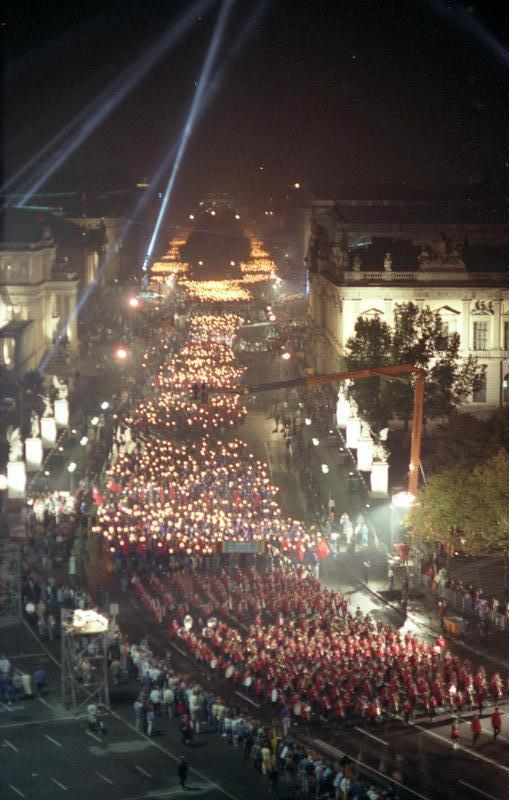
Fackelzug der FDJ zum 40. Jahrestag der DDR

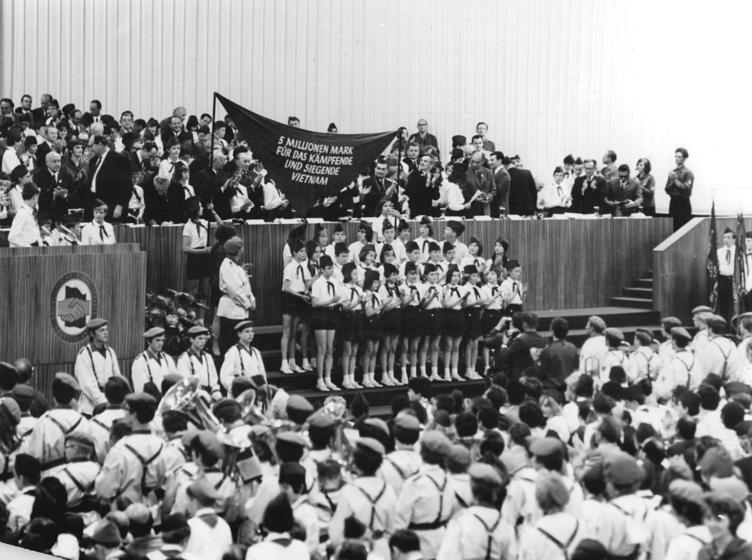
Junge Pioniere auf dem VIII. SED-Parteitag

Der in der DDR neben der dominanten SED ab 1949 existierende Parteienpluralismus – das so genannte sozialistische Mehrparteiensystem – entstand aus dem frühen Bestreben der SMAD, die Umsetzung des Potsdamer Abkommens hinsichtlich Entnazifizierung und Demokratisierung zur Übereinstimmung mit den Zielen der eigenen Besatzungspolitik zu bringen. Deshalb sollte zur Wahrung des demokratischen Anscheins zunächst kein Einparteiensystem wie in der UdSSR eingerichtet werden. Auch bürgerlich geprägte und national ausgerichtete Teile der ostdeutschen Gesellschaft sollten in ein antifaschistisches Bündnis einbezogen werden, das dann zur Nationalen Front ausgeformt wurde. So förderte man nachdrücklich auch die Gründung von Parteien, die christliche, liberale und nationale Milieus zu erschließen versprachen, und fasste das Parteienspektrum zum Demokratischen Block zusammen. Als Blockparteien vertreten waren:
- Christlich Demokratische Union Deutschlands (CDU)
- Demokratische Bauernpartei Deutschlands (DBD)
- Liberal-Demokratische Partei Deutschlands (LDPD)
- National-Demokratische Partei Deutschlands (NDPD)

Dem Zweck der Erfassung und Einbindung möglichst aller Teile der Gesellschaft in den politischen Alltag nach Maßgabe der SED dienten ebenso die Massenorganisationen, in denen auch politisch weniger Interessierte zu kollektivem Miteinander angehalten werden konnten. Dazu gehörten:
- Demokratischer Frauenbund Deutschlands (DFD)
- Freie Deutsche Jugend (FDJ)
- Freier Deutscher Gewerkschaftsbund (FDGB)
- Kulturbund (KB)
- Pionierorganisation Ernst Thälmann als politische Massenorganisation für Kinder
- Vereinigung der gegenseitigen Bauernhilfe (VdgB)

Die Verteilung der Mandate und Ämter auf die Parteien und Organisationen war von den Wahlen unabhängig und blieb über lange Zeiten konstant. Zwar hatte die SED gemäß schon vor jeder Volkskammerwahl feststehendem Proporz nur gut ein Viertel der Mandate selbst inne; doch mit den Abgeordneten der Massenorganisationen, zumeist auch SED-Mitglieder, konnte sie die Mehrheit gar nicht verfehlen, selbst wenn die Blockparteien sich einmal weniger gefügig hätten verhalten wollen, als es unter dem Druck der Verhältnisse üblich war. In der 9. Wahlperiode (1986–1990) setzte sich die Volkskammer aus folgenden 500 Abgeordneten zusammen:
- SED: 127
- DBD: 52
- CDU: 52
- LDPD: 52
- NDPD: 52
- FDGB: 61
- DFD: 32
- FDJ: 37
- Kulturbund: 21
- VdgB: 14

Davon waren 271 Abgeordnete als Arbeiter, 31 Bauern, 69 Angestellte, 126 Angehörige der Intelligenz und drei als sonstige Abgeordnete ausgewiesen. In der Geschichte der Volkskammer kam es bis zum Wendejahr 1989 lediglich einmal zu Gegenstimmen, und zwar 1972 aus der CDU bei der Liberalisierung der Regelungen zum Schwangerschaftsabbruch durch das Gesetz über die Unterbrechung der Schwangerschaft. Neben der Volkskammer existierten Volksvertretungen auf Bezirkstagsebenen, Kreisebenen und kommunalen Ebenen, ebenfalls gemäß einer vorher erstellten Kandidatenliste gewählt.
Im Wendejahr 1989 entstanden zahlreiche neue Parteien und Organisationen wie Neues Forum, Demokratischer Aufbruch und die Sozialdemokratische Partei in der DDR. Am 1. Dezember wurde von der Volkskammer der SED-Führungsanspruch aus der Verfassung gestrichen. Die SED selbst versuchte, sich mit dem Parteiausschluss ihrer ehemaligen Führungsspitze sowie der schrittweisen programmatischen Umbenennung zur Partei des Demokratischen Sozialismus von ihrem diktatorischen Erbe zu befreien. Am 18. März 1990 traten diese Parteien zur ersten und einzigen freien Volkskammerwahl an.

### Eingeschränktes öffentliches Leben

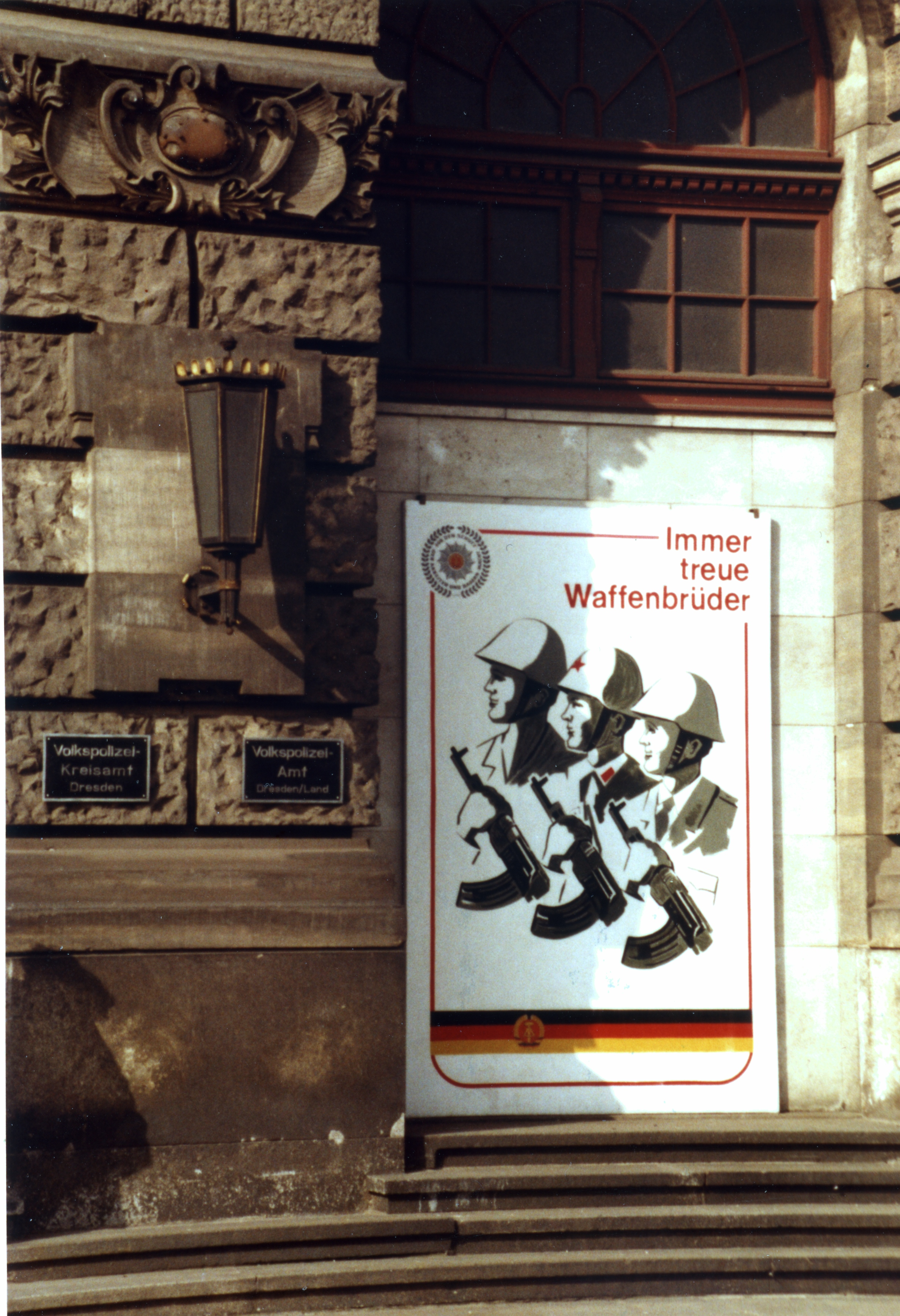
Propagandaplakat in Dresden, Oktober 1985

Die marxistisch-leninistische Doktrin in der Lesart der SED gab dem öffentlichen Leben in der DDR die Leitlinien vor und setzte ihm Grenzen. Das galt auch für die Auslegung der Grundrechte, zu denen es in der Verfassung von 1968 hieß, die DDR garantiere allen Bürgern „die Ausübung ihrer Rechte und ihre Mitwirkung an der Leitung der gesellschaftlichen Entwicklung. Sie gewährleistet die sozialistische Gerechtigkeit und Rechtsstaatlichkeit.“ (Art. 19 Abs. 1). Im Weiteren folgt als Grundsatz die Aussage: „Arbeite mit, plane mit, regiere mit!“ (Art. 21 Abs. 1) Wie an vielen Stellen des Verfassungstextes ablesbar und in der gesellschaftlichen Realität der DDR spürbar, war die Rechteausübung seitens der Bürger an die Übereinstimmung mit dem DDR-Sozialismus gebunden:
- Die freie Entfaltung der Persönlichkeit war dem Ziel der Heranbildung sozialistischer Persönlichkeiten untergeordnet und erfuhr nur in diesem Sinne Förderung.
- Das Demonstrationsrecht hatte bei offiziellen Anlässen teilweise den Charakter einer kollektiven Verpflichtung, war im Falle oppositioneller Bekundungen aber nicht gelitten und stellte in Form der „Boykotthetze“ bzw. der „staatsfeindlichen Hetze“ einen Straftatbestand dar.
- Die freie Meinungsäußerung in Form der veröffentlichten Meinung und die Gewährleistung der Pressefreiheit waren in der DDR-Wirklichkeit an Linientreue im Rahmen der jeweils aktuellen Bandbreite gebunden. Davon abweichende Äußerungen unterlagen der vielfältig gestuften staatlichen Zensur. Unter Strafe stand auch der „Missbrauch der Medien für die bürgerliche Ideologie“, was Autoren und Journalisten disziplinierte und neben Zeitungen, Büchern und anderen Druckerzeugnissen auch Radio und Fernsehen, Satire, Kunst und Wissenschaft betraf.

Das öffentliche Leben war einer scharfen Kontrolle unterworfen, deren Intensität aber schwankte. So war es Anfang der 1950er Jahre noch durchaus möglich, öffentlich z. B. die unzureichende Ersatzteilversorgung für Kfz zu thematisieren und dabei die Vorgaben der Regierung und deren Organe ganz konkret als Schuldige zu benennen. In späteren Jahren war die Veröffentlichung derartiger Aufsätze undenkbar. Im kulturellen Bereich war die stets begleitende Zensur Schwankungen unterworfen. Eine Zeit der Lockerung war zu Beginn der 1970er Jahre, als Filme wie Die Legende von Paul und Paula entstanden. Die Phase wurde mit dem Verbot der systemkritischen Rockband Renft 1975 sowie der Ausbürgerung Biermanns 1976 jedoch rigoros beendet. Eine zweite Phase der Lockerung setzte Mitte der 1980er Jahre ein, als Filme wie Flüstern & Schreien und Coming Out sowie Rockalben wie Aufruhr in den Augen von Pankow und Februar von Silly veröffentlicht wurden. Jene Zeit der Lockerung ging schließlich in der friedlichen Revolution 1989 auf, bei der auf eine Niederschlagung der öffentlichen Proteste verzichtet wurde.
Einen Mangel im von der Zensur zugelassenen Zeitschriftenangebot gab es vor allem im Bereich der Wochen- und Hobbyzeitschriften. Illustrierte Zeitschriften, wie zum Beispiel das Magazin „Neues Leben“ oder die Fernsehzeitschrift „FF dabei“ waren nur sehr schwer erhältlich. Auch beliebte Medien, etwa „Das Magazin“, die einzige Zeitschrift, die Aktfotos im Programm hatte, war in der DDR in ihrer Auflage begrenzt. Aufführungen der wenigen politischen Kabaretts der DDR (unter anderem Die Distel und die Leipziger Pfeffermühle) waren zwar auf Jahre hin ausverkauft, die Vorstellungen im Radio oder TV aber nur in Ausnahmen und ausschnittsweise übertragen. Bei Büchern, insbesondere Belletristik, führte das Druckgenehmigungsverfahren de facto zu einer Vorzensur und zu einer werkspezifischen Steuerung.
Die nach Wolle einzigartig „lückenlose und perfekte“ Überwachung des öffentlichen Raums in der DDR – „Wie ein riesiger Krake lag die Staatssicherheit über dem Land und drang mit ihren Saugnäpfen in den verborgensten Winkel der Gesellschaft“ – erzeugte ein Klima dauernder Verunsicherung und eine Ersatzöffentlichkeit, die von politischen Witzen und von Gerüchten gespeist wurde. Die Unterdrückung einer eigenständigen Öffentlichkeit bewirkte das weitgehende Fehlen politischer Skandale. Skandalartige öffentliche Auseinandersetzungen, etwa um Theateraufführungen der 1950er und 1960er Jahre, die Selbstverbrennung des Pfarrers Brüsewitz 1976, die Ausbürgerung Biermanns oder die Kaffeekrise in der DDR ab 1977 blieben Ausnahmen. Sie standen auch in engem Zusammenhang mit der den DDR-Bürgern zugänglichen Berichterstattung in Westmedien, gegen deren Nutzung die Staatsführung nicht ankam. Mit Ausnahme des so genannten Tals der Ahnungslosen waren überall in der DDR westdeutsche Rundfunk- und Fernsehprogramme zu empfangen. Gerade nach dem Mauerbau trugen politische Programme wie „Kennzeichen D“ oder „Kontraste“ mit Korrespondentenberichten aus der DDR zur Information über Veränderungen in der DDR bei. Da diese auch große Teile der DDR-Bevölkerung erreichten, suchte die DDR-Führung propagandistisch gegenzusteuern, insbesondere in der von Karl-Eduard von Schnitzler moderierten Sendung „Der schwarze Kanal“. Die in der Ära Honecker geduldete allabendliche „kollektive Ausreise“ mittels Westfernsehen unterminierte einerseits die Glaubwürdigkeit und Wirksamkeit der staatlichen Propaganda, brachte aber auch der physisch an Westreisen gehinderten Bevölkerung eine Erweiterung des Informationshorizonts nach Westen und sorgte damit für eine gewisse Erleichterung der Lage.
Eine allumfassende politische Steuerung der Gesellschaft war seitens der DDR-Führung demnach nicht realisierbar. So blieben etwa für die Kirchen weiterhin gewisse informelle Netzwerke und Freiräume. Auch die Planwirtschaft förderte mit ihren ungeplanten Nebenerscheinungen und Defiziten die Wahrnehmung von Eigeninteressen und informelle Selbsthilfeaktivitäten in den Kollektiven. Gewisse Freiräume bestanden bei aller generellen Linientreue auch zum Beispiel in den Blockparteien, wo man das bürgerliche „Sie“ hochhielt und zwar keine Chance besaß, in die wirklichen Schlüsselpositionen des Staates aufzusteigen, aber mangels Masse im Verhältnis zur SED-Mitgliedschaft sogar mit besseren Chancen rechnen konnte, auf der „Parteischiene“ voranzukommen und auf Proporzbasis in eine gegenüber dem DDR-Normalbürger privilegierte Stellung aufzurücken.
Die DDR wies eine der höchsten Selbstmordraten der Welt auf. Die Thematik der hohen Suizidneigung wurde von der SED-Führung größtenteils vertuscht und tabuisiert.

### Politische Opposition und ihre Bekämpfung durch das MfS

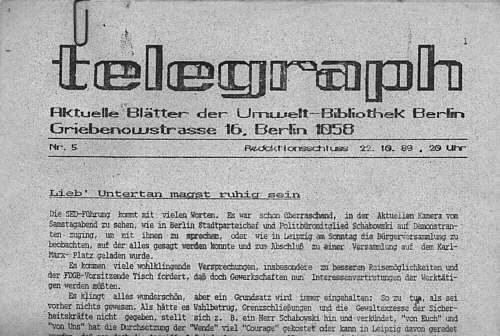
Samisdat-Zeitschrift der oppositionellen Umwelt-Bibliothek, Oktober 1989

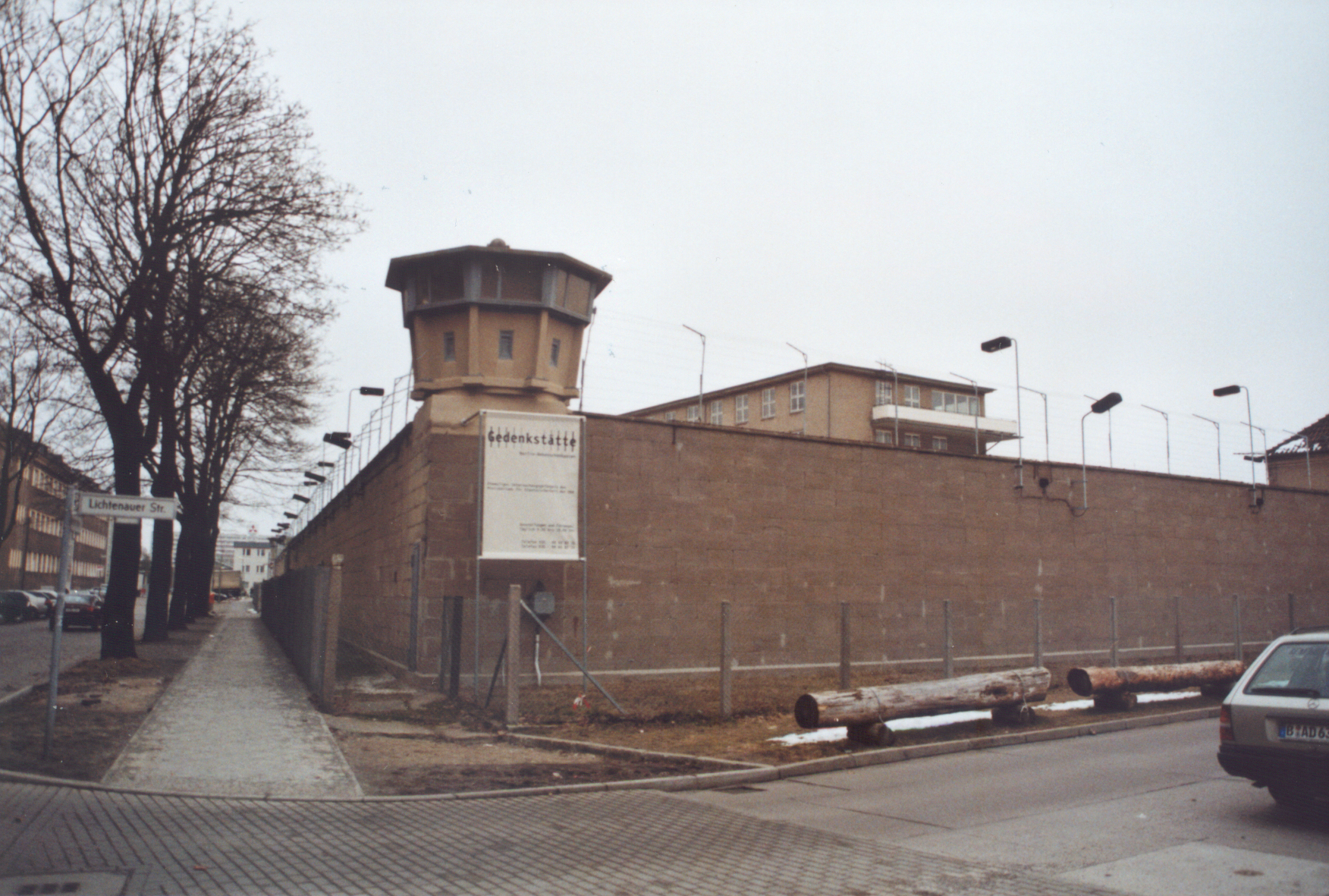
Untersuchungshaftanstalt des MfS in Berlin-Hohenschönhausen

Der Begriff DDR-Opposition bezieht sich auf vielerlei unterschiedliche Strömungen und Formen des Protests, die während der vier Jahrzehnte DDR-Geschichte neben- und nacheinander durchgängig existierten. Sie traten oft individuell oder in lokal organisierten Kleingruppen auf. In der Frühphase der DDR bildeten die „für einen besonderen deutschen Weg zum Sozialismus“ eintretenden SED-Reformer ein Gegengewicht zum Ulbricht-Kurs, denen durch Säuberungen und gezielte Strafverfolgung aber der Boden entzogen wurde. Seit den 1970er Jahren entstanden oppositionelle Gruppierungen, die einem Sozialismus nach dem Vorbild des Prager Frühlings anhingen, die sich für Menschenrechte, Frieden und allseitige Abrüstung engagierten oder Initiativen gegen Umweltbelastung und -zerstörung starteten. Unterstützung fanden diese Widerständigen in Teilen der evangelischen Kirche, etwa durch die Bereitstellung von Räumen und Publikationsmöglichkeiten.
Bis in den Wendeherbst 1989 hinein, so auch bei der Gründung des Neuen Forums, traten die Bürgerrechtler der DDR hauptsächlich für Reformen ein und mussten dafür berufliche Nachteile, Überwachung und teilweise Repressionen in Kauf nehmen. Politisch Andersdenkende wurden im flächendeckenden staatlichen Überwachungssystem besonders beobachtet, insbesondere mit Hilfe der „Inoffiziellen Mitarbeiter“ des MfS (im Volksmund: „Firma Horch und Guck“). Je nach Grad des aus Sicht der Sicherheitsorgane zu erwartenden Widerstands wurden Stasiopfer mit einer ganzen Bandbreite von Methoden bekämpft, von bloßer Einschüchterung über Drangsalierung und Zersetzung bis hin zu langjähriger Haft in der Justizvollzugsanstalt Bautzen. Bei „Überläufern“ aus den Reihen des MfS und Fluchthelfern kam es auch zu Entführungen und Morden im geheimen Auftrag des MfS. Folter und Einzelhaft gehörten insbesondere in den Untersuchungshaftanstalten des MfS zu den vielfältigen Zwangsmitteln, um politische Gefangene gefügig und geständig zu machen. Zumindest bis in die 1960er Jahre wurde eher die physische Folter angewandt. Später wurden mehr und mehr psychologische Foltermethoden praktiziert, um politische Häftlinge zu zermürben und ihren Willen zu brechen, da sich die Anwendung psychologischer Folter schwieriger beweisen lässt.

### Frauen- und Familienpolitik
Die gesetzliche Grundlage der Frauen- und Familienpolitik in der DDR bildete das 1950 beschlossene Gesetz über den Mutter- und Kinderschutz und die Rechte der Frau. Die Vereinbarkeit von Beruf und Familie wurde für Frauen in der DDR als selbstverständlich angesehen und gezielt gefördert. Bis 1989 waren nahezu 92 Prozent der Frauen in das Erwerbsleben integriert, was eine deutlich höhere Erwerbsquote der Frauen gegenüber der Bundesrepublik Deutschland anzeigt: Die Erwerbstätigkeit der Frauen entsprach einerseits der sozialistischen Vorstellung von geschlechtlicher Emanzipation und diente andererseits der Deckung des Arbeitskräftebedarfs der DDR, der überproportional viele männliche Facharbeiter durch Flucht frühzeitig den Rücken gekehrt hatten. In Leitungspositionen blieben Frauen allerdings deutlich unterrepräsentiert.
Die Förderung der weiblichen Berufstätigkeit wurde beispielsweise durch den Aufbau eines umfassenden Säuglings- und Kinderbetreuungssystems oder durch spezielle Lehr- und Studienpläne für studentische Familien geschaffen. Im Rahmen der Familienpolitik förderte der Staat Ehepaare in erster Linie, wenn sie Kinder bekamen. Dies geschah durch spezielle Kredite und durch eine deutliche Bevorzugung bei der Wohnraumzuteilung. In der Abtreibungsfrage wurde den Frauen im Rahmen des 1972 eingeführten Abtreibungsgesetzes die Wahl gelassen, die Schwangerschaft innerhalb der ersten zwölf Wochen abbrechen zu lassen. Dennoch stieg die Zahl der Lebendgeburten zwischen 1973 und dem Höchststand im Jahre 1980 um ein Drittel.
Im Alltag ging die Frauenemanzipation durch Erwerbstätigkeit zumeist mit doppelter Belastung einerseits im Beruf, andererseits in Haushalt und Familie einher, indem herkömmlicherweise männliche Aufgaben einfach traditionell weiblichen Rollen hinzugefügt wurden. Eine Umfrage aus dem Jahre 1970 ergab, dass von den durchschnittlich 47 Stunden wöchentlich anfallender Hausarbeit 37 Stunden von den Frauen übernommen wurden, rund 6 Stunden von den Männern und etwa 4 Stunden von „anderen“.

### Umweltpolitik
Die Reindustrialisierung der Nachkriegszeit war in beiden Teilen Deutschlands mit einer stark zunehmenden Umweltbelastung verbunden. Sie gipfelte in den 1970er Jahren, als der Umweltschutz erstmals Gewichtung in der Wirtschaftspolitik fand – theoretisch auch in der DDR: Ab 1973 wurden die Aufgaben des Umweltschutzes Bestandteil der Jahrespläne und der langfristigen Planungen, mit dem Landeskulturgesetz von 1970 und der Verankerung des Naturschutz als Staatsaufgabe in Artikel 15 der Verfassung der DDR bereits im Jahr 1968 war die Gesetzgebung der DDR seinerzeit sogar vergleichsweise fortschrittlich. Nachhaltig war auch die Vermeidung von Überproduktion, unnötigem Müll durch Verpackungen und Marketing-Produkte, wodurch das Müllaufkommen in Einzelhandel und Privathaushalten vergleichsweise gering war. Auch wies die DDR ein stark ausgebautes Reparaturwesen auf. Produkte waren in der Regel auf gute Haltbarkeit, Standardisierung und Reparierbarkeit hin ausgelegt. Reparaturen erfolgten oft in Eigeninitiative, aber auch durch staatliche Regenerationsprogramme. Beispielsweise wurden 1976 für die industrielle Regeneration von Auto-Altteilen zentrale Sammelstellen eingerichtet, die die Zuführung von Altteilen an die jeweils zuständigen Regenerierungsbetriebe organisierten.
In der Praxis jedoch machte die insgesamt eher geringe Wirtschaftsleistung ein zügiges Angehen des Umweltschutzes angesichts der ohnehin schon als unzureichend wahrgenommenen Warenproduktion unmöglich. Die Annäherung an westliche Konsumverhältnisse wurde von der Parteiführung stets wichtiger eingeschätzt als Maßnahmen zum Umweltschutz. Die Umweltbelastung war auch deshalb eine besondere Herausforderung für die DDR, weil sie viele umweltschädliche Produktionsprozesse etwa der chemischen, der Textilindustrie und der Mikroelektronik nicht in andere Länder auslagerte, sondern auf dem eigenen Territorium durchführte. Hinzu kam die Ignoranz der DDR-Führung engagierten Bürgern gegenüber, die gern etwas für den Umweltschutz tun wollten. In den 1980er Jahren bildeten sich jedoch vermehrt Umweltaktive, Fahrradfahrvereine etc. In einer neuen Studie von 2009 wird die ökologische Bilanz der DDR als „katastrophal“ bezeichnet. Mangels Steinkohlevorkommen verfeuerten Braunkohlekraftwerke in großem Umfang Rohbraunkohle. Folgen waren unter anderem der höchste Ausstoß von Schwefeldioxid und die höchste Staubbelastung aller europäischer Staaten. Die Luftverschmutzung verursachte eine erhöhte Sterblichkeit; an Bronchitis, Lungenemphysem und Asthma starben mehr als doppelt so viele Männer wie im europäischen Durchschnitt. Rund 1,2 Millionen Menschen hatten keinen Zugang zu Trinkwasser, das der allgemeinen Gütenorm entsprach. Nur 1 Prozent aller Seen und 3 Prozent aller Flüsse galten 1989 als intakt. Bis dahin waren nur 58 Prozent der Bevölkerung an eine Kläranlage angeschlossen. 52 Prozent aller Waldflächen galten als geschädigt (siehe auch Waldsterben). Mehr als 40 Prozent des Mülls wurden nicht ordnungsgemäß entsorgt.
Für Sondermüll gab es keine Hochtemperaturverbrennungsanlagen. Mit der Begründung, die Umweltdaten würden vom Klassenfeind zur Diskreditierung benutzt, wurden ab 1970 die Daten als „Vertrauliche Verschlusssache“ und ab Anfang der 1980er Jahre als „Geheime Verschlusssache“ eingestuft und so der Öffentlichkeit vorenthalten. Kritik an der Umweltpolitik wurde rücksichtslos unterdrückt; ebenso Kritik an dem umfangreichen Uranabbau, der durch die Wismut in Sachsen und Thüringen betrieben wurde. Die DDR war lange Zeit der weltweit viertgrößte Uran-Förderer nach der Sowjetunion, den Vereinigten Staaten von Amerika und Kanada.
Mülleinfuhren aus westlichen Staaten (vor allem aus Westdeutschland) brachten der DDR Deviseneinnahmen, die sie dringend brauchte. Die Dumping-Preise der DDR betrugen zum Teil weniger als ein Zehntel der in ordnungsgemäß geführten Deponien Westdeutschlands erhobenen Preise; für die Müll-Lieferanten (Unternehmen, Kommunen, Länder) lohnte sich der Mülltransport deshalb trotz der teils hohen Transportkosten. Ein Teil der bei diesen Geschäften erwirtschafteten Devisen, an denen der Bereich Kommerzielle Koordinierung und das Ministerium für Staatssicherheit federführend beteiligt waren, landete auf dem „Honecker-Konto“ und dem „Mielke-Konto“ der Deutsche Handelsbank AG und konnte zur Versorgung der SED-Elite verwendet werden. Das MfS stellte gegen Ende der 1980er Jahre nicht nur in der Bundesrepublik, sondern ebenso in der Bevölkerung der DDR ein wachsendes Umweltbewusstsein und teilweise auch eine ablehnende Haltung gegenüber Müllimporten in die DDR fest. Dagegen nahmen Verantwortliche bei der Entsorgung westdeutschen Mülls in der DDR die Nichteinhaltung bundesdeutscher Umweltstandards in Kauf.
In der DDR wurde der öffentliche Personenverkehr und der Güterverkehr auf der Schiene stark gefördert, was damals zwar nicht vordergründig aus Umweltgründen geschah, aber dennoch ein nachhaltiges Verkehrskonzept darstellte, das im Zuge der Wende 1989 zunächst verworfen wurde. Angesichts des Klimawandels, schlechter Luft und Platzmangel in Großstädten, findet inzwischen ein Umdenken statt, und Teile dieser Verkehrspolitik werden wieder aufgegriffen.
Die Automobilproduktion der DDR wurde wirtschaftlich besonders stark vernachlässigt, sodass auch Weiterentwicklungen im Sinne des Umweltschutzes kaum umgesetzt wurden. Die von der DDR produzierten Pkw Trabant und Wartburg trugen mit den unzeitgemäßen Zweitaktmotoren und deren schädlichen Abgasen maßgeblich zur Umweltverschmutzung bei. Abgase eines Zweitaktmotors sind wegen des hohen KH-Gehalts deutlich riech- und sichtbar (blaue Abgasfahnen). Verglichen mit einem Viertakter ohne Abgaskatalysator emittiert ein Zweitakter andererseits aber nur ein Zehntel der sauren Regen und Smog verursachenden Stickoxidmenge (NOx). Auch in der DDR wurde ab 1971 durch das Landeskulturgesetz die Begrenzung des CO-Gehalts im Abgas auf 4,5 Vol-% im Leerlauf vorgenommen. Grenzwerte für Stickoxide und Kohlenwasserstoffe wurden hingegen nicht eingeführt. Der sich in Westdeutschland ab 1985 verbreitende Abgaskatalysator wurde an Fahrzeugen des Ostblocks bis zur Wende nicht mehr umgesetzt.

### Verwaltungsgliederung und Hauptstadtproblematik
Seit ihrer Gründung war der Verwaltungsaufbau der DDR durch eine starke Zentralgewalt geprägt. Zwar konstituierte die erste Verfassung von 1949 eine föderale Struktur mit den Ländern Mecklenburg, Brandenburg, Sachsen-Anhalt, Thüringen und Sachsen. Diese fünf Länder waren ursprünglich auch über ein eigenes Verfassungsorgan, die Länderkammer, an der Gesetzgebung der DDR beteiligt, zusätzlich hatte Ost-Berlin eine beratende Stimme. Dennoch war die DDR kein echter Bundesstaat, sondern, wie der Verfassungsrechtler Karl Brinkmann schreibt, „ein Einheitsstaat, überdies als gewaltenvereinigender, zentralistischer. Es bestand keinerlei Föderalismus, doch ein strenger Unitarismus“.
Mit der Verwaltungsreform von 1952 wurden die Länder ihrer Funktion enthoben. Als neue mittlere Ebene der staatlichen Verwaltung traten 14 Bezirke an ihre Stelle. Zugleich wurde im Rahmen einer Kreisreform die Anzahl der Stadt- und Landkreise stark erhöht. 1958 wurden die Länder schließlich auch formal abgeschafft.

Gebietseinteilung der DDR in die Bezirke und Kreise 1989 mit den größten Städten

Laut Verfassung war Berlin die Hauptstadt der DDR, was einen Verstoß gegen die 1945 von den Alliierten getroffene Vereinbarung auf der Jalta-Konferenz darstellte. Obwohl nach dieser Gesamt-Berlin als Viersektorenstadt unter gemeinsamer alliierter Kontrolle keiner der Besatzungszonen und damit nicht einem der beiden daraus entstandenen deutschen Staaten angehören konnte, wurde die sukzessive Vereinnahmung des Ostteils durch die DDR letztlich von den Westmächten de facto geduldet (→ Berlin-Frage). 1977 kam es dann zum Abbau der Besonderheiten Ost-Berlins gegenüber der DDR: So hieß die Ost-Berliner Verwaltung bis dahin „Magistrat von Groß-Berlin“. Zum 1. Januar 1977 wurde zudem das Verordnungsblatt für Groß-Berlin und damit die amtliche Dokumentation der Übernahme von Gesetzen der DDR durch den Ost-Magistrat eingestellt und u. a. wurden die Kontrollbuden an der Grenze des Ostsektors von Berlin zur DDR entfernt. Die drei westlichen Alliierten betonten aber stets den staatsrechtlichen Sonderstatus ganz Berlins, der sich aus der von allen vier Siegermächten ausgeübten Besatzungshoheit ergebe. Schließlich erinnerten die Westmächte die Sowjetunion an „die Einhaltung ihrer Verpflichtungen hinsichtlich Berlins“, obgleich seit 1955 eine schrittweise Kaschierung der Rechtslage im Ostsektor zu beobachten war, auch wenn es kein völkerrechtlich verbindliches Dokument gab, durch das dieser vollkommen als Teil der DDR ausgewiesen wurde.
Der Staatsrat der DDR stellte Ost-Berlin im Jahr 1961 mit den Bezirken gleich. Bis zum Ende der DDR bestanden die folgenden Bezirke (bb lt. Gemeindenummer-Schlüssel bbkkgg; bb: Bezirk (numerisch); kk: Kreis (numerisch); gg: Gemeinde (numerisch)):
| - Bezirk Rostock (01) - Bezirk Schwerin (02) - Bezirk Neubrandenburg (03) - Bezirk Potsdam (04) - Bezirk Frankfurt (Oder) (05) - Bezirk Cottbus (06) - Bezirk Magdeburg (07) - Bezirk Halle (08) | - Bezirk Erfurt (09) - Bezirk Gera (10) - Bezirk Suhl (11) - Bezirk Dresden (12) - Bezirk Leipzig (13) - Bezirk Karl-Marx-Stadt (14) - Berlin (15) |

### Außen- und Entwicklungspolitik

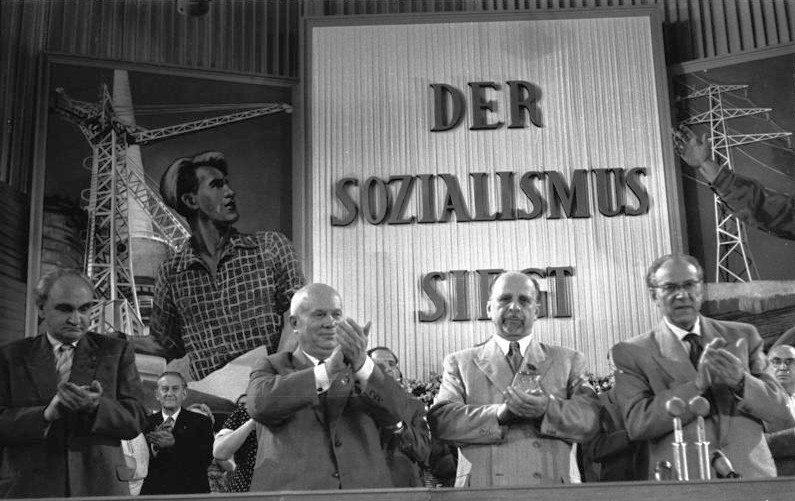
Chruschtschow auf dem V. Parteitag der SED in der Werner-Seelenbinder-Halle in Berlin, 1958

Eine eigenständige Außenpolitik zu betreiben, war der DDR-Führung unter sowjetischem Einfluss verwehrt. Noch in den Stalin-Noten 1952 stellte die DDR eine machtpolitisch-diplomatische Verfügungsmasse der sowjetischen Führung dar: „Hätte sich eine Wiedervereinigung der vier Besatzungszonen als durchführbar erwiesen, die den außenpolitischen Interessen der Sowjetunion besser entsprach als der Status quo, wäre das Regime der DDR nicht sakrosankt gewesen.“ Erst als Anfang 1954 die gesamtdeutsche Option an westlichen Vorbedingungen scheiterte, die freie gesamtdeutsche Wahlen forderten, und als die Aufnahme der Bundesrepublik in das westliche Militärbündnis NATO sich unmittelbar abzeichnete, gestand die UdSSR der DDR im März desselben Jahres zu, „nach eigenem Ermessen über die inneren und äußeren Angelegenheiten“ zu bestimmen. Im Mai 1955 war die DDR dann schon unter den Gründungsmitgliedern des Warschauer Pakts.
Eines der vordringlichsten Ziele ihrer Außenpolitik war der Anspruch der DDR, gegenüber der westdeutschen Hallstein-Doktrin international als eigenständiger, souveräner Staat und als Völkerrechtssubjekt anerkannt zu werden. Vom 24. Februar bis zum 2. März 1965 besuchte Ulbricht die Vereinigte Arabische Republik und wurde dort von Gamal Abdel Nasser mit allen für ein Staatsoberhaupt üblichen Ehren empfangen. Mehrere arabische und afrikanische Staaten waren in der Folge zur Aufnahme von diplomatischen Beziehungen mit der DDR bereit. 1967 beschlossen die Warschauer Vertragsstaaten das Gegenstück zur Hallstein-Doktrin, die so genannte Ulbricht-Doktrin: „Kein Mitgliedsland des Bündnisses durfte die Bundesrepublik anerkennen, solange diese nicht die bestehenden Grenzen und die Existenz zweier deutscher Staaten anerkannt hatte.“ Auf Basis der Ulbricht-Doktrin brachte die DDR andere RGW-Staaten wie die Tschechoslowakei, Polen, Ungarn und Bulgarien dazu, beiderseitige Unterstützungsverträge abzuschließen, und kam damit einer Intensivierung der Beziehungen der osteuropäischen Nachbarn mit Westeuropa zuvor.
Auf dem Gebiet des Hochleistungssports gelang es den DDR-Verantwortlichen durch gezielte Talentförderung wie auch teils mit Hilfe systematischen Dopings, den eigenen Staat im internationalen Wettkampfgeschehen aufsehenerregend weit nach vorn zu bringen. Bei den Olympischen Spielen 1968 in Mexiko-Stadt belegte die erstmals mit eigener Mannschaft vertretene DDR den fünften Platz in der Nationenwertung.
In der nationalen Frage setzte man seitens der SED seit 1963 darauf, „in dem ersten Arbeiter- und Bauernstaat die feste Grundlage dafür zu schaffen, daß in ganz Deutschland die Arbeiterklasse die Führung übernimmt, die Monopolbourgeoisie auch in Westdeutschland entmachtet und die nationale Frage im Sinne des Friedens und des gesellschaftlichen Fortschritts gelöst wird.“ Die unter Ulbricht noch vertretene Lesart, dass die zwei deutschen Staaten zu einer Nation gehörten, wurde nach dessen Ablösung durch Honecker verworfen und durch die Lehre von der sozialistischen Nation ersetzt, die sich in der DDR herangebildet habe. Bereits im Jahr 1967 war für die Staatsangehörigen der DDR die deutsche Staatsangehörigkeit durch die Staatsbürgerschaft der DDR ersetzt worden.

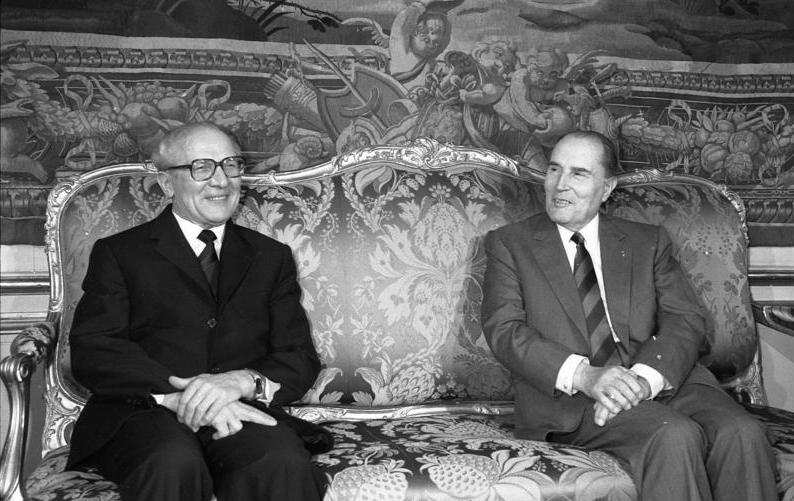
Erich Honecker im Élysée-Palast mit François Mitterrand, 1988

Die neue Ostpolitik der Bundesregierung Brandt/Scheel ab 1969, die mit der Vorstellung eines „Wandels durch Annäherung“ verknüpft war, wurde von der DDR-Führung mit einem Kurs beantwortet, der auf Selbstbehauptung und Anerkennung, auf demonstrative Abgrenzung und die Wahrnehmung eigener Interessen gerichtet war. Die Reserviertheit gegenüber Brandts Ostpolitik hatte auch damit zu tun, dass diese zunächst im Wesentlichen mit der Sowjetunion ausgehandelt wurde und die DDR-Führung zunächst gar nicht einbezogen wurde. Der Grundlagenvertrag mit der Bundesrepublik 1972 erkannte die Existenz zweier deutscher Staaten an und ermöglichte am 18. September 1973 die Aufnahme der DDR und der Bundesrepublik Deutschland als 133. bzw. 134. Vollmitglied per Akklamation durch die Generalversammlung der Vereinten Nationen; während dabei die „sozialistischen Bruderstaaten“ sicherstellten, dass das Lob der DDR nicht leiser ertönte als das der Bundesrepublik, war es aber seitens der westlichen Staaten insbesondere Israel durch seinen UN-Botschafter Yosef Tekoah, das seine Gegnerschaft gegen eine Aufnahme der DDR zum Ausdruck brachte und dies mit der Weigerung der DDR begründete, die historische Verantwortung des deutschen Volkes für den Massenmord an sechs Millionen Juden anzuerkennen sowie ihrer Unterstützung arabischer Terroristen. Zwischen beiden deutschen Staaten bestand aber nach wie vor ein besonderes Verhältnis. So gab es keine Botschaften in Ost-Berlin und Bonn, sondern Ständige Vertretungen. Da die Bundesrepublik die Staatsbürgerschaft der DDR nicht anerkannte, sondern an der Weitergeltung der deutschen Staatsangehörigkeit auch im geteilten Deutschland festhielt, war jeder DDR-Bürger automatisch berechtigt, alle Bürgerrechte eines Bundesbürgers wahrzunehmen. Nicht zuletzt dagegen waren 1980 Honeckers Geraer Forderungen gerichtet. Denn mehr als die friedliche Koexistenz der beiden deutschen Staaten und ihrer gegensätzlichen politischen Systeme bei fortbestehender Konkurrenz hatte die DDR-Führung keiner Bundesregierung anzubieten.
Bereits seit 1950 war die DDR in den RGW eingebunden, wo die Sowjetunion dominierte. Ansätze zu einer stärkeren wirtschaftlichen Integration der RGW-Staaten scheiterten Mitte der 1960er Jahre am Widerstand Rumäniens; die bilateralen Wirtschaftsbeziehungen zur Sowjetunion gestalteten sich nach dem Antritt Leonid Breschnews deutlich schwieriger. Über den innerdeutschen Handel hatte die DDR indirekt einen Zugang zur Europäischen Wirtschaftsgemeinschaft. Dabei war es für sie von Vorteil, dass die innerdeutsche Grenze aus westlicher Sicht keine Staatsgrenze und daher nicht zollpflichtig war.
Wie die Sowjetunion unterstützte auch die DDR Befreiungsbewegungen in der Dritten Welt, vor allem in afrikanischen Ländern, mit Militär- und Wirtschaftshilfen. Der Spiegel spekulierte 1980 über „Honeckers Afrika-Korps“ und Die Welt schrieb von rund 30.000 Militärexperten der DDR in Afrika. Tatsächlich entsprachen diese Berichte weitgehend nicht der Realität und das Engagement der DDR in der Dritten Welt war begrenzt. Im Januar 1967 beschloss das Politbüro in einer Grundsatzentscheidung „die Lieferung nichtziviler Güter an nationale Befreiungsbewegungen in Afrika“ und begann im selben Jahr, Ägypten und Syrien für den Sechstagekrieg aufzurüsten. Anfragen ausländischer Staatschefs um Entsendung von militärischem Personal stand die DDR grundsätzlich skeptisch gegenüber und bevorzugte stattdessen die Ausbildung ausländischer Soldaten in der DDR. Militärberater wurden nur vereinzelt ins Ausland geschickt und anhand der überlieferten Akten lassen sich keine Kampfeinsätze belegen (Stand 2013). Insgesamt bildete die DDR rund 3000 Offiziere aus 22 Nationen aus. Die größten Kontingente stellte die Volksrepublik Kongo, gefolgt von Vietnam, Syrien, Nicaragua, Libyen und Mosambik. Der Gesamtwert der NVA-Unterstützung für die Dritte Welt seit 1965 betrug rund 950 Millionen DDR-Mark, davon entfielen rund 800 Millionen DDR-Mark auf materielle Lieferungen und 145 Millionen DDR-Mark auf Ausbildungsleistungen.

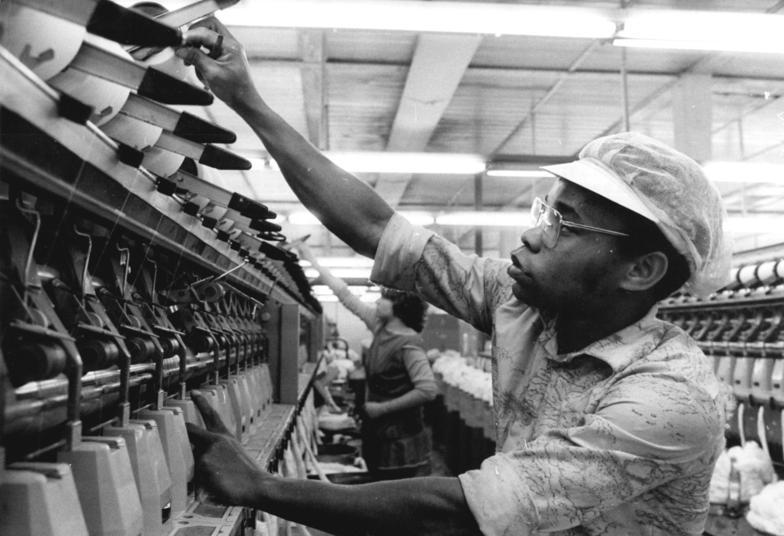
Vertragsarbeiter aus Mosambik 1987 in Mittweida

So kam es zu einer deutlichen Intensivierung und Ökonomisierung der DDR-Außen- und Entwicklungspolitik jenseits des RGW. Tauschgeschäfte mit Parallelen zum klassischen Kolonialhandel, so von Waffen und Lkw aus der DDR gegen Rohkaffee und Energierohstoffe aus ausgewählten Partnerländern, insbesondere Vietnam, Mosambik, Äthiopien und Angola, wurden angestrebt. Bis heute wirkt die bedeutende Rolle von Vertragsarbeitern und die Ausbildung ausländischer ziviler und militärischer Fachkräfte seitens der DDR in den deutschen Beziehungen etwa zu Vietnam, Angola, Namibia, Mosambik und Äthiopien fort.
Erich Honeckers Reise nach Damaskus und Kuwait war 1982 ein Versuch, das Regime ökonomisch zu stabilisieren. Hans-Joachim Döring konstatiert am Beispiel von Mosambik den beispielhaft gescheiterten Versuch einer breiten wirtschaftlichen Zusammenarbeit, gekennzeichnet durch utopische und mangelhaft vorbereitete Großprojekte etwa beim Steinkohlebergbau. Moatize in Mosambik stellte dabei die einzige größere Kolonie von DDR-Bürgern außerhalb des RGW-Auslands dar, wobei die entsandten deutschen Beschäftigten rigide abgeschottet wurden. Unter diesen Umständen habe sich auch latenter Rassismus manifestiert. Die DDR-Auslandsaktivitäten waren der Geheimhaltung unterworfen; Handels- und Entwicklungskonzepte wurden so gut wie nicht öffentlich diskutiert. Private Entwicklungsinitiativen waren auf kleinere kirchliche Auslandsaktivitäten reduziert. Die Auswahl der Spezialisten fand weniger nach fachlichen als nach ideologischen und sicherheitsrelevanten Kriterien statt.
Die DDR fuhr eine politisch harte Linie gegen Israel, mit einer „antizionistischen Propaganda“ überschritt sie wiederholt die Grenze zum Antisemitismus; die PLO wurde von der DDR politisch, finanziell und militärisch unterstützt.

### Sicherheitspolitik

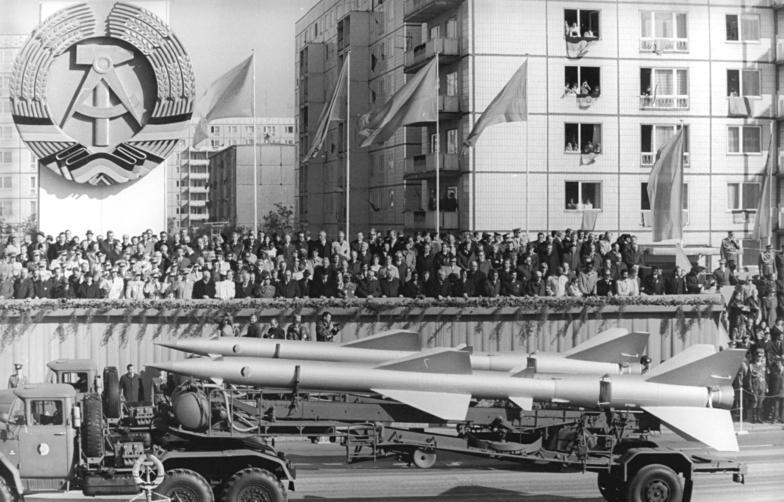
Truppenparade zum 30. Jahrestag der Gründung der DDR mit einer Formation Flugabwehrraketen vom Typ S-75 („SA-2 Guideline“), 1979

Schon bald nach dem Ende des Zweiten Weltkrieges kam es in den damals gegründeten beiden deutschen Staaten vor dem Hintergrund des aufziehenden Kalten Krieges zur so genannten Wiederbewaffnung, das heißt zur erneuten Einführung militärischer Strukturen. Dieser Aufbau vollzog sich in der DDR unter Anleitung der Sowjetunion und ab 1955 im Rahmen des Warschauer Paktes: 1948 entstanden mit den kasernierten Bereitschaften die ersten bewaffneten Einheiten nach dem Krieg. Diese wurden 1952 in die Kasernierte Volkspolizei (KVP) überführt. Am 1. März 1956 – knapp ein Jahr nach der Gründung der Bundeswehr – wurde die Nationale Volksarmee (NVA) gegründet. Beim Aufbau der Streitkräfte der DDR spielten, ebenso wie bei der Bundeswehr, ehemalige Offiziere der Wehrmacht wie auch Waffen-SS eine Rolle. Sie hatten sich überwiegend bereits während der sowjetischen Kriegsgefangenschaft dem Nationalkomitee Freies Deutschland zur Verfügung gestellt.
Trotz der Entspannungspolitik wurde nach 1975 die Rüstungsindustrie weiter ausgebaut und 1978 erreichten die Ausgaben für den Militär- und Sicherheitsbereich einen Anteil von nahezu 13 % an den Staatshaushaltsausgaben. Aufgrund der zunehmenden Verschuldung Ende der 1970er sanken die Ausgaben bis 1982 auf 11 %.

#### Sowjetische Streitkräfte in der DDR

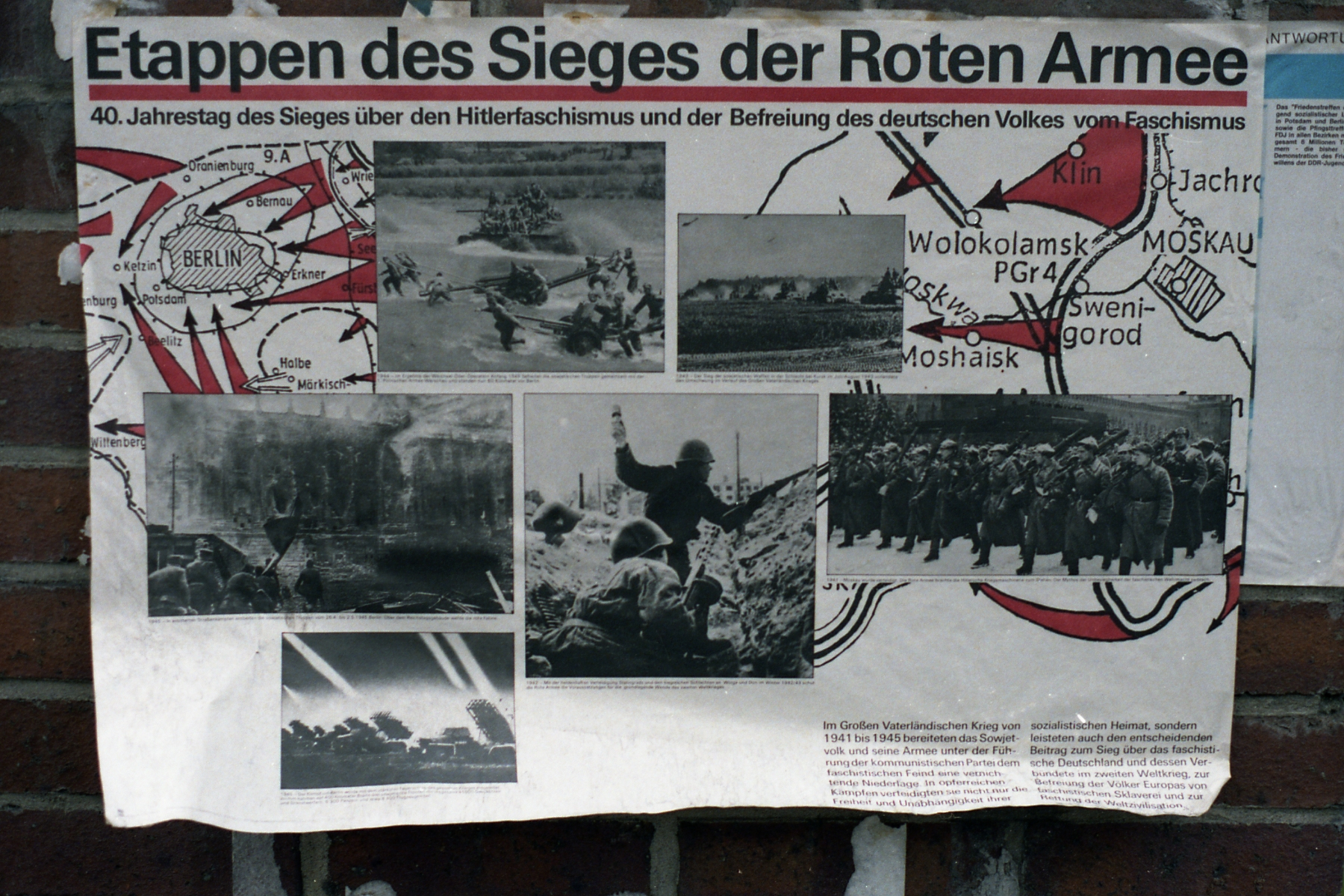
Plakatanschlag zum 40. Jahrestag des Sieges der Roten Armee über den Hitlerfaschismus

Die Gruppe der Sowjetischen Streitkräfte in Deutschland (GSSD), hervorgegangen aus den sowjetischen Besatzungstruppen, umfasste durchschnittlich 500.000 Offiziere, Soldaten und Familienangehörige in der DDR, die zirka 10 Prozent des DDR-Territoriums für sich beanspruchten. Die Truppen der GSSD waren der NVA und anderen militärischen Organisationen übergeordnet. Ihre Aufgabe bestand zentral in der Sicherung der DDR gegen den Westen. Die GSSD verfügte über offensive Bewaffnung, unter anderem auch mit Atomwaffen. Einer Studie zufolge war seit den 1960er Jahren im Kriegsfalle der breite und präemptive Einsatz taktischer Nuklearwaffen in Deutschland vorgesehen. Auch nachdem 1986 unter Michail Gorbatschow eine Abkehr von den offensiven Kriegsplänen des Ostblocks erfolgte, sei in der DDR noch in der NVA-Übung „Stabstraining 1989“ der massive Einsatz von großkalibrigen Nuklearwaffen durchgespielt worden.

#### Nationale Volksarmee

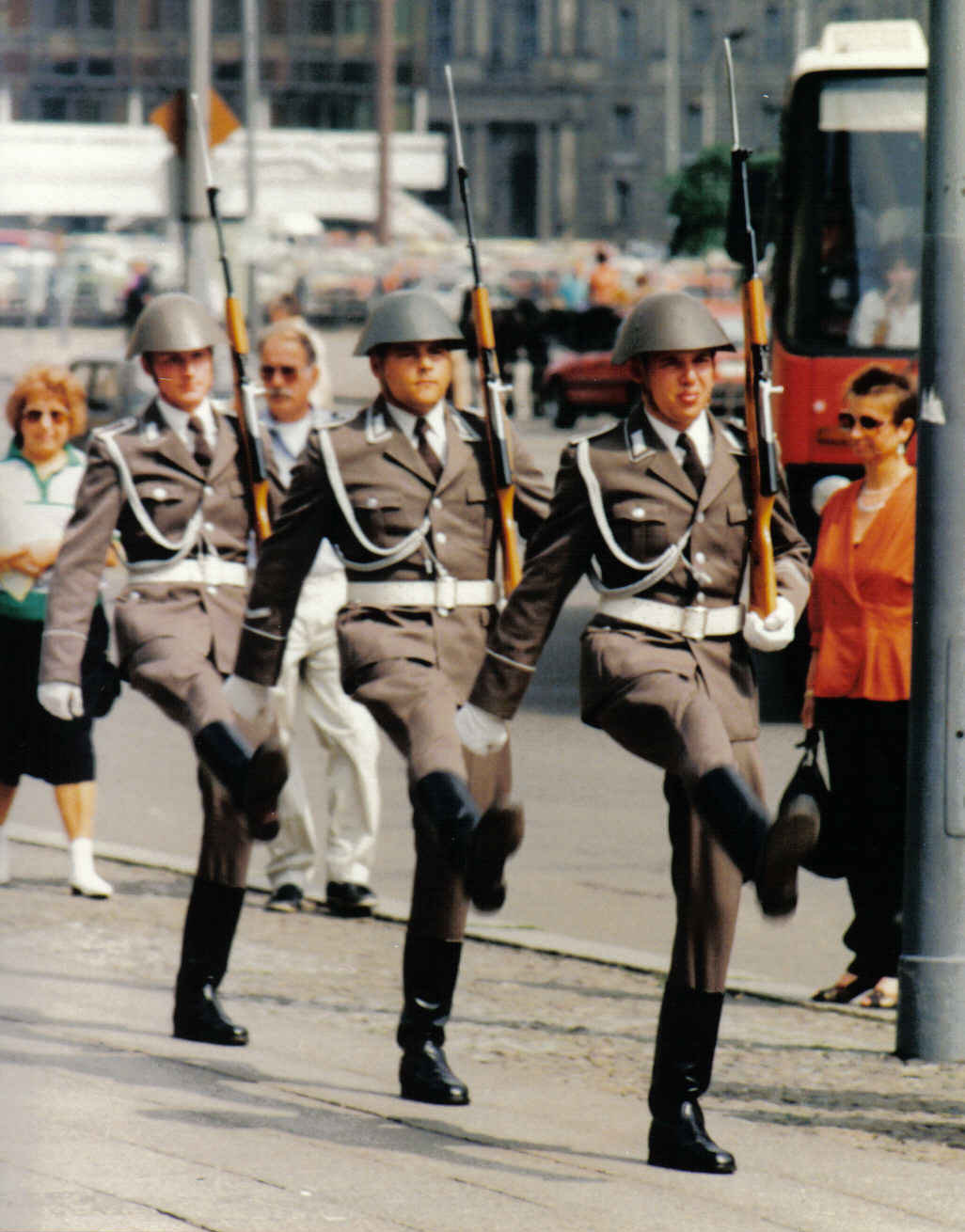
Ehrenwache des Wachregimentes Friedrich Engels der NVA am Mahnmal für die Opfer des Faschismus und Militarismus (Neue Wache) in Berlin im Exerzierschritt

Die Nationale Volksarmee (NVA) war von 1956 bis 1990 die Armee der DDR. Sie bestand aus den Landstreitkräften, der Volksmarine und den Luftstreitkräften. Nach Einführung der Wehrpflicht 1962 lag die Personalstärke der NVA bei etwa 170.000 Soldaten.
Die NVA bezeichnete sich als das „Machtinstrument der Arbeiterklasse“ zum Schutz und zur Sicherung der „sozialistischen Errungenschaften“ vor Angriffen von außen. Sie sollte der Verteidigung der DDR und der im Warschauer Pakt mit ihr verbündeten anderen sozialistischen Staaten gegen eine eventuelle „imperialistische Aggression“ dienen. Die NVA entwickelte sich von einer binnenorientierten, sehr stark politisch kontrollierten Parteiarmee zunehmend zu einem Instrument einer zunehmend eigenständigeren Außenpolitik. Die DDR war bemüht, militärische Konfrontationen zu vermeiden und setzte Sicherheitskräfte und Militärberater vor allem im Rahmen von Rüstungsexporten und Wirtschaftsprojekten ein.
Die SED sicherte sich durch die Politische Hauptverwaltung (PHV) und eine spezielle Struktur von Parteiorganisationen die politische Führung der Streitkräfte. Die Offiziere und Fähnriche waren bis auf wenige Ausnahmen Mitglieder der SED. Auch bei den Unteroffizieren wurde ein hoher Anteil an SED-Mitgliedern angestrebt.
Während ihres Bestehens waren NVA-Verbände an keinem Krieg beteiligt. Teile der NVA waren aber 1968 für militärische Aktionen zur Niederschlagung des Prager Frühlings vorgesehen. Es gab Pläne, sich mit zwei Divisionen am Einmarsch der Warschauer-Pakt-Staaten in die Tschechoslowakische Sozialistische Republik zu beteiligen. Wegen der zu erwartenden verheerenden außenpolitischen Wirkungen – es wäre der erste Kampfeinsatz deutscher Truppen im Ausland nach dem Zweiten Weltkrieg gewesen – beschränkte man sich auf eine logistische Unterstützung der Niederschlagung des Prager Frühlings.

#### Grenztruppen
Die Grenztruppen waren für den Grenzschutz der DDR zuständig. Sie wurden 1946 als Grenzpolizei aufgebaut und hatten 1948 eine Personalstärke von 10.000 Personen. 1956 wurde die Grenzpolizei der NVA als Teilstreitkraft Grenztruppen konzipiert. Im Rahmen des Helsinki-Abrüstungsprozesses wurde nach außen eine Selbstständigkeit der Grenztruppen postuliert, um sie nicht zur regulären Heeresstärke zu zählen. Sie waren aber weiter wie die Nationale Volksarmee dem Ministerium für Nationale Verteidigung (MfNV) unterstellt und wären im Ernstfall als motorisierte Schützen eingesetzt worden. Der weitaus größte Teil der Truppen diente der Bewachung der innerdeutschen Grenze zur Bundesrepublik Deutschland und West-Berlin und hier vor allem der Unterbindung von Fluchtversuchen von DDR-Bürgern in den Westen. Hierbei wurden von Angehörigen der Grenztruppen aufgrund des Schießbefehls mehrere hundert Menschen getötet. Eine Sonderstellung nahm die 6. Grenzbrigade Küste bezüglich der Sicherung der Seegrenze an der Ostsee ein.

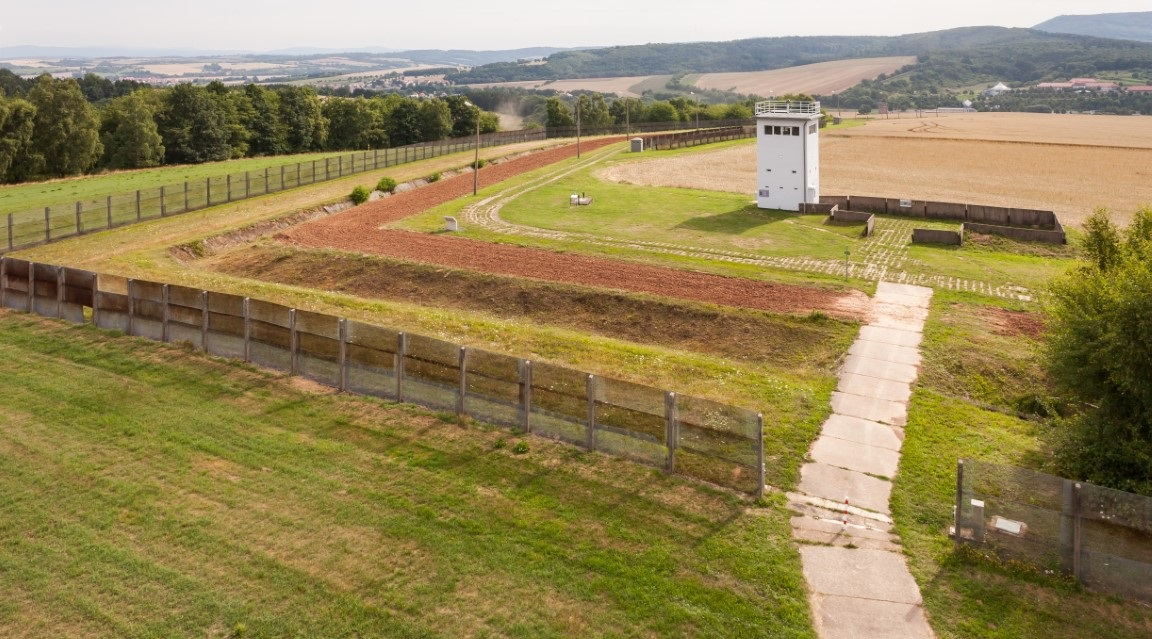
Eine Führungsstelle der Grenztruppen an der schwer bewachten innerdeutschen Grenze nahe der Ortschaft Teistungen, heute Museumsgelände

Vergleichsweise geringe Kräfte kontrollierten die Oder-Neiße-Grenze zur VR Polen und die Grenze zur ČSSR.
Ab 1. Januar 1972 wurde zwischen der DDR und Polen sowie der ČSSR ein visumfreier Grenzverkehr eingerichtet, der von den Bürgern der DDR rege genutzt wurde. Allein zwischen Frankfurt (Oder) und Słubice (Polen) überschritten vom 1. Januar bis 20. September 1972 exakt 2.773.612 polnische und DDR-Bürger die Grenze. Auch nach Ungarn, Rumänien und Bulgarien waren Reisen relativ unkompliziert möglich. Voraussetzung dafür war, dass die einbezogenen sozialistischen Länder ihre Grenzen (einschließlich Häfen und Flughäfen) zum Westen genauso verschlossen hielten wie die DDR. Da das beispielsweise in Jugoslawien nicht der Fall war, konnten DDR-Bürger dorthin nur in den Ausnahmefällen reisen, die für westeuropäische Länder auch galten. Da die DDR-Führung die Streikbewegung und das politische Erstarken der systemkritischen Gewerkschaft Solidarność mit größter Sorge sah und ein Überschwappen auf die DDR befürchtete, wurden im November 1980 Reisen nach Polen wieder stark erschwert, notwendig war nun eine persönliche Einladung, die von den polnischen Behörden auszustellen war. Im visafreien Grenzverkehr beschränkten sich die Grenztruppen beziehungsweise die Passkontrolleinheiten in den meisten Fällen auf die Kontrolle der Personalausweise, während die Zollorgane der DDR umso intensiver nach Ein- und Ausfuhren verbotener Handelswaren suchten. Unter Einfuhrverbot fielen nicht nur Waffen oder Rauschgift, sondern auch Zeitungen und andere periodisch erscheinende Presseerzeugnisse, Kalender, Almanache und Jahrbücher, soweit sie nicht in der Postzeitungsliste der DDR enthalten waren, sowie Tonbänder (auch als Cassetten) und Videos aller Art. Die Verbote galten auch für Bücher, „deren Inhalt gegen die Erhaltung des Friedens gerichtet ist oder deren Einfuhr in anderer Weise den Interessen des sozialistischen Staates und seiner Bürger“ widersprach und für Schallplatten, „soweit sie nicht Werke des kulturellen Erbes oder des wirklich kulturellen Gegenwartsschaffens“ betrafen.

#### Weitere Sicherheitskräfte
Das Wachregiment „Feliks Dzierzynski“ war der militärische Arm des Ministeriums für Staatssicherheit. Da das Regiment offiziell nicht den Streitkräften angehörte, konnte es so trotz des Viermächte-Status-bedingten Stationierungsverbots in Berlin stationiert werden. Die Mannschaften bestanden aus Wehrpflichtigen, die sich zu einem dreijährigen Wehrdienst verpflichteten und „politisch zuverlässigen“ Familien entstammten. Die Aufgaben umfasste unter anderem die Sicherung von Staats- und Parteieinrichtungen auf dem Gebiet Ost-Berlins sowie der Waldsiedlung bei Wandlitz, wo die Partei- und Staatsführung wohnte. Die Personalstärke betrug in den 1980er Jahren etwa 10.000 Mann.
Die Kasernierten Einheiten, zu denen die VP-Bereitschaften (Bataillone) gehörten, waren eine militärische Gruppierung, die nicht zu den Dienstzweigen der Volkspolizei (VP) gehörten, aber in gleicher Weise dem Innenministerium unterstand (Stellvertreter des Ministers und Leiter der Hauptabteilung Bereitschaften/Kampfgruppen). Der Schwerpunkt ihrer Ausrichtung Ende der 1960er Jahre, die Bekämpfung hinter der Front operierender Diversions-Aufklärungsgruppen in Kriegszeiten, verschob sich immer mehr zugunsten einer Befähigung zur Aufgabenerfüllung bei der Beseitigung von „Störungen der öffentlichen Ordnung und Sicherheit“. Die Mannschaften bestanden aus Wehrpflichtigen.
Die Kampfgruppen der Arbeiterklasse waren eine besondere militärische Organisation, die hauptsächlich aus männlichen SED-Mitgliedern bestand und in Betrieben, staatlichen Einrichtungen, LPGs sowie Hoch- und Fachschulen organisiert waren. Die Angehörigen nahmen in ihrer Freizeit mehrmals im Jahr, meist an Freitagen oder Wochenenden, an militärischen Übungen oder Schulungen in Uniform teil, die durch VP-Offiziere angeleitet wurden. Die Kampfgruppen trugen so zur Militarisierung der DDR-Gesellschaft bei. Im Verteidigungszustand waren die Bezirkskampfkräfte zur Eingliederung in die NVA-Verbände vorgesehen.
Der historisch wichtigste Einsatz der Kampfgruppen war die Absicherung des Baus der Berliner Mauer 1961. Des Weiteren wurden sie zum Beispiel zur Unterstützung der Volkspolizei mobilisiert, wenn Sowjetsoldaten mit Munition fahnenflüchtig waren. Präsenz zeigten die Kampfgruppen insbesondere bei den jährlichen Paraden zum 1. Mai.
Als Polizei und Nachrichtendienste bestanden:
- Ministerium für Staatssicherheit (MfS) (Nachrichtendienst für In- und Ausland und „militärisches Organ“)
  - Hauptverwaltung A (DDR-Auslandnachrichtendienst und Teil des MfS, aber mit einer separaten, über eine Hauptabteilung hinausgehenden Struktur)
- Verwaltung Aufklärung (militärischer Nachrichtendienst der NVA)
- Deutsche Volkspolizei inklusive Transportpolizei
- Zollverwaltung der DDR

## Wirtschaft

Bodenschätze und Industriestandorte der DDR (Stand: August 1990)

Die Zentralverwaltungswirtschaft der DDR, die auf der Grundlage von Fünfjahresplänen produzierte und die Verteilung von Lebensmitteln und Konsumgütern organisierte, beruhte auf der großteils erzwungenen Verstaatlichung privater Eigentumsformen in Industrie, Landwirtschaft, Handel und Handwerk; so wurden Privatunternehmer, wenn sie sich nicht in Staatsbetriebe eingliedern wollten, zum Beispiel mit Vorwürfen von nicht rechtzeitig gezahlten Steuern drangsaliert. An deren Stelle traten Volkseigene Betriebe (VEB), Landwirtschaftliche Produktionsgenossenschaften (LPG), Handelsorganisationen (HO) und Produktionsgenossenschaften des Handwerks (PGH). Basisgröße der Arbeitsorganisation war das Kollektiv, oft in Form der Brigade. Die komplexeste Form betrieblicher Organisation stellten die Kombinate dar. Zu den Merkmalen des DDR-Wirtschaftssystems zählten Arbeitsplatzsicherheit und ein im Vergleich zur Sozialen Marktwirtschaft der alten Bundesrepublik hoher Beschäftigungsgrad von Frauen – bei demgegenüber deutlich geringerer gesamtwirtschaftlicher Produktivität trotz der Prämienanreize im „sozialistischen Wettbewerb“. Ein Auseinanderdriften sozialer Schichten in materieller Hinsicht trat in der DDR im Vergleich zur Bundesrepublik nur in geringem Umfang auf. Sowohl die Preise als auch das Angebot an Gütern beruhten auf staatlichen Vorgaben, die ein ausgedehntes Subventionssystem ebenso zur Folge hatten wie eine unzureichende Bedarfsdeckung an zahlreichen Lebensmitteln und gehobenen Konsumgütern. Der steigende Bedarf an Westimporten konnte nicht durch Exporte kompensiert werden und erhöhte die Verschuldung der DDR.
Die Staatliche Plankommission steuerte die DDR-Wirtschaft als Zentralverwaltungswirtschaft nach sowjetischem Vorbild. Neben den enteigneten, nunmehr staatlichen Großbetrieben, die meist in Kombinaten zusammengefasst waren, sowie Genossenschaften existierte auch in der DDR ein Mittelstand, der bis zu seiner Enteignung 1972 merklich zur Wirtschaftsleistung der DDR beitrug.
1949 trat ein Zweijahresplan in Kraft, 1951 folgte der erste Fünfjahresplan, um die DDR-Wirtschaft nach marxistisch-leninistischer Ideologie zu organisieren. Der Wiederaufbau vollzog sich in der DDR nicht nur aufgrund der angestrebten Zentralplanwirtschaft langsamer als in der Bundesrepublik Deutschland. Die vom Krieg hart getroffene UdSSR führte in der sowjetisch besetzten Zone umfangreiche Demontagen durch und transportierte Material und Erzeugnisse in großem Umfang als Reparationen ab. Auf Leistungen aus dem Marshallplan zum Wiederaufbau Europas musste die DDR wie andere Ostblockstaaten aufgrund sowjetischen Drucks verzichten. Ein weiterer Aspekt ungleicher Voraussetzungen war das begrenzte Rohstoffvorkommen: Auf dem Territorium der DDR gab es weder große Eisenerz- noch Steinkohlevorkommen. So vollzog sich der Aufschwung Ost erheblich langsamer als im Westen. Lebensmittel blieben in der DDR bis 1958 rationiert, während man in der Bundesrepublik schon seit 1950 keine Lebensmittelmarken mehr zum Einkaufen brauchte.
Gleichwohl gab Ulbricht 1958 das Ziel vor, dass innerhalb weniger Jahre die Pro-Kopf-Versorgung der DDR-Bewohner „mit allen wichtigen Lebensmitteln und Konsumgütern den Pro-Kopf-Verbrauch der Gesamtbevölkerung in Westdeutschland übertrifft.“ Maßstab sollten bald danach allerdings nicht „irgendwelche“ Gebrauchsgüter oder „Schund“ westlicher Machart sein, sondern Waren mit hohem Gebrauchswert, „die schön und geschmackvoll sind, die der arbeitende Mensch mit Freude kauft und benutzt.“ Nach Hans-Werner Sinn rechneten die DDR-Behörden „mit abenteuerlichen Statistiken“ den Bewohnern des Landes vor, ihr Lebensstandard gleiche in vielen Bereichen dem westlichen Niveau. Die Hoffnungen, den Westen tatsächlich wirtschaftlich überholen zu können, waren genährt von den Lehren Marx’, die langfristig einen Zusammenbruch der kapitalistischen Produktionsweise vorhersagen. Infolge der Industrialisierung der Sowjetunion unter Stalin und ihrem Aufstieg zu einer Weltmacht erschien der Ausgang des Kalten Krieges damals noch offen. Beispiele der anfänglich stalinistischen Wirtschaftsstrategie und ihrer rücksichtslosen Durchsetzung sind die Fokussierung auf die Schwerindustrie, die monumentale Gestaltung der Stalinallee in Berlin sowie die blutige Niederschlagung der Arbeiterproteste gegen die harten Normen. Fortan hütete sich die SED davor, hohe Arbeitsleistungen zu erzwingen – die Phase der Entstalinisierung ab Mitte der 1950er Jahre führte unter anderem zu einer stärkeren Orientierung an den unmittelbaren Bedürfnissen der Bevölkerung. Im Laufe der 1960er Jahre versiegte die Hoffnung, den Westen wirtschaftlich mittelfristig überholen zu können. Die Devise Ulbrichts lautete künftig „Überholen ohne einzuholen“.

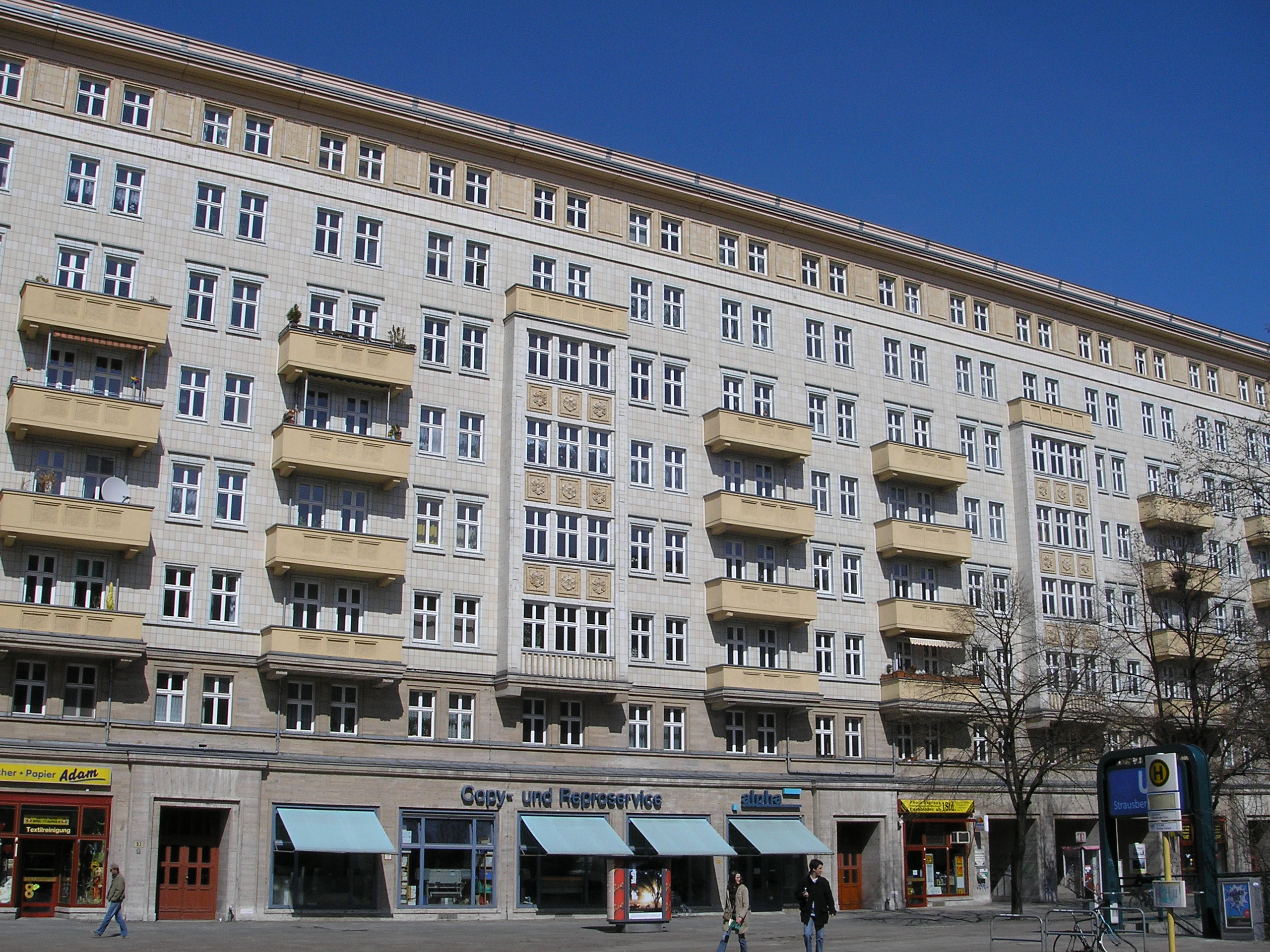
Teil der Karl-Marx-Allee in Berlin

Dennoch ergab sich während der 1950er und 1960er Jahre auch in der DDR ein deutlicher wirtschaftlicher Aufschwung. Die Konsumgüterproduktion in der DDR steigerte sich fortlaufend. So kamen auf 100 Haushalte 1960 3,2 Pkw, 1970 waren es bereits 15,6 Pkw. Die Zahl der Fernsehgeräte erhöhte sich im gleichen Zeitraum von 18,5 auf 73,6, Kühlschränke von 6,1 auf 56,4 und Waschmaschinen von 6,2 auf 53,6 Geräte pro 100 Haushalte. Durch umfangreiche Wohnungsbauprogramme konnte die Wohnsituation deutlich verbessert werden. Innerhalb des Ostblocks hatte die DDR trotz Umverteilungen durch den RGW den höchsten Lebensstandard und wurde seit den 1970er Jahren zu den bedeutenden Industriestaaten weltweit gezählt. In der Ära des Kalten Krieges war die Lage im Westen Orientierungsgrundlage sowohl für die Staatsführung als auch für die Bevölkerung. Mit dem Tempo des wirtschaftlichen Aufschwungs der Bundesrepublik konnte die DDR zum Verdruss ihrer Bevölkerung jedoch von Anfang an nicht mithalten.
Nach der Verstaatlichungskampagne von 1972 blieb die Privatwirtschaft auf Kleinbetriebe wie Fleischereien, Tischlereien etc. mit bis zu 10 Beschäftigten beschränkt, die jedoch bezüglich Materialversorgung, Steuer- und Rechtslage benachteiligt wurden und daher als wenig erfolgversprechend galten. Nach einigen Experimenten zur Verbesserung der wirtschaftlichen Konkurrenzfähigkeit mit dem Ausland war es 1970 zu einer Versorgungskrise im Inland gekommen. Mit Amtsantritt Erich Honeckers 1971 wurde unter der Losung „Einheit von Wirtschafts- und Sozialpolitik“ versucht, durch umfangreiche soziale Subventionen zu demonstrieren, dass man dennoch der fortschrittlichere Staat sei. Die Wirtschaft wurde wieder auf die Erfüllung der Konsumbedürfnisse der eigenen Bevölkerung umorientiert, unter Hintanstellung der internationalen Konkurrenzfähigkeit. So überwand man tatsächlich die 1970 ausgebrochene Versorgungskrise und sah den neuen politischen Kurs bestätigt. Mit seiner Ablehnung von Honeckers Wirtschaftsstrategie behielt Ulbricht teilweise Recht: Zur Finanzierung der stark erhöhten Konsumtion reduzierte Honecker den Anteil des Investitionsvolumens im Staatshaushalt. Die Rate der Akkumulation für produktive Investitionen ging von 16,1 % 1970 auf 9,9 % 1988 zurück. Dies erwies sich als eine verheerende Fehlentscheidung, die letztlich zur wirtschaftlichen Erstarrung der DDR führte.
Die vorhandenen Investitionsmittel wurden bei sträflicher Vernachlässigung anderer Industriezweige auf Großprojekte wie etwa die Entwicklung der Mikroelektronik konzentriert. „Zum Aufbau einer autarken mikroelektronischen Industrie gab es für die DDR keine Alternative, wollte sie einen vorderen Platz in der Gruppe der entwickelten Industrieländer behaupten.“ Bedingt auch durch die ideologisch geprägte Personalpolitik in Forschung und Entwicklung (vgl. Werner Hartmann), konnte wegen der mangelnden Innovationsfähigkeit der Zentralplanwirtschaft und der Kooperationsverweigerung im RGW dem westlichen Technologie-Embargo des CoCom nur ungenügend begegnet werden. Deshalb versuchte die SED bei der Entwicklung der Mikroelektronik- und Computerindustrie durch eine Strategie des „Nacherfindens“ diese technologischen Defizite unter breitem Einsatz geheimdienstlicher Methoden durch das MfS zu beseitigen. „Diese Strategie konnte den Rückstand zu den führenden Herstellern der Welt prinzipiell nicht beseitigen, sondern bestenfalls verringern. Letztlich aber hielten auch die technischen Möglichkeiten der DDR, Produkte der Konkurrenz zu kopieren, mit der rasanten Entwicklung nicht Schritt, […].“
Innerhalb der DDR bestand ein historisch gewachsener Unterschied zwischen dem stark industrialisierten Süden und dem agrarisch geprägten Norden. Die staatliche Strukturpolitik versuchte mit großem Aufwand, diesen Unterschied abzubauen, etwa durch die Ansiedlung von Großkombinaten wie dem Eisenhüttenkombinat Ost in Eisenhüttenstadt oder dem Petrolchemischen Kombinat (PCK) in Schwedt. Zudem wurde der Rostocker Hafen massiv ausgebaut und es entstanden mehrere Großwerften entlang der Ostseeküste. Damit einher ging eine Binnenwanderungsbewegung von den alten Industriegebieten des Südens in die stark erweiterten Städte des Nordens wie Neubrandenburg, Rostock oder Schwerin.
Das Warenangebot verblieb auf einem unverändert unbefriedigendem Niveau. Technischen Innovationen oder neuem Denken, wie etwa dem damals aufkommenden Umweltbewusstsein, konnte nicht Rechnung getragen werden. Die unflexible Mangelwirtschaft demoralisierte die Bevölkerung und im Laufe der 1980er Jahre sogar Teile der SED, wie das so genannte Schürer-Papier vom 30. Oktober 1989 belegt. Die unter Honecker vernachlässigte Exportleistung reichte längst nicht mehr aus, um die Importe zu decken. Im geheimen Schürer-Papier wurden bei der Berechnung des Schuldenstands die Guthaben der Außenhandelsunternehmen der DDR KoKo aus Gründen der Geheimhaltung nicht berücksichtigt, so dass eine weitaus höhere Verschuldung angenommen wurde als tatsächlich vorhanden war. Dies bestätigte auch Schürer selbst in späteren Veröffentlichungen. Gegenüber dem nichtsozialistischen Wirtschaftsgebiet betrug die Nettoauslandsverschuldung 19,9 Mrd. DM. Die Devisenliquidität war 1989 nach den Zahlen der Bank für Internationalen Zahlungsausgleich und der Bundesbank tatsächlich vorhanden. Gegenüber den Ländern des sozialistischen Wirtschaftsgebietes erreichte die DDR 1989 eine Netto-Gläubigerposition (Guthaben) von 6,0 Mrd. Valutamark. Hinzu kamen Verbindlichkeiten staatlicher Betriebe gegenüber dem DDR-Staatshaushalt.
Die SED-Führung befürchtete selbst eine drohende Zahlungsunfähigkeit nach den Erfahrungen der Liquiditätskrise von 1982. Diese Krise wurde 1983 durch die von Schalck-Golodkowski mit Strauß ausgehandelten Milliardenkredite überwunden und stellte die Kreditwürdigkeit bei westlichen Banken wieder her. Anschließend wurde nach dem Motto „Liquidität geht vor Rentabilität“ die Zahlungsfähigkeit der DDR gesichert. Ob die Wende durch die Gefahr einer akuten Zahlungsunfähigkeit ausgelöst oder begleitet wurde, ist in der Forschung umstritten. Nach Wolle stand das SED-Regime in seinem letzten Jahr „kurz vor der Zahlungsunfähigkeit“. Dies wird bestritten von dem Historiker Armin Volze.
Durch die Erhöhung der Exporte in die kapitalistischen Länder in den Jahren 1982–1985, die Reduzierung westlicher Importe und dank der Vergabe zweier Milliardenkredite seitens der Bundesregierung in den Jahren 1983 und 1984 sowie weiterer westlicher Transferleistungen, gelang es der Führung unter Honecker und Mittag noch einmal, der Zahlungsunfähigkeit zu entgehen. Für eine kurze Zeit konnte die SED-Spitze mit dieser Politik das Überleben der DDR sichern – auf mittlere Sicht jedoch musste sie in den Ruin führen. Nach Hans-Werner Sinn „befand sich die DDR 1989 in einem abgewirtschafteten Zustand, zur Produktivitätssteigerung oder zu Verbesserungen des Warenangebots kaum noch in der Lage. Das durchschnittliche Reallohnniveau der DDR-Bevölkerung betrug allenfalls ein Drittel des Westniveaus.“

### Produktion
Der erste Fünfjahrplan von 1951 bis 1955 verfolgte hauptsächlich das Ziel, die Kriegsfolgen zu beseitigen und die Produktion speziell der Energiewirtschaft, der Schwer- und der chemischen Industrie zu steigern. 1955 existierten in der DDR noch über 13.000 Privatbetriebe, und in der Landwirtschaft war die Kollektivierung erst 1960 abgeschlossen.
Die Produktionszahlen der DDR erreichten 1957 die doppelte Höhe des Vorkriegsstandes. Im selben Jahr wurden in der DDR 213 Mio. Tonnen Rohbraunkohle gefördert (50 Prozent der Weltförderung), 32,7 Mrd. Kilowattstunden Strom und 2,9 Mio. Tonnen Stahl (14-mal so viel wie noch 1947) produziert. In der Chemieproduktion hatte die DDR weltweit die zweithöchste Produktionsrate und war der größte Maschinenexporteur aller Ostblockstaaten. Bis 1965 stieg die Industrieproduktion auf etwa das Fünffache des Vorkriegsstandes.
Nationaleinkommen der DDR in Milliarden Mark der DDR nach vergleichbaren Preisen (Basis 1985):
| Jahr | Gesellschaftliches Gesamtprodukt | Produziertes Nationaleinkommen |
| ---- | -------------------------------- | ------------------------------ |
| 1950 | 098,186                          | 030,352                        |
| 1960 | 240,271                          | 079,379                        |
| 1970 | 405,477                          | 121,563                        |
| 1980 | 655,212                          | 193,644                        |
| 1989 | 826,978                          | 273,670                        |

### Einkommen und Konsum

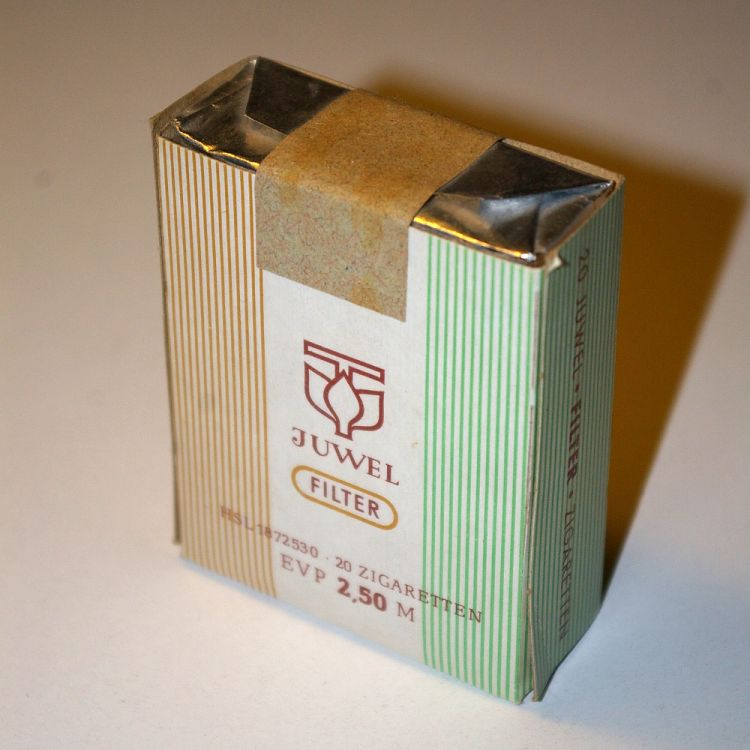
Juwel-Zigarettenpackung, 1988

#### Allgemein
Löhne und Preise unterlagen in der Regel der staatlichen Festlegung. Manche Konsumgüter, vor allem Importartikel, waren in der DDR durchgängig knapp. Essenzielle Konsumgüter waren meist ausreichend vorhanden, Produktvielfalt und Auswahlmöglichkeiten jedoch wesentlich geringer im Vergleich zur damaligen Bundesrepublik. Mit einem einheitlichen Verkaufspreis subventioniert wurden hauptsächlich Dinge des täglichen Bedarfs. Technische Geräte und andere Waren, die auch gegen Devisen exportiert werden konnten, waren dagegen (an der Kaufkraft der Bevölkerung gemessen) oft sehr teuer. Ein Farbfernseher kostete in den 1980er Jahren zwischen 3.500 und 6.900 Mark, während ein Brötchen für fünf Pfennige zu haben war. Bemerkenswert ist, dass die meisten Konsumgüter der DDR aus eigener Herstellung stammten. Allerdings wurden die besten Produkte oftmals exportiert und standen der eigenen Bevölkerung kaum oder gar nicht zur Verfügung. Ein wegen der Bürgerproteste markantes Beispiel für die Knappheit von Importwaren war die Kaffeekrise Ende der 1970er Jahre. Die Parteiführung versuchte, Devisen durch Reduzierung des Kaffeeimportes einzusparen. Wegen breiter Proteste in der Bevölkerung mussten die Maßnahmen wieder verworfen werden. In Ost-Berlin war das Warenangebot besser als in der übrigen DDR.
Die Staatsführung propagierte von Anfang an absolute Preisstabilität. Tatsächlich änderten sich die Preise der meisten Waren über die Jahrzehnte kaum bis gar nicht. Das Einkommen stieg dagegen kontinuierlich an. So verdiente ein einfacher Fabrikarbeiter im Sachsenring-Werk 1960 6.586 Mark und 1989 16.237 Mark. Da sich die Warenproduktion aber nicht äquivalent dazu entwickelte, baute sich ein massiver Kaufkraftüberhang auf. Die Bevölkerung sparte ihr Geld lieber, weil sie im verfügbaren Warenangebot keinen adäquaten Gegenwert sah. Die Verteilung der Geldvermögen in der DDR konterkarierte sozialistische Grundsätze: Etwa zehn Prozent der Konteninhaber besaßen 60 Prozent der Geldvermögen.
Der hohe Zinssatz auf Spareinlagen von über 3 Prozent verzerrte die Verhältnisse noch weiter. Der Staat sah sich unfähig, das Problem zu lösen, da er die Spareinlagen der Bevölkerung als Investitionskredite verwendete. Mit den steigenden Gehältern bzw. den stabilen Preisen wurde der Bevölkerung ein Wohlstand suggeriert, der nicht vorhanden war.

#### Einkommen
Die Einkommen einer Verkäuferin (mit etwa 600–800 Mark), eines Ingenieurs (etwa 500–1200 Mark) und eines Bauarbeiters (etwa 900–1800 Mark) unterschieden sich in der Höhe und damit auch im Sparpotenzial; die Einkommensschere klaffte aber nicht so stark auseinander wie in den westlichen Industrieländern. Gefragte Handwerker verdienten nicht selten mindestens so gut wie leitende Ärzte. Die Einkommen stiegen im Laufe der Jahrzehnte kontinuierlich an, vor allem die Gehälter einfacher Fabrikarbeiter erhöhten sich teilweise unproportional stark. So verdienten im Sachsenring-Werk der 1980er Jahre einfache Produktionsarbeiter teilweise mehr Geld als qualifizierte Meister und Diplomingenieure des Werkes. Das durchschnittliche monatliche Einkommen von Arbeitern und Angestellten in volkseigenen Betrieben stieg 1987 (1986) auf 1243 (1179) Mark; es lag in der Industrie bei 1253, in der Land- und Forstwirtschaft bei 1156 und im Handel bei 1104 Mark. Die mittelständische Privatwirtschaft, wie sie bis Anfang der 1970er Jahre in der DDR noch existierte, ermöglichte es einzelnen Personen, ein Millionenvermögen anhäufen zu können. In der DDR der 1970er und 1980er Jahre war dies durch die Verstaatlichung privater und halbstaatlicher Betriebe aber nicht mehr möglich.

#### Einzelhandel

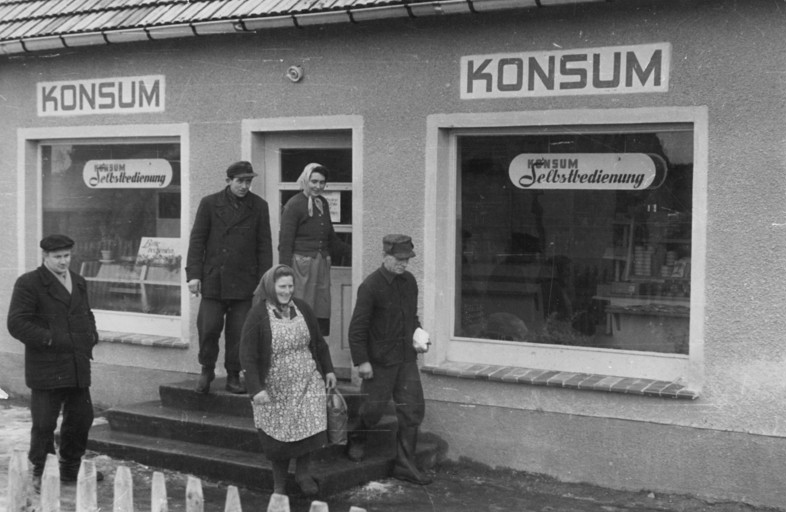
Konsum-Dorfladen, 1960

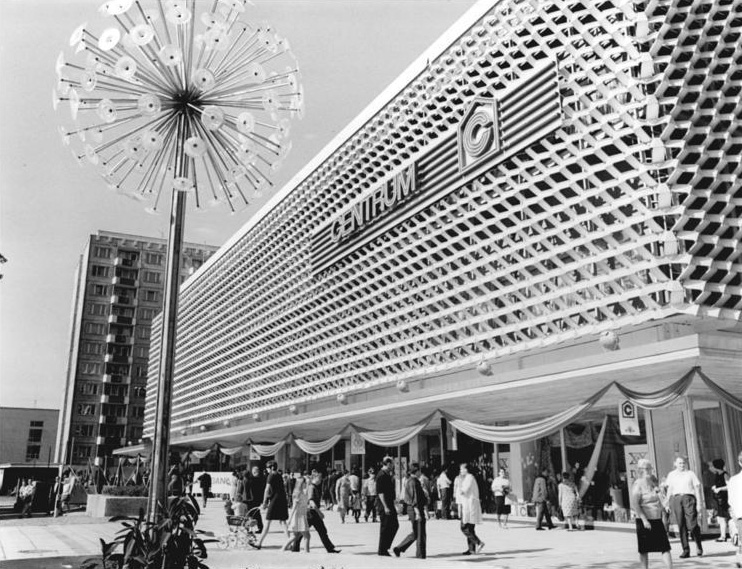
Centrum-Warenhaus Suhl, 1969

In der Nachkriegszeit spielte Geld kaum eine Rolle. Die knappen Konsumgüter wurden zentral kontrolliert und in rationierten Mengen gegen Karten an die Konsumenten verteilt. 1958 hob die DDR verbliebene Reste der Lebensmittelrationierung auf, weil die SED nach der Währungsreform im Juni 1948 in den westlichen Besatzungszonen, dem sich dort entwickelnden effizienten Wirtschaftssystem nichts entgegenzusetzen hatte. Die Wirtschaftswissenschaftler und -bürokraten der jungen DDR verkannten allerdings die Bedeutung des privaten Konsums und entwickelten die auf ein Netzwerk großer Industriebetriebe fixierte Planwirtschaft, in deren Nischen der Konsumgüterabsatz improvisiert wurde.
In Einzelhandelsläden, vor allem denen der genossenschaftlichen Konsum-Organisation sowie der HO, wurden die „Waren des täglichen Bedarfs“ vertrieben. Neben kleinen Geschäften gab es größere Selbstbedienungsläden, die „Kaufhallen“ genannt wurden. In größeren Städten wurden Waren- und Kaufhäuser eingerichtet. Die Handelsorganisation führte diese als Centrum-Warenhäuser, die Konsumgenossenschaften ihre als Konsument-Warenhäuser. „Waren des gehobenen Bedarfs“ wurden zwecks Kaufkraftabschöpfung in speziellen, konzessionierten Läden angeboten: Zunächst für Bekleidung und Schuhe die Exquisit-Läden. Fünf Jahre später wurden luxuriöse Feinkost-Geschäfte mit Nahrungs- und Genussmitteln eröffnet, die Delikat-Läden. Zur Devisenbeschaffung wurden die Intershop-Läden gegründet, die ab 1962 Importwaren oder in der DDR gefertigte Waren westlicher Marken gegen Devisen verkauften.
1969 und 1970 kam es durch die schnell gestiegenen Einkommen und Guthaben der Bevölkerung und dem schlechten Konsumgüterangebot zu einem von den Planern nicht vorhergesehenen Kaufkraftüberhang. Die zurückgestaute Inflation und das Unvermögen, weiterhin Knappheitspreise für hochwertige Erzeugnisse zu bilden, veranlassten die Regierung 1974, die bereits von DDR-Bürgern bevorrateten DM- und Devisenvorräte zu legalisieren und diese über die Öffnung der Intershops zu vereinnahmen.
Die Versorgung mit vielen Produkten unterlag großen Schwankungen. Insbesondere in den 1950er und seit den 1970er Jahren kam es immer wieder zu Versorgungsengpässen, wovon einzig Grundnahrungsmittel, Tabakprodukte und Alkohol ausgenommen waren. Alles andere war zumindest phasenweise nur als Bückware oder auf dem Schwarzmarkt zu haben: Dieser wurde gespeist durch die private Einfuhr von Konsumgütern aus der Bundesrepublik, die mit der neuen Ostpolitik der sozialliberalen Koalition in Schwung kam und schließlich einen Umfang von mehreren Milliarden erreichte. Bezahlt wurde mit DM, mit Mark der DDR zu deutlich überteuerten Preisen oder es wurde getauscht. Dieser Schwarzmarkt wurde vom Regime toleriert, weil er die Nachfrage der Bevölkerung befriedigte, die nicht zuletzt das Werbefernsehen aus dem Westen immer neu anheizte; gleichzeitig trug er dadurch zu einer Destabilisierung des Regimes bei, da er nach Einschätzung Ilko-Sascha Kowalczuks die „Sehnsucht nach dem ‚richtigen‘ Westen“ wachhielt. Ab 1978 entwickelte sich die DDR vom Bier- zum Branntweinland. Beim Spirituosenkonsum nahm die DDR ab 1975 den dritten Rang und ab 1987 den ersten Rang unter den europäischen Ländern ein.
Ab 1956 konnten Westbürger ihren Verwandten in der DDR mit Westgeld Konsumgüter aller Art im Genex-Geschenkkatalog bestellen. Genex war eine wichtige Devisenquelle für die DDR und erwirtschaftete bis zu 200 Millionen D-Mark Umsatz im Jahr.

#### Elektronik, Computer und Medientechnik
Elektronikartikel wie Radios, Kassettenrekorder, Stereoanlagen und Fernsehgeräte stammten in der Regel aus landeseigener Produktion von RFT. Diese Güter waren politisch als nicht essenziell für jedermann eingestuft und hatten als Luxusgüter entsprechend ihren Preis. Die DDR verfolgte darüber hinaus das Ziel, auch ein von westlichen Ländern unabhängiges Hard- und Software-Ökosystem aufzubauen. So konnte 1988 der erste funktionsfähige 1-Megabit-Chip U61000 präsentiert werden. Er sollte ab 1990 in Produktion gehen. Die Herstellung von Computertechnik erfolgte in den Kombinaten Robotron und Mikroelektronik Erfurt. 
Den teilweise beachtlichen Eigenleistungen zu Forschung und Entwicklung in der Mikroelektronik standen jedoch fehlende wirtschaftliche Voraussetzungen für eine Massenproduktion gegenüber. Ab Mitte der 1980er Jahre wurden neben professionellen Computern zwar auch Konsumgüter wie der Home-Computer Robotron KC 87 angeboten, aber bis zum Ende der DDR blieben die Produktionszahlen solcher Geräte eher gering. 
Während sich Kühlschränke, Waschmaschinen und Fernsehgeräte (auch Farbfernseher) in den Haushalten der DDR kontinuierlich verbreiteten, blieb die Versorgung mit Telefonen sehr gering ausgeprägt: 1989 waren lediglich 17,2 % der Haushalte mit einem Telefonanschluss ausgestattet. Bevorzugt erhielten Ärzte, Polizisten und Mitarbeiter des MfS einen privaten Telefonanschluss. Vom Ausland waren die Anschlüsse über die Ländervorwahl +37 erreichbar.

#### Verkehrsmittel

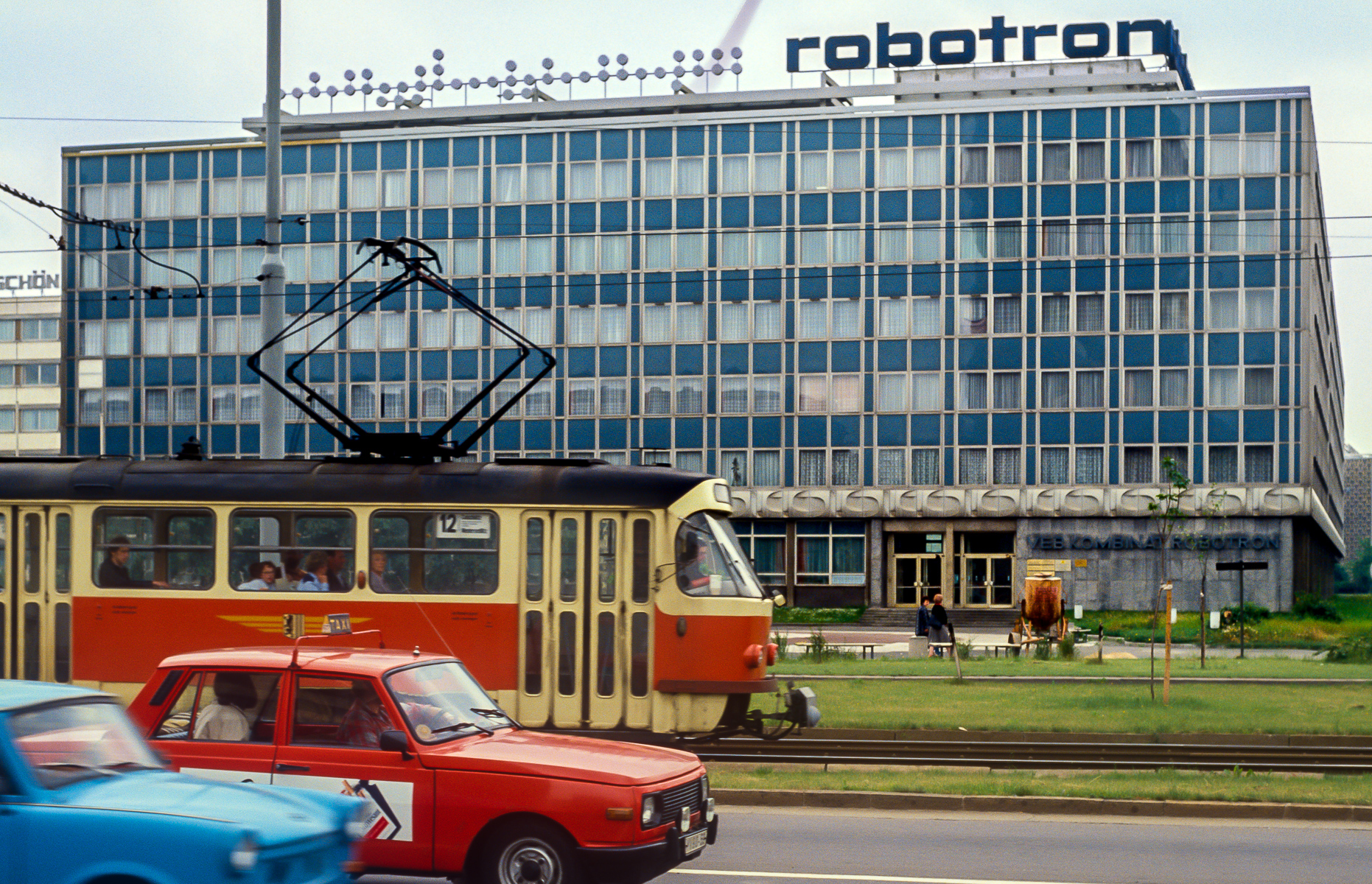
Straßenbahn Tatra T4 auf eigener Trasse neben Wartburg 353 und Trabant 601 vor dem Sitz von Robotron in Dresden

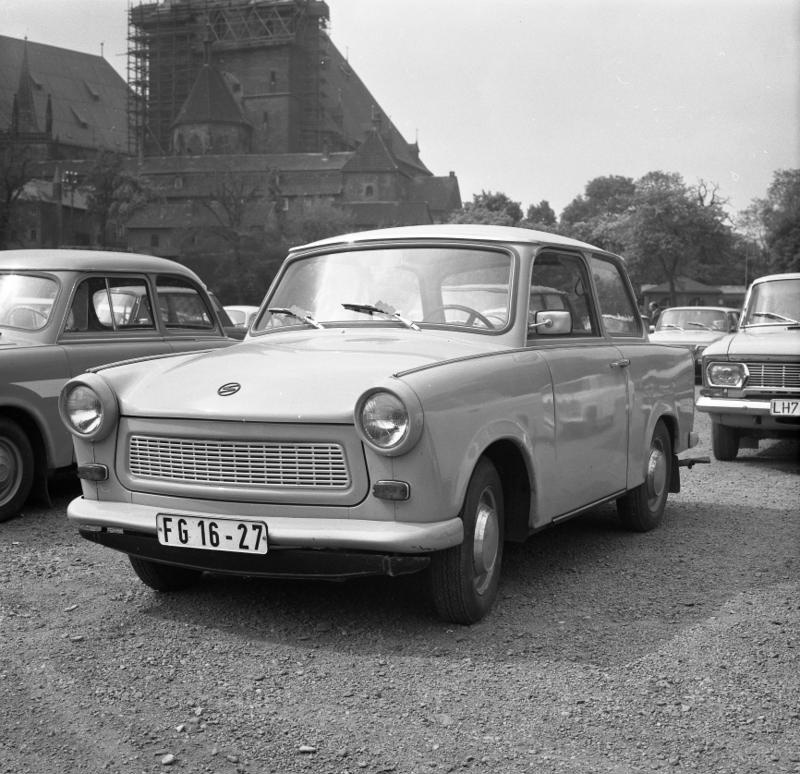
Fast jeder zweite Pkw war ein Trabant – der „Volkswagen“ der DDR.

Kfz-Kennzeichen der DDR (gültig von 1973 bis zur Wiedervereinigung 1990); bis 1973 führte sie wie die Bundesrepublik Deutschland ein D.

Die Versorgung mit Pkw nahm in der Wirtschaft der DDR keine vorrangige Rolle ein. Den Rückstand gegenüber Westdeutschland begründete man mit den ausbeuterischen Arbeitsverhältnissen im Westen, die man in der DDR nicht nötig habe, sowie mit den schwierigen Anfangsbedingungen aufgrund der deutschen Teilung und dem damit verbundenen Wegfall zahlreicher Grundstoff- und Zulieferbetriebe. Die SED kritisierte, dass sich die Bundesrepublik einseitig auf die Förderung der Automobilindustrie fokussiere. Die Pläne, den Westen bald einzuholen, wurden Mitte der 1960er Jahre aufgegeben, als die Kluft im Automobilsektor offensichtlich und unüberwindbar groß zu werden begann. Das zunehmende Verkehrschaos in westlichen Großstädten durch private Pkw sahen Verkehrsexperten der DDR als Bestätigung der Richtigkeit der Orientierung auf öffentliche Verkehrsmittel.
Kraftstoffe waren in der DDR im Vergleich zum Einkommen deutlich teurer als in der Bundesrepublik: Die Preise lagen konstant zwischen 1,40 Mark pro Liter für Diesel und etwa 1,56 Mark für Zweitaktgemisch 1:33, während die durchschnittlichen Treibstoffpreise in Westdeutschland bis Ende der 1970er Jahre im Pfennigbereich lagen und auch 1989 ein Liter Superbenzin im Schnitt nur 1,14 DM und ein Liter Diesel 0,95 DM kosteten.
Der öffentliche Personenverkehr wurde gefördert, befand sich baulich aufgrund der allgemeinen Materialknappheit jedoch teilweise in schlechtem Zustand. Unter anderem waren nach der Demontage von Gleisen als Reparationen an die Sowjetunion lediglich noch 9 % der Strecken zweigleisig. Auch die Streckenelektrifizierung wurde durch Reparationen in Form von Elektrolokomotiven und Bahnstromanlagen weit zurückgeworfen. Straßenbahnen wurden bis 1965 in der DDR von Mitgliedsbetrieben der VVB Schienenfahrzeuge Berlin wie der Gothaer Waggonfabrik produziert; seit 1965 wurden sie wegen RGW-Vorgaben aus der ČSSR importiert (von ČKD Tatra). Große Diesellokomotiven wurden aufgrund solcher Absprachen ab Ende der 1960er Jahre von der Sowjetunion geliefert. Busse wurden von den Ikarus-Werken aus der Volksrepublik Ungarn gekauft. Die Fahrpreise in öffentlichen Verkehrsmitteln waren niedrig. Besonderer Wert wurde im Gegensatz zur Verkehrsplanung der Bundesrepublik auf den Ausbau eines umfangreichen Straßenbahnnetzes gelegt. Exemplarisch ist dieser Unterschied noch heute im Straßenbahnnetz Berlins zu erkennen. Bei der Neuanlage von Wohnvierteln wurden Trassen für Straßenbahnen in der DDR stets mit eingeplant, und Straßenbahnen hatten gegenüber dem Straßenverkehr grundsätzlich Vorfahrt. Der Personenverkehr der Deutschen Reichsbahn war ebenfalls sehr preisgünstig (Grundpreis 8 Pfennig/km abzüglich zahlreicher Ermäßigungen). Der Güterverkehr wurde vorwiegend über die Schiene abgewickelt; die meisten Betriebe waren an das Schienennetz angeschlossen.
1976 machte der Trabant 47 % des Bestands an Personenkraftwagen aus. Weitere 19 % waren Wartburgs und der Rest Importwagen. Der Trabant wurde in den VEB Sachsenring Automobilwerken Zwickau gebaut, war ein Kleinwagen und wurde nach Einführung des Modells Trabant 601 seit 1964 nur noch im Detail weiterentwickelt. Die Produktionsanlagen im PKW-Sektor liefen größtenteils auf Verschleiß; Gewinne wurden kaum oder gar nicht reinvestiert. Vielversprechende Entwicklungen wie der Trabant 603 oder Wartburg 355 wurden politisch gestoppt (siehe auch RGW-Auto). Ab Ende der 1960er Jahre entfernten sich die Fahrzeugmodelle daher zunehmend vom Weltstand und veralteten, vor allem durch ihre schadstoffintensiven Zweitaktmotoren, sogar im Vergleich zu den Autos anderer sozialistischer Länder. Der Trabant mit seiner berüchtigten Abgasfahne wurde zu einem Symbol für die erstarrte Wirtschaft in der DDR.
Die Nutzfahrzeugproduktion der DDR beschränkte sich im Wesentlichen auf den Kleintransporter Barkas, den Drei-Tonner Robur und den Fünf-Tonner W 50. Größere Lastkraftwagen wurden aus anderen RGW-Staaten importiert, wie etwa Tatras, Roman, LIAZ und KAMAZ. Für den Fernverkehr wurden oftmals Volvo-LKWs eingesetzt. Der Mangel an Kleintransportern war besonders akut, daran änderten auch Importe der polnischen Żuk, der russischen UAZ-452 und der rumänischen Rocar TVs (genannt Balkanziege) wenig. Zu Transportzwecken wurden daher oft Pkw mit Anhängern genutzt. Multicar ist der einzige Kfz-Hersteller der DDR, der noch heute existiert.

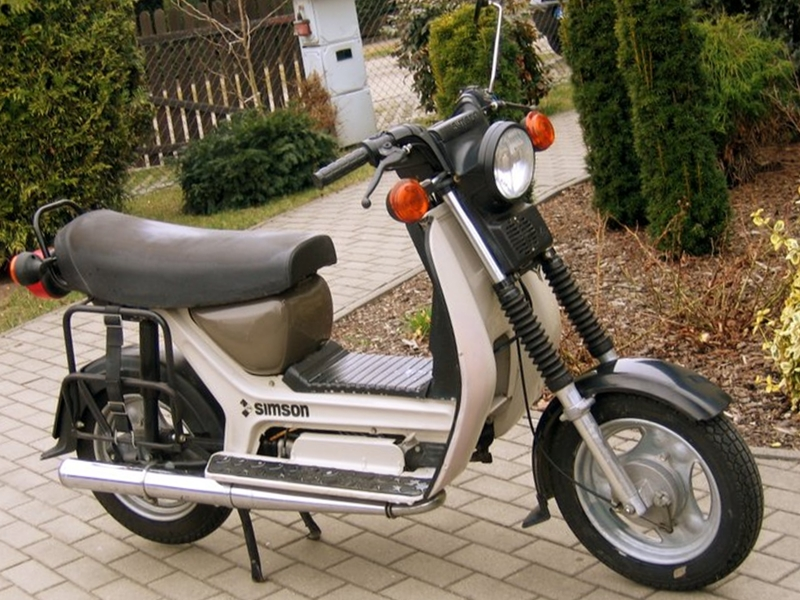
Simsonroller SR50, 1986–2002 produziert

Die DDR war ein Land der Zweiräder: Simson produzierte von 1955 bis 1990 über fünf Millionen Kleinkrafträder, die zum Großteil im Inland verblieben. Die Zahl vermittelt – gemessen an den 17 Millionen Einwohnern – einen Eindruck davon, wie weit verbreitet Mopeds damals waren. Dies hing auch mit recht freizügigen Zulassungsrichtlinien zusammen; eine kleine Fahrprüfung reichte aus, um mit 15 Jahren ein 60 km/h schnelles Moped fahren zu dürfen. Hinzu kam die Simson Suhl AWO 425 und noch einmal etwas mehr als 2,5 Millionen Motorräder von MZ aus Zschopau. Im Gegensatz zu den Personenkraftwagen hinkten die Zweiräder der DDR dem internationalen Stand nicht so weit hinterher, auch in den 1980er Jahren gab es noch fortschrittliche Produkte wie etwa das Simson SR 50.
Im Bereich Forschung und Entwicklung gelangen in der DDR auch im Motorenbau einige wegweisende Arbeiten, die jedoch meist nicht in Serie übergeführt werden konnten, darunter neben einem Elektromotorroller auf SR50-Basis die Entwicklung der elektronisch gesteuerten Common-Rail-Einspritzung, die 1985 in der DDR weltweit erstmalig im Kraftfahrzeugbetrieb erprobt wurde.
Auch sämtliche Fahrräder wurden in der DDR selbst hergestellt. Die wichtigsten Hersteller waren dabei Diamant und MIFA. Erstere galten aufgrund ihrer internationalen Rennradsporterfolge bis in die 1960er Jahre als angesehene Marke.
Das Reisebüro der DDR bot auch Flugreisen an. So kostete beispielsweise ein Flug von Leipzig-Mockau nach Barth an der Ostsee 80 Mark. Allgemein war Flugverkehr zu privaten Urlaubszwecken wenig verbreitet. Auch ferne Ziele wie die Volksrepublik Bulgarien wurden häufig mit dem eigenen Auto oder per Zug angesteuert.

#### Wohnen

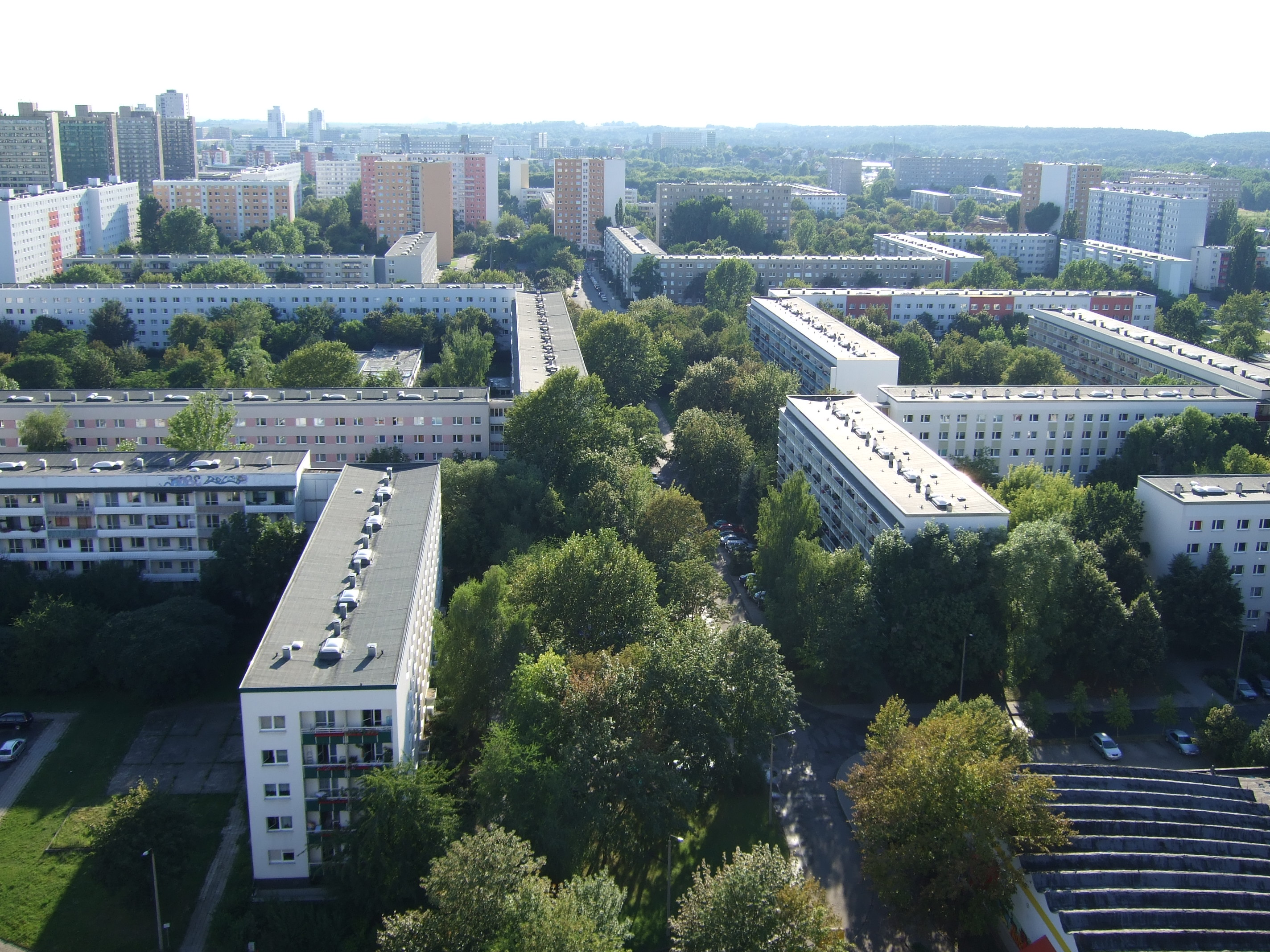
Mit dem staatlichen Wohnungsbauprogramm von 1972 wurde der Plattenbau zum wichtigsten Neubautyp erhoben.

Es gab in der DDR keinen Wohnungsmarkt. Die Wohnungen wurden vom Staat zugeteilt; Kriterien waren dabei unter anderem die Zahl der Kinder, der Personenstand, soziale Stellung sowie Mitgliedschaft und Position in der Staatspartei SED. Individuelle Wünsche ließen sich oft nur über vereinbarte Wohnungstauschs realisieren. Vor allem als unverheirateter Erwachsener ohne Kinder war es problematisch, überhaupt eine eigene Wohnung zu erhalten. Die Kaltmiete für eine Wohnung betrug je nach Ausstattung meist etwa 30, seltener bis zu 120 Mark im Monat. Dies ist, auch unter Berücksichtigung des damaligen Einkommens von durchschnittlich 1300 Mark pro Arbeitnehmer (1989), sehr wenig.
Die Kriegszerstörungen machten umfangreiche Wohnungsbauprogramme erforderlich. Ab Anfang der 1970er Jahre wurde mit der Plattenbautechnik eine hohe Rationalisierung und Standardisierung des Wohnungsneubaus erreicht. Viele Wohnkomplexe und einige ganze Stadtviertel wurden in Plattenbauweise errichtet. Da der Bedarf an neuen Wohnungen immens war, blieben individuelle Ansprüche an die Wohnkomplexe weitgehend unberücksichtigt. Trotz des umfangreichen Wohnungsneubaus gab es auch in den 1980er Jahren noch lange Wartezeiten auf Neubauwohnungen, auch deshalb, weil die Altbausubstanz zunehmend verfiel. Angesichts der Wohnungsnot nach dem Krieg kam in beiden deutschen Staaten die kostenintensive Sanierung von Altbauten zunächst nicht in Frage. Teilweise kam es auch zum Abriss noch intakter Altbauten, um Platz für kostengünstigere Neubauten zu schaffen. Während in der Bundesrepublik Ende der 1960er Jahre mit der staatlichen Städtebauförderung die Sanierung der Altstädte einsetzte, verfielen die Altstadtkerne in der DDR. Da sich die Politik in der DDR an den Zahlen der neu errichteten Wohnungen maß und die festgeschriebenen Mieten zur Instandhaltung der Gebäude nicht ausreichten, wurden oft nicht einmal undichte Dächer gedeckt und viele Altbauten wurden baufällig. Der Bedarf an Bauleistungen überstieg „deutlich das in der DDR effektiv erbrachte Bauaufkommen.“ Ernstzunehmende Schätzungen stuften 1991 20 Prozent des Gebäudebestands als „unrettbar“ ein. Viele (vor allem junge) Menschen begegneten der Diskrepanz zwischen schwer erhältlichen Neubauwohnungen und zahlreichen leerstehenden, verfallenden Altbauwohnungen durch Schwarzwohnen unter Umgehung der staatlichen Wohnraumlenkung, die auch die Belegung des Wohnraums der relativ wenigen Privatvermieter reglementierte.
Bis zur Wiedervereinigung konnten in der DDR nur selten umfassende Sanierungsmaßnahmen verwirklicht werden; Beispiele waren das 1987 aufwändig sanierte Areal Kollwitzplatz in Berlin-Prenzlauer Berg und einige Vorzeigeplätze in den Stadtkernen von Leipzig und von Weimar.
Wegen festgeschriebener Mieten und staatlicher Wohnungszuteilung waren die Wohnviertel weniger nach Einkommensgruppen homogenisiert als heute in vielen westlichen Ländern und wiesen großteils eine hohe soziale Durchmischung auf: Angehörige verschiedener sozialer Schichten wohnten oft dicht beieinander. Allerdings wurden die SED-Nomenklatura und die Mitarbeiter vieler Staatsorgane in bestimmten Wohngebieten konzentriert.
Der Bau von Einfamilienhäusern wurde bis in die 1980er Jahre wegen Materialknappheit nur in engen Grenzen ermöglicht (so gab es etwa Vorschriften zur verbauten Menge an Steinen und vorgeschriebene Haustypen abhängig von der Familiengröße); dann erfuhr der Bau durch staatliche Förderprogramme für Einfamilienhäuser einen gewissen Aufschwung. Davon abgesehen blieb es stets schwierig, privat an Baumaterial zu kommen. Der Neubau oder die Sanierung von Häusern in Eigeninitiative war mit großen Hürden verbunden. Baumärkte gab es nicht wie in der heutigen Form, sondern es gab Baustoffhandlungen des Kombinats Baustoffversorgung – VEB Baustoffversorgung Dresden u. a. und wenige nicht verstaatlichte kleine Familienbetriebe wie BHG-Läden. Diese versorgten die Bevölkerung mit Baustoffen, Werkzeug usw. Bis Anfang der 1970er-Jahre gab es nur einzelne Produkte in kleinen Fachgeschäften. Anfang der 1970er entstanden sogenannte Heimwerkerzentren (500–1000 m²) mit den Schwerpunkten Werkzeuge, Farben, Lacke, Tapeten und Kleinsteisenwaren, die allerdings mit Waren unterversorgt waren und die Nachfrage bei Weitem nicht deckten. Selbst eine Badewanne, Fliesen oder Zement privat zu beschaffen, war meist nur mit Kontakten in die staatliche Bauwirtschaft möglich. Die ungünstigen Rahmenbedingungen für Bau und Instandhaltung privater Grundstücke trugen dazu bei, dass die Preise für Grundstücke und Häuser extrem niedrig waren.

#### Medizinische Versorgung

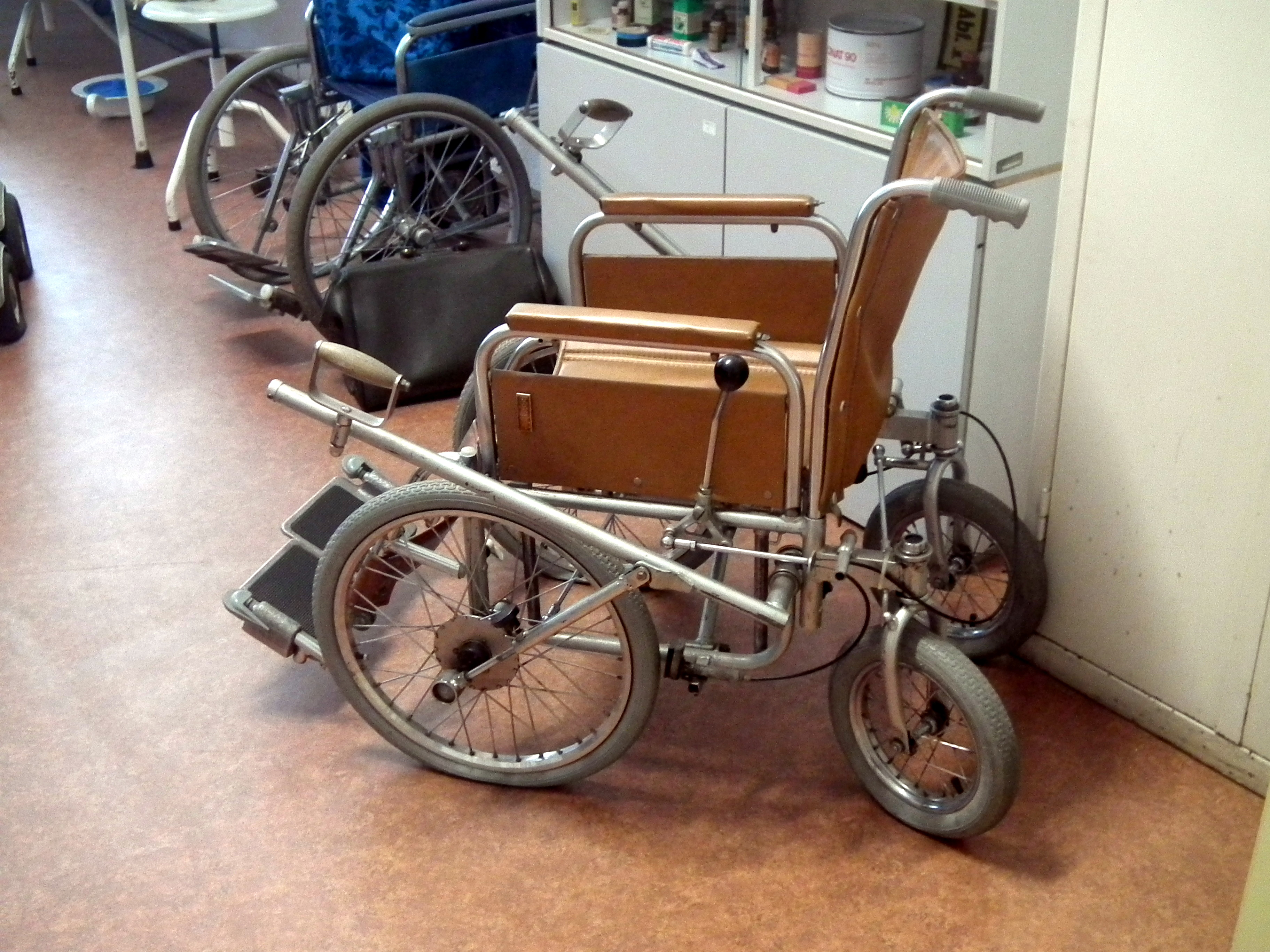
Rollstuhl mit Hebelantrieb im DDR-Museum Pirna

Das Gesundheitssystem in der DDR litt unter anderem an Devisenmangel. Versorgungs- und Ausstattungsmängel zeigten sich in erhöhtem Maße bei Rentnern und Pflegebedürftigen, allerdings war auch die damalige Versorgungsleistung in der Bundesrepublik nicht mit dem heutigen Stand vergleichbar. Die ambulante medizinische Versorgung war in Polikliniken und mittels Gemeindeschwestern organisiert. Beide Versorgungsmodelle wurden im Zuge der Wende 1989 zunächst verworfen. Später gab es Bestrebungen, beides wieder einzuführen. Die Impfpflicht wurde im Zuge der Wiedervereinigung zunächst abgeschafft und im Jahr 2019 teilweise wieder eingeführt.
Die Zahl der Ärzte betrug 1987 (1980) 40.516 (33.894), d. h. ein Arzt pro 411 Einwohner. Zahnärzte gab es 12.527 (9.709). In 541 (549) Krankenhäusern standen 167.612 (etwa 172.000) Betten zur Verfügung, d. h. 101 Betten pro 10.000 Einwohner.

#### Reisen
Die Reisefreiheit der DDR-Bürger war stark eingeschränkt. Hintergrund war die starke Tendenz zur Abwanderung vor allem qualifizierter Arbeitskräfte, der durch Beschränkungen der Reisefreiheit entgegengewirkt werden sollte. Somit verweigerte die Staatsführung bis zur Wende 1989 der Mehrheit der DDR-Bevölkerung freie Reisen in das westliche und selbst in das sozialistische Ausland. Die meisten Urlauber blieben in der DDR, bevorzugt an der Ostsee, im Thüringer Wald und im Elbsandsteingebirge. Reisen ins sozialistische Ausland unterlagen einer sehr restriktiven Genehmigungspraxis. Sie bedurften so genannter Reiseanlagen, die bei der Volkspolizei beantragt werden mussten. Lediglich in die ČSSR und zwischen 1972 und 1980 nach Polen war die Reise ohne vorherige Genehmigung möglich. Nach Abschluss eines Rechtshilfeabkommens zwischen Belgrad und Ost-Berlin zur Auslieferung abtrünniger DDR-Bürger durften jährlich 2000 auserwählte DDR-Bürger unter besonderen Sicherheitsvorkehrungen nach Jugoslawien reisen. Reisen ins nichtsozialistische Ausland konnten von DDR-Bürgern unter 65 Jahren laut der im DDR-Gesetzblatt veröffentlichten Reiseverordnung zwar beantragt werden, die Anträge wurden jedoch von der Stasi hinter den Kulissen überwiegend als „ungesetzlich“ eingestuft und abgelehnt. Ausnahmen wurden bei „dringenden Familienangelegenheiten“ gemacht, wenn eine Rückkehr in die DDR als wahrscheinlich galt, z. B. wenn Kinder oder der Ehepartner als Pfand zurückblieben. Weiterhin bestanden erleichterte Regelungen auch für Westreisen, wenn die Reise aus beruflichen Gründen erfolgte. Ab 1964 durften Rentner für mehrere Wochen im Jahr ins westliche Ausland reisen, weil deren eventuelles Fernbleiben keinen Verlust an Arbeitskräften für die DDR darstellte. Obschon die DDR den Internationalen Pakt über bürgerliche und politische Rechte und auch die Schlussakte von Helsinki unterzeichnete, änderte sich für die DDR-Bürger bis zum Mauerfall nichts. Ferner gab es den Ausreiseantrag, der jedoch nicht das Reisen im touristischen Sinne, sondern die Emigration aus der DDR zum Gegenstand hatte und ebenfalls nur teilweise und unter Schikanen bewilligt wurde.

### Gescheiterte Wirtschaftsreformen
Als die in der Ära Ulbricht beschworenen Erwartungen, man werde den Westen in der wirtschaftlichen Effizienz und beim Konsumangebot einholen und übertreffen, sich am Ende der 1950er Jahre als Illusion entpuppten, suchte man die Ursachen zunächst in einer „Überzentralisierung“. Der sollte mit dem Neuen Ökonomischen System der Planung und Leitung der Volkswirtschaft (NÖSPL) abgeholfen werden, das neue Impulse und Messgrößen der Bedarfsermittlung und Rentabilitätssteigerung vor Ort versprach. An eine Abkehr von der parteigesteuerten Planwirtschaft war dabei ebenso wenig gedacht wie an eine sozialistische Marktwirtschaft nach jugoslawischem Vorbild.
Nachdem das von Ulbricht geförderte Konzept der zielgerichteten Förderung führender Industriezweige die in Aussicht gestellten Erfolge nicht erbracht hatte, kam es unter Honecker zu einem neuerlichen Zentralisierungsschub, bei dem 1972 rund 11.800 klein- und mittelständische Betriebe, die in Privatbesitz, davon 6.700 mit staatlicher Beteiligung, existierten, enteignet wurden: „Es blieb nur ein kleiner privater Rest in Handwerk, Einzelhandel und Gastronomie […].“

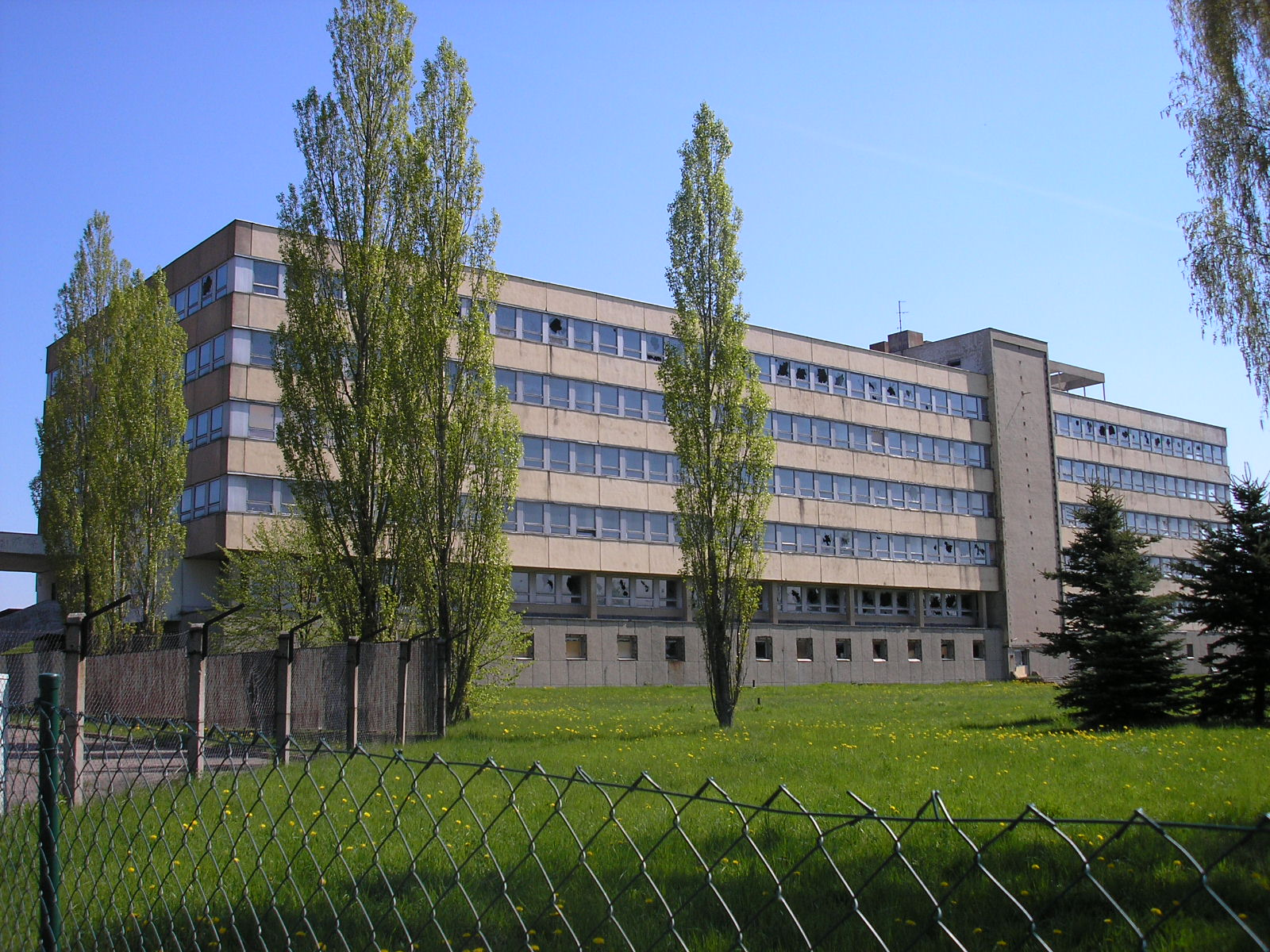
Das Verwaltungsgebäude des Kombinates Industrieglas Ilmenau, ein typisches Beispiel für Industriebauwerke dieser Zeit

Seit Ende der 1960er Jahre wurden die bis dahin zur wirtschaftlichen Vernetzung üblichen Vereinigungen Volkseigener Betriebe zunehmend abgelöst durch Kombinate, in denen zu Rationalisierungszwecken die Bereiche Produktion, Forschung, Entwicklung und Absatz eines bestimmten VEB-Segments zusammengefasst und mit einer einheitlichen Leitung versehen wurden. Die damit häufig verbundene hohe Fertigungstiefe ging auf Kosten einer stärkeren Arbeitsteilung, Effizienz und Produktivität. Grundlegende Mängel konnten auf diesem Wege nicht behoben werden. Hans-Ulrich Wehler erwähnt zudem das Fehlen von Ressourcen für eine modernisierte Ausrüstung, was in vielen Betrieben zu Verschleiß- und Reparaturproblemen geführt habe. Diese hätten Arbeitsunfälle und zusammen mit häufig ausbleibenden Materiallieferungen einen Ausfall von Arbeitsstunden zur Folge gehabt.
Nicht nur die Industrieproduktion lag bereits in den 1970er Jahren deutlich hinter den Erwartungen der Planer. So mussten im Zeitraum von 1971 bis 1981 für rund 15 Milliarden Valutamark Getreide und Futtermittel aus dem NSW importiert werden, da die Landwirtschaft, u. a. wegen schlechter Ernten (1969) und der weiteren Umgestaltung, keine Überschüsse mehr produzierte. Ende der 1970er Jahre erfolgte eine weitere Spezialisierung der Landwirtschaft. Die sowohl horizontale als auch vertikale Integration konnte bei vergleichsweise hohem Personalbestand nur geringe positive Skaleneffekte vorweisen. Diese Industrialisierung der Landwirtschaft bewirkte zudem ökologische Nebenfolgen wie Bodenerosion, hohes Gülleaufkommen und Grundwasserbelastung. Dabei litten die landwirtschaftlichen Betriebe ebenso wie die Kombinate an Kapital- und Investitionsmangel; verschlissene Anlagen konnten nur schleppend ersetzt werden, da landwirtschaftliche Maschinen ein wichtiges Exportgut waren. Im Systemvergleich der Agrarproduktion zeigte sich, dass in der DDR die Anreize eines funktionierenden Kapitalmarktes genauso fehlten wie aufgrund der hoch subventionierten Grundnahrungsmittel Preissignale am Nachfragemarkt.
Mit der auf dem VIII. Parteitag der SED 1971 beschlossenen Neuausrichtung zur Einheit von Wirtschafts- und Sozialpolitik stellte Honecker bereits zu Beginn seiner Amtszeit die Weichen für ein kostenintensives Programm erweiterter Konsumangebote und sozialer Leistungen (die „zweite Lohntüte“), die den Staatshaushalt der DDR auf Dauer teuer zu stehen kamen und die Staatsverschuldung fortlaufend in die Höhe trieben. Der Schürer-Bericht vom Oktober 1989 zog die Bilanz dieser Entwicklung:

„Im Zeitraum seit dem VIII. Parteitag (1971) wuchs insgesamt der Verbrauch schneller als die eigenen Leistungen. Es wurde mehr verbraucht als aus eigener Produktion erwirtschaftet wurde zu Lasten der Verschuldung im NSW, die sich von 2 Mrd. VM 1970 auf 49 Mrd. VM 1989 erhöht hat. Das bedeutet, daß die Sozialpolitik seit dem VIII. Parteitag nicht in vollem Umfang auf eigenen Leistungen beruht, sondern zu einer wachsenden Verschuldung im NSW führte.“

Die erste Ölkrise in den 1970er Jahren traf die DDR-Wirtschaft nicht unmittelbar. Anfangs profitierte die DDR sogar von der verzögerten Anpassung der Ölpreiserhöhungen im RGW-Handel, da sie über die Veredlung sowjetischen Erdöls mehr Devisen im Westen erwirtschaften konnte. In diese Zeit fallen auch die stärkste Wirtschaftsleistung der DDR sowie wichtige außenpolitische Erfolge und internationale Anerkennung. Zugleich wuchsen die Ausgaben für Honeckers Sozialpolitik ab 1972 ungleich stärker als das Nationaleinkommen. Als die Sowjetunion wegen eigener wirtschaftlicher Probleme dann 1981/82 ihre Rohöl-Liefermengen zu Vorzugspreisen von 19 auf 17 Mio. Tonnen verminderte, war die DDR wieder zunehmend auf die heimische Braunkohle angewiesen: eine zusätzliche Umweltbelastung.
Der wachsenden Devisennot suchte man durch Devisenbeschaffungsmaßnahmen beizukommen, etwa durch die Förderung von Außenhandelsbetrieben, durch Intershops und durch die Einnahmenerhöhung aus dem westlichen DDR-Besuchern aufgezwungenen Mindestumtausch. Dabei ging die Exportförderung zunehmend auf Kosten des inländischen Angebots an Konsumgütern und zu Lasten der betrieblichen Modernisierungsinvestitionen. Einen Sonderzweig der Devisenbewirtschaftung bildete der Bereich Kommerzielle Koordinierung, der von Schalck-Golodkowski geleitet wurde und spezielle Verbindungen zum westlichen Ausland unterhielt. Die Aktivitäten erstreckten sich auf verschiedenste Felder. Man enteignete Kunst- und Antiquitätenbesitzer in der DDR und verkaufte die Sammlungsgegenstände im Westen. Weitere Deviseneinnahmen wurden aus dem Handel mit Blutspenden erzielt, zu denen DDR-Bewohner aus Solidarität mit auswärtigen Befreiungsbewegungen angehalten wurden. Selbst die Lagerung und Entsorgung von westdeutschem Müll und Giftstoffen auf DDR-Gebiet wurde gegen Devisen ermöglicht. Als besonders einträglich in diesem Sinne erwies sich nicht zuletzt der Häftlingsfreikauf, bei dem die Bundesrepublik Deutschland der DDR für die Freilassung und Übersiedlung regimekritischer Häftlinge erkleckliche Summen zahlte. Im Zeitraum zwischen 1964 und 1989 wurden für insgesamt 33.755 Häftlinge mehr als 3,4 Milliarden DM aufgebracht. Auch Rüstungsexporte, etwa nach Afrika und in den Mittleren Osten wurden zur Devisenbeschaffung eingesetzt.
Besondere Anstrengungen unternahm die DDR-Führung ab 1977 beim Aufbau einer eigenen Mikroelektronikindustrie mit militärischem Anwendungsschwerpunkt, in die man bis 1990 etwa 15 Milliarden DDR-Mark investierte. Die Sowjetunion nahm aber die Rüstungsprodukte ab Mitte der 1980er Jahre nicht mehr ab, und die Umstellung auf rein zivile Produktion führte wegen boykottbedingter mangelnder Verfügbarkeit westlicher Basistechnologien zu absurden Kostenstrukturen.
Auch bei dem zentralen sozialpolitischen Vorhaben der Wohnraumschaffung blieb die DDR-Führung hinter den gesetzten Zielen deutlich zurück. Die Zahlenangaben etwa bei der Übergabe 1984 der zweimillionsten Neubauwohnung seit Beginn des Wohnungsbauprogramms 1973 sowie der dreimillionsten Wohnung durch Honecker 1988 waren gefälscht. In Wirklichkeit waren nur etwa zwei Drittel der besagten Neubauwohnungen geschaffen worden, während gleichzeitig die Substanz der Altbauten in Städten und Dörfern unsaniert mehr und mehr verfiel.
Die staatlichen Investitionsprogramme konnten ein immer weiteres Zurückfallen der DDR-Wirtschaft hinter den technischen Fortschritt nicht verhindern. Negativ wirkte sich hierbei vor allem die Ineffektivität der Planwirtschaft sowie die Innovationsschwäche der DDR-Wirtschaft aus. Alle wirtschaftlichen Reformbemühungen, die seit der Ära Ulbricht dem Überholen der Bundesrepublik gegolten hatten, blieben vergeblich. Der Vergleichswert in Bezug auf das reale Bruttoinlandsprodukt je Einwohner, das 1950 in der DDR noch bei 50 Prozent im Verhältnis zur Bundesrepublik gelegen hatte, lag 1985 nur mehr bei 36 Prozent. Am Ende betrug der Modernisierungsrückstand der DDR-Wirtschaft im innerdeutschen Vergleich laut Klaus Schroeder mindestens 20 Jahre. Unmittelbar vor seiner Absetzbewegung nach Westdeutschland prophezeite Schalck-Golodkowski dem Vorsitzenden der SED-Parteikontrollkommission, Werner Eberlein, Anfang Dezember 1989 brieflich, dass zum Jahresende oder bald danach die Zahlungsunfähigkeit der DDR eintreten werde. Die tatsächliche Auslandsverschuldung war der Wirtschaftsführung aufgrund der DDR-internen Informationsverschleierung nicht bekannt. Wegen geheim gehaltener Außenstände und Devisenreserven, die unter anderem vom Bereich Kommerzielle Koordinierung angelegt worden waren, wurde sie von Schürer seinerzeit deutlich zu hoch angesetzt.
Auch die finanzielle Ausstattung der Betriebe war in den 1980er Jahren zunehmend ungünstig. Honeckers ‘Konsumsozialismus’ hatte die Gewinne der Betriebe großzügig in den Staatshaushalt eingestellt und ihnen Investitionen, einschließlich solcher für betriebsfremde Leistungen wie z. B. FDGB-Ferienheime, als Kredite in Rechnung gestellt. So beliefen sich die Schulden der volkseigenen Betriebe bei der Staatsbank 1989 auf 260 Milliarden Mark. Zudem führte steigender Reparaturaufwand zu sinkenden Ersatzinvestitionen und daher zu Kapitalverschleiß. Weitere betriebsfremde Leistungen wie Betriebskampfgruppen (KG) und Betriebsparteiorganisationen (BPO) blähten die Verwaltungen unnötig auf und belasteten die Betriebe zusätzlich. Ein selbsttragender Aufschwung in der DDR wäre daher nur mit extremer Konsumeinschränkung möglich gewesen.

„Der ökonomische Kollaps deutete sich 1981 an und wurde 1983 offensichtlich. […] Ohne die Wiedervereinigung wäre die DDR einer ökonomischen Katastrophe mit unabsehbaren sozialen Folgen entgegengegangen, weil sie auf Dauer allein nicht überlebensfähig war. […] Die DDR-Industrie wäre niemals aus eigener Kraft wieder auf die Beine gekommen.“

### Arbeits- und Sozialrecht
Typisch für sozialistische Gesellschaften war die Regelung eines einheitlichen Arbeitsrechts. Es basierte auf Rechten und Pflichten des Individuums gegenüber der Gesellschaft (nicht also auf Vertragsfreiheit etwa im Sinne des BGB); siehe hierzu das Arbeitsrecht in der DDR. In der DDR gab es das Recht auf Arbeit und die Pflicht, zu arbeiten, festgeschrieben in Art. 24 der Verfassung der DDR. Wer sich dieser Pflicht entzog, galt als asozial und erfüllte damit nach § 249 StGB ab dem 16. Lebensjahr einen Straftatbestand.
Die Sozialversicherung, einschließlich Kranken- und Rentenversicherung, war für Arbeiter und Angestellte als einheitliche Pflichtversicherung der Sozialversicherung des FDGB zugeordnet sowie für selbstständige Unternehmer der Staatlichen Versicherung der DDR.

### Außenhandel

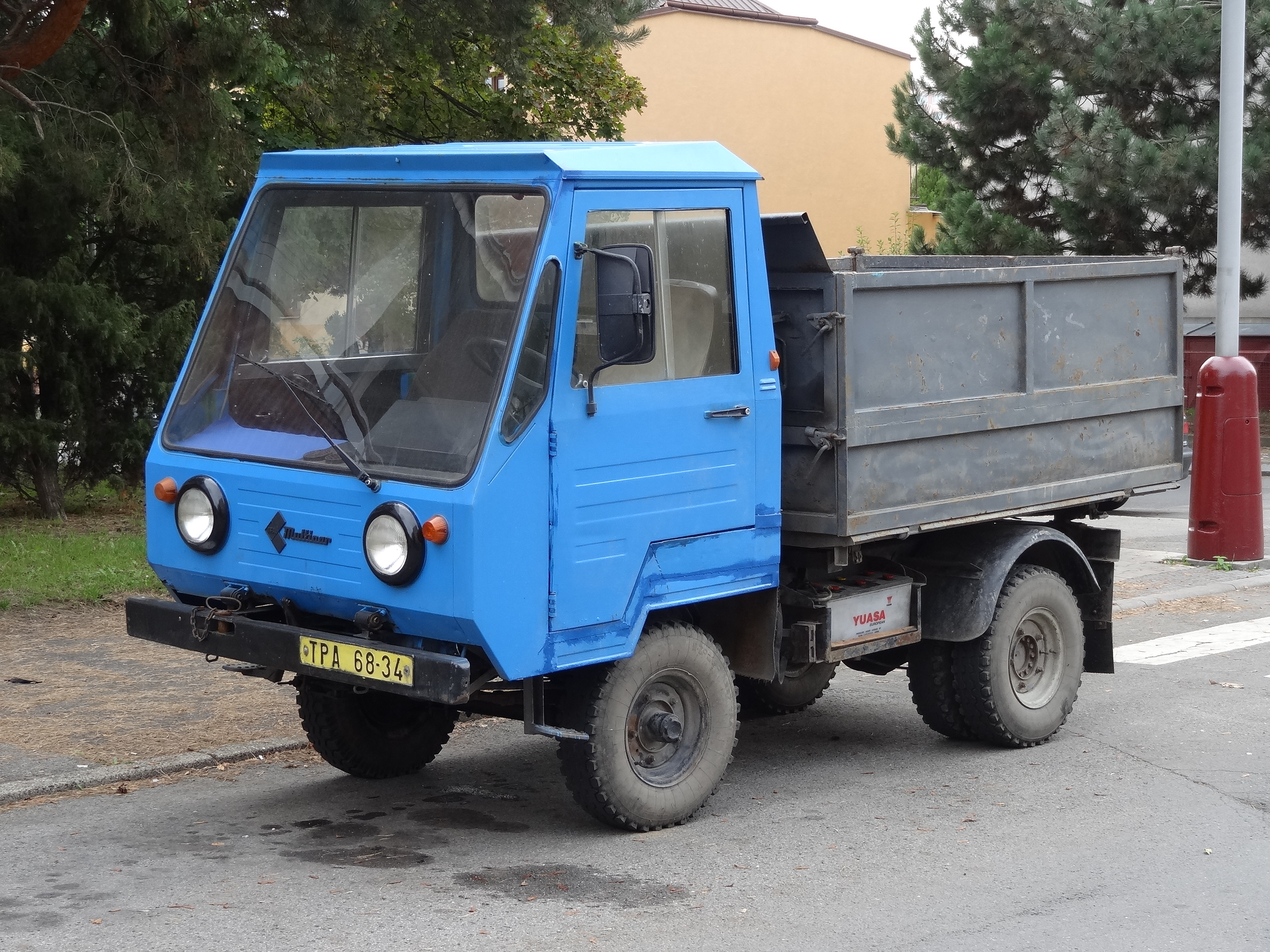
Multicar

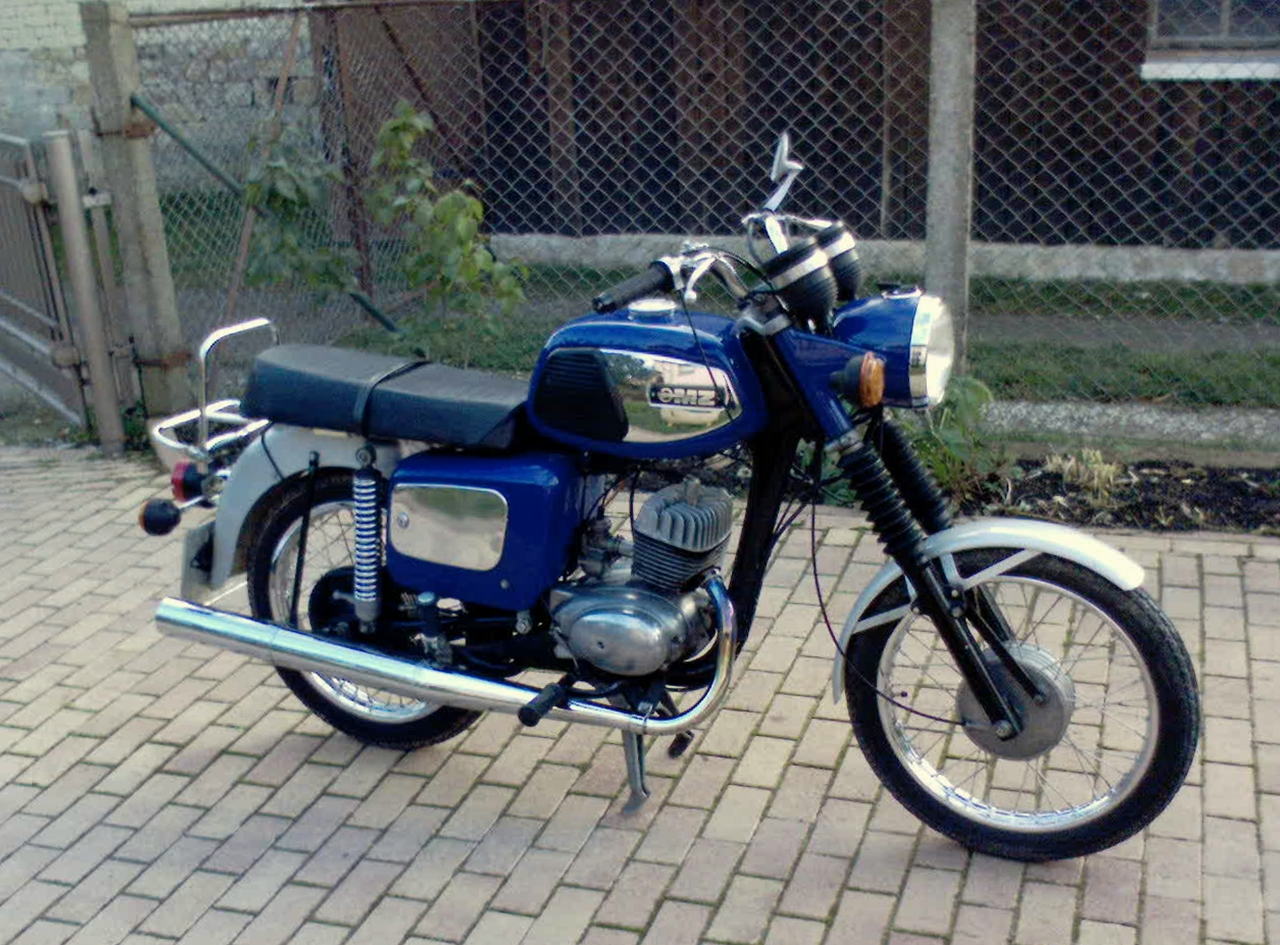
MZ-Motorrad

Die DDR war als hochindustrialisiertes Land auf den Import diverser Waren, Nahrungsgüter und Rohstoffe angewiesen. Die Mark der DDR war eine Binnenwährung, das heißt nicht frei konvertibel in andere Währungen. Einkäufe außerhalb des Ostblocks musste die DDR mit konvertiblen Währungen (Devisen) bezahlen. Eine Alternative waren Tauschgeschäfte. Die Außenhandelsvolumina der DDR nahmen im Lauf der Jahre zu (Angaben in Milliarden Valutamark, effektive Preise):
| Jahr | Außenhandels- umsatz gesamt | davon in RGW-Länder | davon in Entwicklungs- länder | davon in westliche Industrieländer |
| ---- | --------------------------- | ------------------- | ----------------------------- | ---------------------------------- |
| 1950 | 3,678                       | 2,660               | 0,014                         | 1,004                              |
| 1960 | 18,487                      | 13,799              | 0,791                         | 3,897                              |
| 1970 | 39,597                      | 28,340              | 1,601                         | 5,346                              |
| 1980 | 120,101                     | 79,810              | 7,331                         | 32,960                             |
| 1988 | 177,337                     | 122,549             | 5,889                         | 48,898                             |

Eines der Hauptprobleme der DDR-Volkswirtschaft war, dass Exporte in das „Nichtsozialistische Wirtschaftsgebiet“ (NSW) mit enormem Aufwand subventioniert werden mussten. So verdoppelte sich zwischen 1980 und 1988 der Exportaufwand, da die Grund- und Rohstoffpreise auf dem Weltmarkt stark angestiegen waren und in die eigene Volkswirtschaft nicht ausreichend investiert wurde. Der Produktivitätsabstand zwischen Westeuropa und der DDR wuchs weiter an. Zudem hatte die DM (= Valutamark) in der Zwischenzeit gegenüber dem US-Dollar stark aufgewertet.
Die wichtigsten Außenhandelspartner waren die Sowjetunion und die Bundesrepublik. Die vergleichsweise kleine DDR war mit einem Anteil von 11 Prozent am Außenhandel der Sowjetunion deren größter Handelspartner. Umgekehrt betrug der sowjetische Anteil am DDR-Außenhandel 40 Prozent. Der Warenaustausch mit der Sowjetunion wuchs von 1,5 Milliarden Valutamark (1950) über 7,9 Milliarden Valutamark (1960) und erreichte im Jahr 1987 einen Wert von 71 Milliarden Valutamark. Während in den ersten Jahren nach dem Zweiten Weltkrieg noch Reparationsleistungen darunter fielen, entwickelte sich bald unabhängig davon ein reger Warenaustausch. Der gründete sich auf die industrielle Leistungsfähigkeit wie auch auf den Rohstoffbedarf der DDR; denn diese war im geteilten Deutschland z. B. von Steinkohlelieferungen aus dem Ruhrgebiet und Oberschlesien abgeschnitten und musste diese mit Braunkohlenhochtemperaturvergasung ersetzen. Die DDR war im RGW – neben der heimischen Braunkohle – vor allem auf Erdöl aus der UdSSR als Basis ihrer Energiewirtschaft und chemischen Industrie angewiesen. Die Sowjetunion ihrerseits hatte einen bedeutenden Bedarf an Industrie-, Konsum- und (auch militärischen) Elektronikgütern.
Mit dem Beitritt der DDR in den RGW im Herbst 1950 wurde versucht, die Volkswirtschaften der Mitgliedsländer arbeitsteilig zu koordinieren und durch wechselseitige Spezialisierung und Kooperation Mangelerscheinungen zu beseitigen. Die DDR-Wirtschaft hatte unter anderem die Aufgabe, den Industrialisierungsbedarf der Sowjetunion zu decken. Dies betraf die Infrastruktur, landwirtschaftliche Maschinen und Transportausrüstungen, Schiffe, Reisezugwagen, Werkzeugmaschinen und Krane. Darüber hinaus lieferte die DDR über die dafür gegründete Wismut AG Uranpechblende in die UdSSR, die für die Atomwaffenproduktion eingesetzt wurde. Der 1983 gefasste Entschluss, im Rahmen der so genannten Mikroelektronikinitiative die Militärindustrie und Rüstungsexporte erheblich zu erweitern, kam aufgrund der Politik Gorbatschows nicht mehr zum Tragen.
15 Prozent des DDR-Außenhandelsvolumens wurden zollfrei im so genannten Interzonenhandel mit der Bundesrepublik abgewickelt und getauscht. Die DDR ermöglichte damit Technologietransfer aus dem Westen in die Sowjetunion und konnte indirekt auch auf den westeuropäischen Markt zugreifen.
An diesen zum Teil illegalen Einfuhren, die auch rüstungsrelevante Güter beinhalteten und westliche Embargobestimmungen umgingen, waren der Bereich Kommerzielle Koordinierung und das MfS ebenso beteiligt wie an Ausfuhren in die Bundesrepublik. Der Handel mit Westdeutschland bot der DDR beachtliche Exportchancen. Auf diesem Weg konnte sie Waren aus eigener Produktion und aus anderen sozialistischen Staaten, entgegen dem Handelsabkommen mit Westdeutschland (Berliner Abkommen/Ursprungslandbindung), bevorzugt in die Bundesrepublik Deutschland und in EWG-Partnerstaaten der Bundesrepublik liefern. Dabei bediente sie sich illegaler Methoden, wie Schmuggel, Fälschung von Ursprungszeugnissen usw.
Dadurch entstand eine paradoxe Situation. Einerseits propagierte die SED die Zugehörigkeit der DDR zum RGW, dessen herausragende Bedeutung sowie die Überlegenheit des planwirtschaftlichen Systems gegenüber dem Kapitalismus. Andererseits förderte sie insgeheim ihren Westhandel, vor allem jedoch den lukrativen innerdeutschen Handel. Um diesen „Spagat zwischen Ökonomie und propagierter Ideologie“ zu verschleiern und sich vor einer Maßregelung durch die UdSSR zu schützen, gab die DDR ihre Umsätze im Handel mit der Bundesrepublik zu niedrig an. In den 1970er Jahren profitierte die DDR durch ihre Westverbindungen erheblich vom Zwischenhandel mit sowjetischem Rohöl und davon abgeleiteten Chemierohstoffen und Treibstoff.
Zu den knappen und für die Verbraucher relativ teuren Importgütern gehörte Kaffee. Die Einstellung der sowjetischen Kaffeelieferungen 1954 führte zu einer der ersten DDR-Versorgungskrisen. Bis in die 1970er Jahre entwickelte sich Kaffee zu einem der wichtigsten Posten im Budget vieler DDR-Haushalte. Eine Stütze der Kaffeeversorgung für DDR-Bewohner mit persönlichen Verbindungen in die Bundesrepublik waren über lange Zeit die entsprechend bestückten „Westpakete“. Der durch Missernten ausgelöste Anstieg der Weltmarktpreise 1977 bewirkte in der DDR ein merklich verringertes Kaffeeangebot. Drastische Preiserhöhungen und der gescheiterte Versuch, der Bevölkerung ersatzkaffeehaltige Kaffeemischungen schmackhaft zu machen (→ Kaffeekrise in der DDR), führten zu breiten und ungewohnt heftigen Protesten der Bevölkerung und zu einem erheblichen Gesichtsverlust der politischen Führung, die zuletzt doch wieder in den Kaffeehandel zu Weltmarktkonditionen einstieg.

## Technik und Wissenschaft

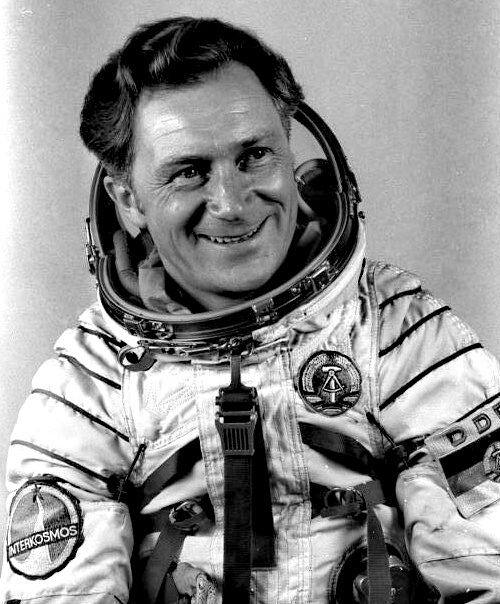
Sigmund Jähn, DDR-Kosmonaut und 1978 der erste Deutsche im Weltraum

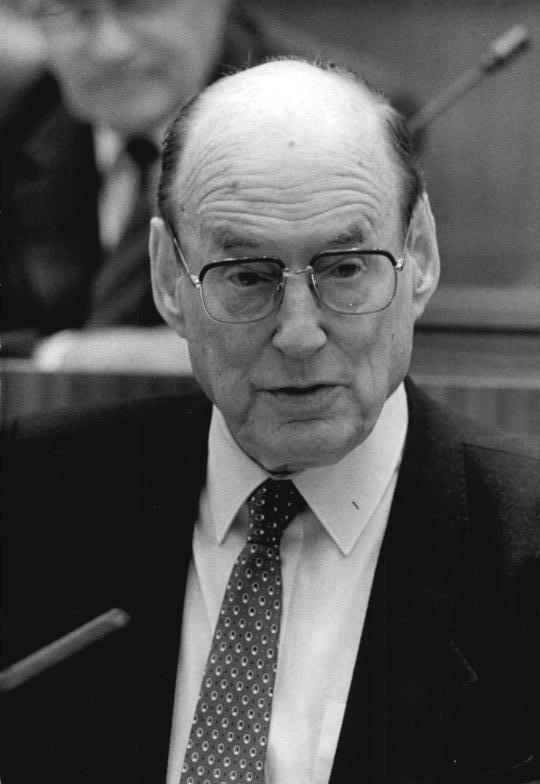
Manfred von Ardenne bei der Volkskammertagung 1986

Als Industrieland versuchte die DDR, sich auf vielen industriellen und technischen Gebieten vom Westen unabhängig zu machen und ihre technischen Aufgaben im Rahmen des RGW und der „sozialistischen Integration“ zu erfüllen. Eine wesentliche Rolle spielten dabei Wissenschaftler und Techniker der DDR. Bekannte Namen in diesem Bereich sind zum Beispiel der Erfinder Manfred von Ardenne, der Kosmonaut Sigmund Jähn und der Molekularbiologe Jens Reich. Auf einigen Gebieten, wie beispielsweise der Entwicklung leistungsfähiger Computer, waren beachtliche Erfolge zu verzeichnen. Die Forschung und Wissenschaft in der DDR war vornehmlich anwendungsorientiert und praxisbezogen.

## Verkehr
Fahrzeuge des Verkehrs siehe: Verkehrsmittel in der DDR

## Kultur, Bildung, Sport
Kultur und Bildungswesen in der DDR wurden im Sinne der Staatsdoktrin intensiv gefördert und stark reglementiert. Die Verfassung von 1968 propagierte eine sozialistische Kultur, das kulturvolle Leben der Werktätigen und eine enge Verbindung der Kulturschaffenden mit dem Leben des Volkes. „Körperkultur, Sport und Touristik als Elemente der sozialistischen Kultur dienen der allseitigen körperlichen und geistigen Entwicklung der Bürger.“
Abseits des offiziellen DDR-Kulturbetriebs entstanden jedoch auch Subkulturen, die der staatlichen Zensur nur eingeschränkt zugänglich waren. In privaten Zirkeln organisiert, boten sie Rückzugs- und Entfaltungsräume, die für das DDR-Alltagsleben teilweise den Eindruck einer „Nischengesellschaft“ entstehen ließen.

### Kultur

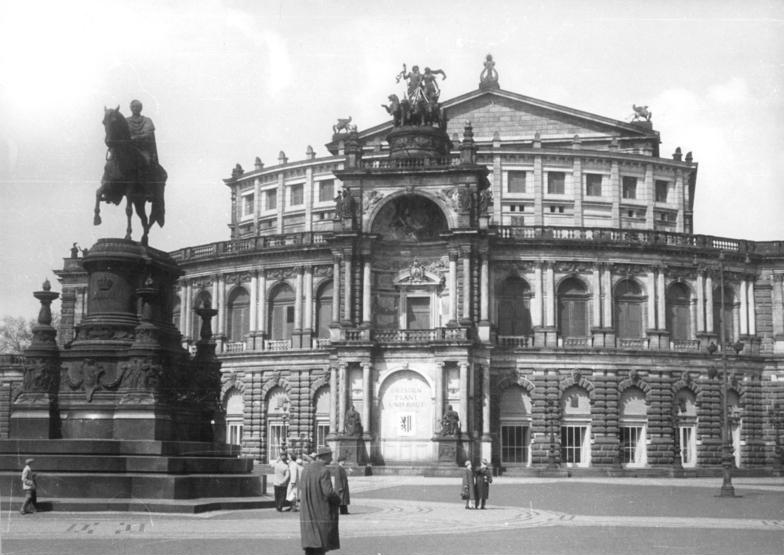
Semperoper, 1960

In dem von der SED stark gelenkten Kulturleben der DDR wechselten sich während der vier Jahrzehnte ihres Bestehens mehrmals Phasen der Öffnung mit solchen rigider Bevormundung ab. In der Sowjetischen Besatzungszone ging es noch hauptsächlich um die Überwindung der faschistischen Barbarei, der man den Kulturbund zur demokratischen Erneuerung Deutschlands (KB) entgegensetzte. Mit dem Aufbau des Sozialismus wurde auf kulturellem Gebiet ein Sozialistischer Realismus eingefordert, der „wahrheitsgetreue, historisch konkrete Darstellung der Wirklichkeit in ihrer revolutionären Entwicklung“ zum Ziel haben sollte. Der 1958 begonnene Bitterfelder Weg stellte eine besonders breit angelegte Form der Zielannäherung dar, indem sich gemäß der Parole: „Greif zur Feder, Kumpel, die sozialistische Nationalkultur braucht dich!“, eine kulturpolitische Massenbewegung der Arbeiterklasse nach Ulbrichts Vorgaben auch literarisch ans Werk machen sollte. Namengebend für diese Ausrichtung war der Bezug zu den der SED-Führung seinerzeit besonders wichtigen DDR-Chemiestandorten um Bitterfeld, deren Arbeitswelt nun von den Werksarbeitern selbst im sozialistischen Geist dargestellt werden sollte. Da die Ergebnisse der Kampagne den Erwartungen qualitativ nicht entsprachen, distanzierten sich die DDR-Verantwortlichen später wieder von dem Ansatz, die sozialistische Kunst und Literatur von den Werktätigen selbst hervorbringen zu lassen. Trotz der Abkehr von dieser Kampagne gründete man ab den 1960er Jahren Bezirkskulturakademien und andere Spezialschulen für die Volkskunstförderung in den Bezirken. In der DDR-Spätphase der 1980er Jahre wurden die Bewahrung und die Auseinandersetzung mit dem bürgerlich-humanistischen Erbe kulturpolitisch aufgewertet, etwa im Zusammenhang mit dem Lutherjahr 1983 oder mit der 750-Jahr-Feier Berlins 1987.
Gab es 1957 allein 86 Theater, 40 Sinfonieorchester, 11.092 Bibliotheken, 284 Heimat-, Kunst- und Naturkundemuseen, 803 Kulturhäuser, 451 Klubhäuser, 6 hauptberufliche Volkskunstensembles und 3078 Kinos, so zählte man 1989 17.391 staatliche, Gewerkschafts- und wissenschaftliche Bibliotheken, 861 Kultur- und Klubhäuser, 112 Musikschulen, 217 Theater, 87 Orchester, 805 Kinos, 10 Kabaretts, 751 Museen und 117 zoologische oder Heimattiergärten. Die berühmte, im Zweiten Weltkrieg zerstörte Dresdner Semperoper konnte im Jahr 1985 wiedereröffnet werden. Der Friedrichstadt-Palast in Berlin ist der letzte große Prachtbau, der in der DDR errichtet wurde.

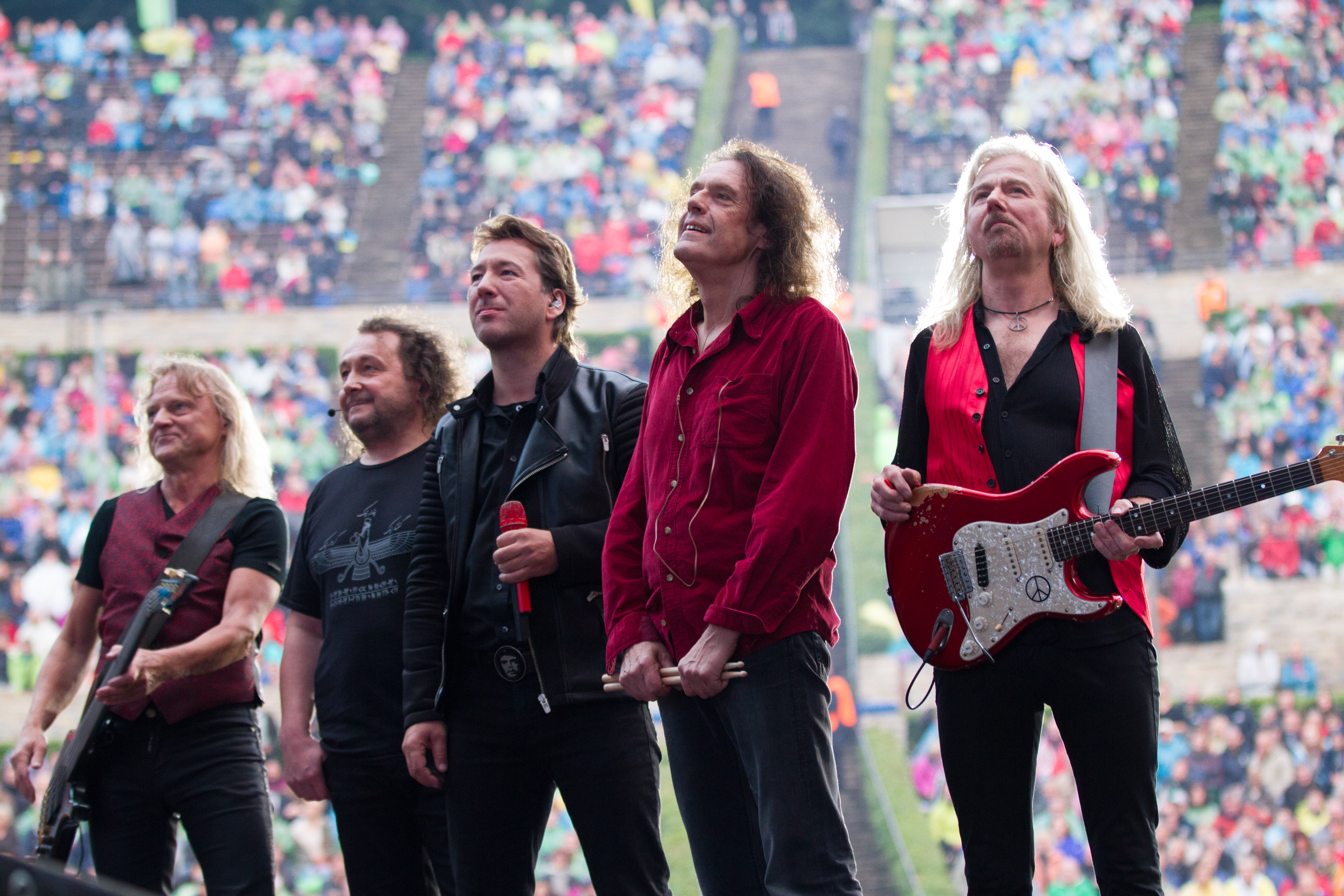
Karat anlässlich des 40-jährigen Bestehens in der Berliner Waldbühne

Als Besonderheit der DDR-Kultur ist das breite Spektrum an Deutschrock-Bands zu werten. Die Skala reichte von „Staatsrockern“ wie den Puhdys und Karat über kritische Bands wie Silly und Renft bis hin zu den alternativen sogenannten  anderen bands - wie Die Skeptiker oder Sandow - die sich dem DDR-Rock-Mainstream weitestgehend entzogen. Einige Formationen wie Karat oder City feierten auch international Erfolge (siehe auch: Musik der DDR).
Ein bedeutendes Zentrum des Musikinstrumentenbaus war der vogtländische Musikwinkel.
Die Auftragskunst der DDR und fast sämtliche im Staatsbesitz befindlichen Kunstwerke der DDR wurden kurz vor der Wiedervereinigung vom letzten Kulturminister der DDR Herbert Schirmer aus allen Städten, volkseigenen Betrieben, Schulen, Kulturhäusern, Pionierhäusern, Klubs etc. eingezogen und in die Burg Beeskow gebracht. Es waren 23.000 Werke, bestehend aus 1500 Gemälden, 12.000 Grafiken, 2000 Zeichnungen, aus Fotos, Plakaten, Plastiken, und Gastgeschenken an staatliche Stellen und Betriebe. Seitdem wurden diese Werke vom Kunstarchiv Beeskow verwaltet, das damit regelmäßig Ausstellungen zusammenstellt.

#### Jugendkulturen
Solche gesetzlichen Vorgaben, die in allen staatlichen Einrichtungen zu beachten und umzusetzen waren, stellten hohe Erwartungen an das systemkonforme Verhalten von Jugendlichen, die aber, durch westliche Medien vermittelt, auch von Rock- und Beatmusik sowie von der Popkultur beeinflusst wurden.

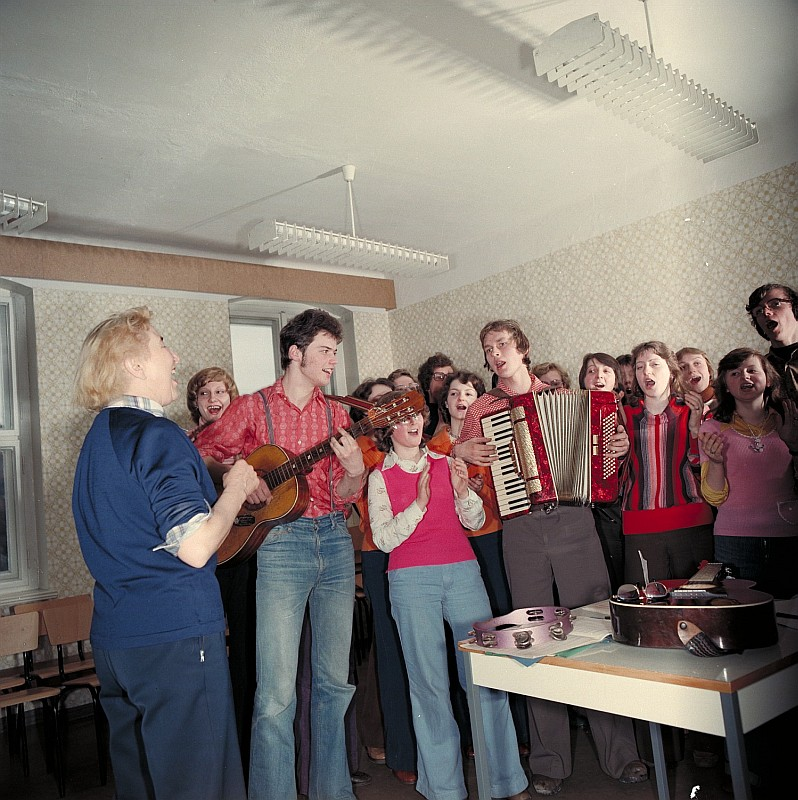
Betriebs-Singegruppe in Lauchhammer, 1978

Struktur des Schulsystems der DDR 1989

Die an der bündischen Jugendbewegung und den politischen Jugendorganisationen zu Beginn des Jahrhunderts orientierte Freie Deutsche Jugend (FDJ) knüpfte an Jugenderfahrungen der DDR-Führungsschicht an, die von den DDR-Jugendlichen der 1960er Jahre jedoch nur noch teilweise angenommen wurde. Als die Repressionen im Anschluss an den Mauerbau einer Phase neuer Werbung der SED um Zustimmung in der Bevölkerung wichen, wurden vorübergehend auch die aus dem Westen importierten Musikangebote und Tanzformen offiziell toleriert und gefördert. 1964 wurde das DDR-Jugendradio DT64 gegründet, das auch im Westen Anhänger fand. Nach dem Aufleben einer DDR-eigenen Beatbewegung mit Gruppen wie den Sputniks, den Butlers und dem Diana Show Quartett reagierte die DDR-Führung seit Ende 1965 wieder entschieden abwehrend auf die neue Entwicklung. Es kam zu strengen Kontrollen, Auflagen und Verboten, die zur Leipziger Beatdemo führten. Bekannt wurde Walter Ulbrichts Aussage „Ist es denn wirklich so, dass wir jeden Dreck, der vom Westen kommt, nu kopieren müssen? Ich denke, Genossen, mit der Monotonie des Je-Je-Je, und wie das alles heißt, ja, sollte man doch Schluss machen.“
Für die DDR-Jugendkultur bedeutsame Filme waren unter anderen „Heißer Sommer“ Ende der 1960er Jahre und „Die Legende von Paul und Paula“ (1973). Anfang der 1970er Jahre wurde Ulrich Plenzdorfs Text „Die neuen Leiden des jungen W.“ zu einem Dokument einer DDR-spezifischen Außenseiterkultur. Durch das Festival der Jugend und andere der SED genehme Veranstaltungen in der Bundesrepublik kamen Bands wie die Puhdys, Karat und Pankow, die Singebewegung und die DDR-spezifische Liedermacherkultur zu Westerfahrungen, die Wechselwirkungen begünstigten. Die Ausbürgerung Wolf Biermanns 1976 führte zu einer von zahlreichen DDR-Literaten und Künstlern getragenen Protesthaltung gegen die SED-Oberen: ein neuerlicher Bruch in der kulturellen Entwicklung der DDR. Es folgte ein Exodus vieler prominenter Künstler, wie z. B. Manfred Krug oder Nina Hagen.
Nonkonformistische Jugendliche waren in der DDR dauernden Repressionen unterworfen.
Der Rechtsextremismus in der DDR wurde verheimlicht oder von der Stasi als „dekadent-amoralische Auffassungen“ Jugendlicher sprachlich kaschiert. Ab Mitte der 1970er Jahre nahm die Loyalität der DDR-Jugend gegenüber dem sozialistischen System ab, und das Interesse an westlichen Jugend- und Subkulturen und ihren Musikstilen erwachte. Jugendliche aus der Blueser- oder Kundenszene engagierten sich zunehmend innerhalb der kirchlichen Jugendarbeit, später auch die Punks in der DDR. In diesem Rahmen, abseits von staatlicher Kontrolle, waren offene Gespräche und Konzerte in der DDR verbotener Bands in geeigneten Räumlichkeiten möglich. Einen Höhepunkt bildeten die Blues-Messen am 24. Juni 1983 in Ost–Berliner Kirchen mit bis zu 7000 Teilnehmern, darunter auch Publikum aus West-Berlin.
Seit etwa 1985 entstand die Grufti-Bewegung. Parallel dazu machten sich Die anderen Bands auf den Weg, um eine Musik- und Jugendkultur zwischen Punk-, New-Wave-, Indierock- oder Metal unabhängig von staatlicher Lenkung zu etablieren.
Mitte der 1980er Jahre nahmen die Mitgliederzahlen rechtsextremistischer Skin-, Fascho- und Nazi-Popper-Gruppen, die um ihre hohe Gewaltbereitschaft und Brutalität von Westskins beneidet wurden, verstärkt zu, was 1988 zu gehäuften Gerichtsverfahren in ostdeutschen Großstädten führte. Rechtsextreme Jugendliche sammelten sich unter anderem im Umfeld einiger Fußballclubs.
Die Jugendhilfe sorgte vor allem durch die Anordnung von Heimunterbringung für die Umerziehung von Kindern und Jugendlichen im Sinne des sozialistischen Erziehungsideals.

### Bildungswesen
1957 gab es in der DDR 10.471 allgemeinbildende Schulen (darunter 1150 Mittelschulen und 373 Oberschulen). Durch Zentralisierung und Erhöhung der Klassenzahlen wurde die Anzahl der allgemeinbildenden Schulen (POS, EOS, Sonderschulen) bis 1989 auf 5928 gesenkt.
In der Berufsausbildung vollzog sich eine ähnliche Entwicklung. Waren es 1950 noch 1583 Berufsschulen, zählte man 1989 noch 951. Es war garantiert, dass jeder Schulabgänger eine Lehre annahm oder zum Studium an eine Hoch- oder Fachschule beziehungsweise an eine Universität ging. 1957 gab es 307 Fachschulen, 46 Hochschulen (darunter sechs Universitäten) und fünf Akademien. Im Jahr 1989 zählte man noch 234 Fachschulen und 54 Hochschulen und Universitäten.
Das Bildungssystem der DDR war im Wesentlichen als ein einheitliches Gemeinschaftsschulsystem konzipiert, mit anschließenden tertiären Bildungseinrichtungen. Aufbauend auf der Vorschulerziehung im Kindergarten und der ab den 1960er Jahren für alle Kinder verbindlichen zehnklassigen polytechnischen Oberschule (POS) folgten
- eine zwei- bis dreijährige Berufsausbildung (Abschluss Facharbeiter)
- eine dreijährige Berufsausbildung (Facharbeiterbrief mit Abitur) oder
- eine Abiturausbildung auf der Erweiterten Oberschule (EOS). Diese begann bereits nach der 8. Klasse der POS und führte in vier Jahren zum Abitur. Erst ab Beginn der 1980er Jahre schlossen sich zwei Jahre EOS an die Beendigung der zehnjährigen POS an.

Wesentliche Merkmale des Schulsystems der DDR waren
- einheitliche Bildungsinhalte für alle Kinder bis Klasse 8 (später 10) und Beginn der äußeren Differenzierung nach Klasse 10; diese Einheitlichkeit war die Grundlage der Abschlussprüfungen der 10. Klasse und des Abiturs;
- die gezielte Vorbereitung auf die spätere Arbeitswelt durch polytechnische Ausbildung und eine Schwerpunktsetzung auf die mathematisch-naturwissenschaftlichen Fächer, während die geisteswissenschaftlichen Fächer stark ideologisch ausgerichtet waren;
- das Bemühen um eine Einheit von Bildung und Erziehung mit dem Ziel der vollständigen Integration der Absolventen in die sozialistische Gesellschaft (und geringer Toleranz für Andersdenkende).

In Teilen der Bezirke Dresden und Cottbus wurde nach 1945 ein umfassendes sorbisches Schulwesen eingerichtet, das zunächst stark gefördert und ausgebaut wurde. In so genannten A-Schulen war Sorbisch Unterrichtssprache, in B-Schulen verpflichtende Fremdsprache. Nach einem Umschwung in der staatlichen Sprachpolitik war der Besuch des Sorbischunterrichts nach 1964 nicht mehr obligatorisch und die Schülerzahlen sanken dramatisch.
Trotz einer Ausbildungs- und Arbeitsplatzgarantie und einem sehr hohen Anpassungsdruck auf nicht der Norm entsprechende Jugendliche gab es eine signifikante Anzahl von Ungelernten in der DDR. Der Anteil der Schulabgänger mit Hochschulreife war in der DDR deutlich geringer als im Westen. Berufsgruppen mit bekannt geringem Zulauf von Auszubildenden wurden besonders gefördert, die Lehrstellen- und Studienplatzvergabe wurde anhand des errechneten Bedarfs zentral geplant und seitens der Schulleitungen und Lehrer gelenkt. Die Freiheit der Berufswahl war dadurch oft eingeschränkt.
Wehrerziehung
Ab 1978 mussten Mädchen und Jungen der 9. und 10. Klasse am Wehrunterricht teilnehmen, eine Freistellung war nicht möglich. Hier wurde in einem theoretischen Teil militärisches und politisches Grundlagenwissen über die NVA und die „sozialistische Landesverteidigung“ vermittelt. Wesentlicher Teil des praktischen Wehrunterrichts war ein Wehrlager für die Jungen oder ein Lehrgang für Zivilverteidigung für Mädchen sowie für Jungen, die nicht am Wehrlager teilnahmen.
Die vormilitärische Ausbildung setzte sich für die meisten Jugendlichen in der Berufsausbildung und an den EOS sowie im Studium fort. Die Gesellschaft für Sport und Technik (GST) trainierte nicht nur Jugendliche auf freiwilliger Basis in militärischen Sportarten, sondern war auch für einen Großteil der vormilitärischen Ausbildung für alle Jugendlichen verantwortlich.

### Sport

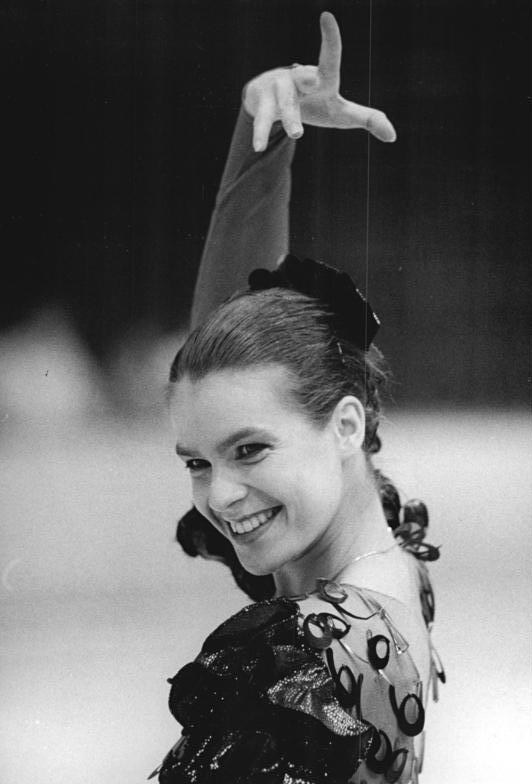
Katarina Witt, Eiskunstläuferin

Der Sport spielte in der DDR eine besondere Rolle. In Kindergärten und Schulen wurde systematisch auf die Ausbildung sportlicher Fitness hingearbeitet, einerseits aus Gründen der Volksgesundheit, anderseits zum Zwecke der Talentsichtung und -förderung für den Hochleistungssport, mit dem die DDR ihr internationales Renommee zu steigern bestrebt war. Die Ausbildung der Nachwuchstalente erfolgte in besonderen Sportschulen, später auch in Leistungszentren. Der Sportmedizinische Dienst der DDR war ein speziell eingerichtetes medizinisches Netzwerk. Das System wurde wissenschaftlich begleitet durch ein sehr differenziertes System an sportwissenschaftlichen Einrichtungen, in dessen Mittelpunkt der Trainingsprozesse und Trainingslehre standen.
Gefördert wurde zum einen der Breitensport. Ulbricht prägte den Satz: „Jedermann an jedem Ort, einmal in der Woche Sport“, bei dem später das „einmal“ durch „mehrmals“ ersetzt wurde. Im Jahr 1988 gab es z. B. 10.674 Sportgemeinschaften mit fast 3,7 Millionen Aktiven, 159.006 Schieds- und Kampfrichtern und 264.689 Übungsleitern. 1989 gab es 282 Sportstadien und 1.175 Sportplätze.
Die staatliche Führung förderte mit den Erfolgen im Leistungssport die Anerkennung der DDR sowohl in den Augen der eigenen Bevölkerung als auch international. Daher setzte die DDR-Führung auch gezielt Doping ein, um die Ergebnisse zu steigern, und etablierte ab 1974 unter der Bezeichnung „Staatsplanthema 14.25“ ein umfassendes Dopingsystem. Allein bei Olympischen Spielen errangen die DDR-Sportler 1968 in Mexiko 25 Medaillen, 1972 in München schon 66 und 1988 in Seoul 102 Medaillen. Von 1986 bis 1988 brachten sie 90 Weltmeister und 77 Europameister hervor.

### Feier- und Gedenktage
Wichtige staatliche Feiertage waren neben den traditionellen christlich geprägten Feiertagen der Erste Mai (als „Internationaler Kampf- und Feiertag der Werktätigen für Frieden und Sozialismus“) und der Tag der Republik am 7. Oktober als Gründungsjahrestag der DDR.
Feierlich oder im Gedenken begangen wurden ferner Tage wie der Tag der Nationalen Volksarmee (1. März), der Internationale Frauentag (8. März), der Tag der Befreiung (8. Mai), der Internationale Kindertag (1. Juni), der Tag des Lehrers (12. Juni), der Weltfriedenstag (1. September) oder der „Pioniergeburtstag“ (13. Dezember).

## Historisch-politologische Einordnung
Zur historisch-politologischen Einordnung des DDR-Regimes gibt es in der Forschung sehr unterschiedliche Thesen. Einigkeit besteht allenfalls darüber, dass es sich um eine Diktatur gehandelt hat. Die SED-Formeln für die DDR wie „Arbeiter- und Bauernstaat“, „Friedensstaat“ oder „sozialistische Demokratie“ sind nicht mehr gebräuchlich.

### „Totalitarismus“
Weit verbreitet, aber auch umstritten ist die Bezeichnung der DDR als totalitär. So kennzeichnet sie der Zeithistoriker Klaus Schroeder als „(Spät-) totalitären Überwachungs- und Versorgungsstaat“; der Sozialhistoriker Hans-Ulrich Wehler beschreibt sie als „totalitäre Parteidiktatur eines Kollaborationsregimes auf der Basis eines Okkupationskommunismus, der […] mit allen Mitteln einer kolonialen Neugründung durchgesetzt wurde“. Die im Totalitarismusbegriff implizierte Ähnlichkeit zum NS-Regime wird von Karl Dietrich Bracher herausgestrichen, der die DDR als „zweite deutsche Diktatur“ (nach der der Nationalsozialisten) bezeichnet.
Andere betrachten den Totalitarismusbegriff als nur eingeschränkt auf die DDR anwendbar oder lehnen ihn entschieden ab. Dabei wird teilweise geltend gemacht, dass sich der Charakter des Regimes im Lauf der Zeit gewandelt habe: In der Ära Ulbricht und insbesondere während der 1950er Jahre sei das Regime durchaus totalitär gewesen, wohingegen die Ära Honecker eher durch eine Aufweichung der Repression und des staatlichen Propagandamonopols gekennzeichnet sei. Der Politikwissenschaftler Eckhard Jesse sieht die DDR der 1970er und 1980er Jahre daher nur mehr als autoritären Staat, wenn auch mit totalitären Zügen. Zu einem ähnlichen Ergebnis war bereits 1968 der Politikwissenschaftler Peter Christian Ludz gekommen. Er versuchte nachzuweisen, dass die für moderne Industriestaaten typischen Modernisierungs- und Differenzierungsprozesse auch in sozialistischen Staaten abliefen. Im Zuge einer solchen Modernisierung sei der Machtanspruch der alten Führungselite durch eine modernere „technokratische Gegenelite“ in Frage gestellt worden, die den Herrschaftscharakter des Regimes hin zu einem „konsultativen Autoritarismus“ abgemildert habe.
Stefan Wolle sieht zwischen NS- und SED-Diktatur zwar zum Teil „frappierende Übereinstimmungen“ hinsichtlich Führerkult, Massenparaden, nächtlichen Fackelzügen und Art der Propagandareden, verweist aber auf strukturelle Unterschiede bei Wirtschaftsorganisation, Machtkonzentration sowie hinsichtlich der Zustimmung in der Bevölkerung und betont den vergleichsweise unblutigen Charakter des SED-Regimes, das weder rassische Verfolgungen noch einen industriell organisierten Massenmord zu verantworten habe. Diese Unterschiede machten „eine für beide sinnvolle Verwendung der Totalitarismustheorie unmöglich“. Auch Wolfgang Wippermann lehnt die These von der Gleichartigkeit beider Diktaturen ab, hinter der er zwei außerwissenschaftliche Absichten vermutet: Zum einen gehe es darum, das NS-Regime zu verharmlosen und die deutsche Schuld am Holocaust zu relativieren, zum anderen sei eine Dämonisierung der DDR beabsichtigt, die tagesaktuellen politischen Zwecken diene, neuerdings der Delegitimierung der Partei Die Linke. Für den Zeithistoriker Martin Sabrow ergibt sich „die fundamentale Differenz“ zwischen NS- und SED-Regime aus den heute „universal anerkannten Normen“ menschlichen Zusammenlebens:

„Dem Nationalsozialismus ist der Glaube an die Ungleichwertigkeit der Menschen und das Recht des Stärkeren inhärent, während sich mit dem Kommunismus als politischem Manifest ungeachtet seiner strukturellen Gewaltorientierung und seines heilsgewissen Erlösungscharakters Ziele wie Gleichheit, Gerechtigkeit und Solidarität verbinden, die mit seinem politischen Scheitern ihren Wert nicht verloren haben. Der sozialistische Traum lässt mehr Lesarten zu als der nationalsozialistische Zivilisationsbruch.“

Gegner einer Bezeichnung der DDR als totalitär verweisen zudem darauf, dass der staatliche Zugriff auf den Einzelnen bei Weitem nicht so groß gewesen sei wie angenommen. Private oder kirchliche Zirkel und Vereine, ebenso staatsferne Milieus wie die Schrebergärten hätten vielmehr Nischen geboten, in denen sich Selbstverwirklichung, privates Glück oder sogar eine „Gegenrationalität“ habe realisieren lassen, die der staatlich verordneten Ideologie ganz andere Sinnbildungen entgegengesetzt habe. Der Begriff „Nischengesellschaft“ war bereits 1983 von dem Publizisten Günter Gaus geprägt worden, der von 1974 bis 1981 als Leiter der Ständigen Vertretung der Bundesrepublik in Ost-Berlin gelebt hatte.

### „Partizipatorische Diktatur“ versus „Fürsorgediktatur“
Die Londoner Zeithistorikerin Mary Fulbrook stellt die repressiven Züge des SED-Regimes der Vielzahl der an seinem Funktionieren Beteiligten gegenüber und bringt das Ganze auf den Begriff der „partizipatorischen Diktatur“. Ungezählte ehrenamtlich wirkende Funktionäre in einem Großgeflecht regimenaher Organisationen seien in den 1970er und 1980er Jahren von „einem ganz erheblichen Anteil der Bevölkerung“ als selbstverständlich hingenommen worden in ihrem systemtreuen Auftreten und Handeln, durch das sie teilhatten an den „Mikrostrukturen der Macht“. Laut Fulbrook war die große Mehrheit der Ostdeutschen in ein System verwickelt, „an dem sie sich beteiligen mussten; und aufgrund ihrer Partizipation wurden sie selbst verändert. Es war daher letzten Endes eine Diktatur, die durch das Agieren und Interagieren der großen Mehrheit der Bevölkerung aufrechterhalten wurde.“ Viele Menschen in der DDR hätten nie Veranlassung gehabt, gegen die Landes- und Systemgrenzen anzurennen, und meinten daher, ein „ganz normales Leben“ führen zu können.
Zur Erfassung sowohl der sozialen als auch der repressiven Aspekte des Regimes verwendet der deutsch-amerikanische Historiker Konrad Jarausch den Begriff der „Fürsorgediktatur“.

### „Unrechtsstaat“ versus „Doppelstaat“
Einen weiteren Versuch, den Charakter der DDR terminologisch zu fassen, stellt der Begriff Unrechtsstaat dar, der im Zusammenhang mit einer umstrittenen Äußerung des Ministerpräsidenten von Mecklenburg-Vorpommern Erwin Sellering im Frühjahr 2009 in den deutschen Massenmedien diskutiert wurde. Dagegen wurde u. a. eingewandt, dass dieser Begriff die Lebenswirklichkeit der DDR-Bürger ausklammere, die zum Teil keine oder kaum Erfahrung mit dem staatlichen Repressionsapparat gemacht hätten.
Die Politikwissenschaftlerin Gesine Schwan schlägt vor, die DDR in Anlehnung an Ernst Fraenkel als „Doppelstaat“ zu charakterisieren. Wie im nationalsozialistischen Deutschland habe es auch in der DDR neben dem „Normenstaat“ einen „Maßnahmenstaat“ gegeben: Während sich ersterer im Rahmen einer bestehenden Rechtsordnung um das reibungslose Funktionieren von Wirtschaft und Gesellschaft kümmerte, sei es dem Maßnahmenstaat um die Durchsetzung der Ideologie gegangen. Zu diesem Zweck habe er die rechtsstaatliche Ordnung jederzeit außer Kraft setzen können. Ein Rechtsstaat sei die DDR also nicht gewesen, ihre einseitige Beschreibung als „Unrechtsstaat“ stelle aber Arbeit und Leben sämtlicher ehemaligen DDR-Bürger unter einen moralischen Generalverdacht.